# Église Saint-Gervais-et-Saint-Protais de Saint-Gervais
Pour les articles homonymes, voir Église Saint-Gervais-Saint-Protais et Église Saint-Gervais.
L'église Saint-Gervais-et-Saint-Protais est une église catholique paroissiale située à Saint-Gervais, dans le Val-d'Oise, en France. Sa fondation remonte vraisemblablement à l'époque carolingienne. L'édifice actuel date pour l'essentiel du second quart du XVIe siècle, et le style gothique flamboyant est dominant. La façade occidentale avec son porche est la dernière partie construite. C'est une œuvre du maître-maçon Jean Grappin, et l'une des principales réalisations de la Renaissance dans le Vexin français. L'intérieur de la nef est également de style Renaissance, et surprend par son élégance, qui contraste avec la physionomie trapue de l'édifice. Le clocher roman ne compte qu'un seul étage, qui est presque entièrement noyé dans les toitures. Il est coiffé de l'une des quatorze pyramides de pierre romanes que l'on recense dans le Vexin français, et sa base voûtée d'arêtes n'a pratiquement pas changé depuis la construction au second quart du XIIe siècle. Elle constitue la première travée du chœur liturgique. Ses trois autres travées présentent des voûtes du XIVe siècle, mais le reste a été fortement remanié au XVIe siècle. L'église a été classée aux monuments historiques par arrêté du 8 avril 1909. Elle est affiliée au secteur pastoral du Vexin ouest avec siège à Magny-en-Vexin, et les messes dominicales n'y sont célébrées plus qu'irrégulièrement, deux fois par an.

## Localisation

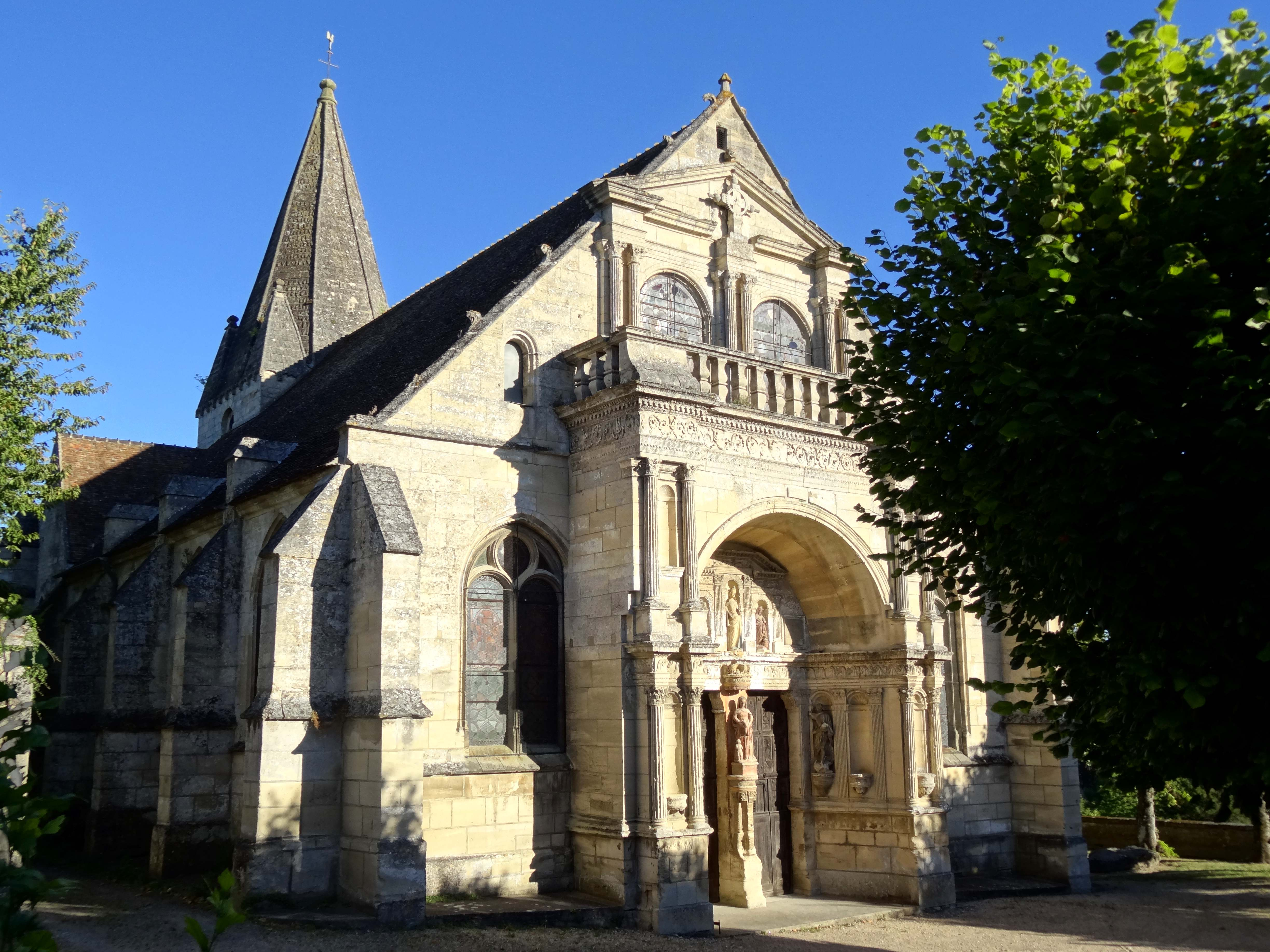
Vue depuis le nord-est.

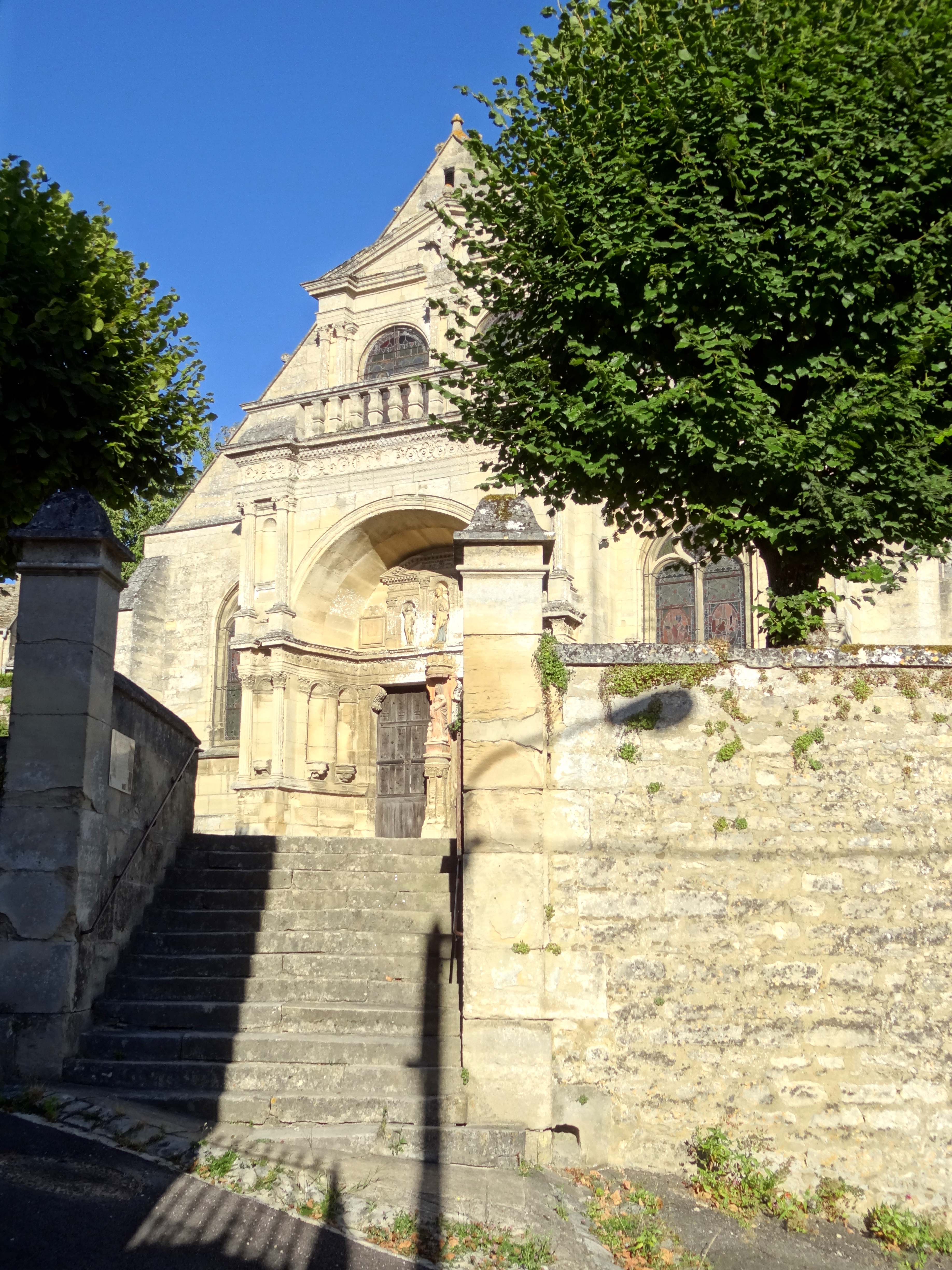
Vue depuis le sud-ouest.

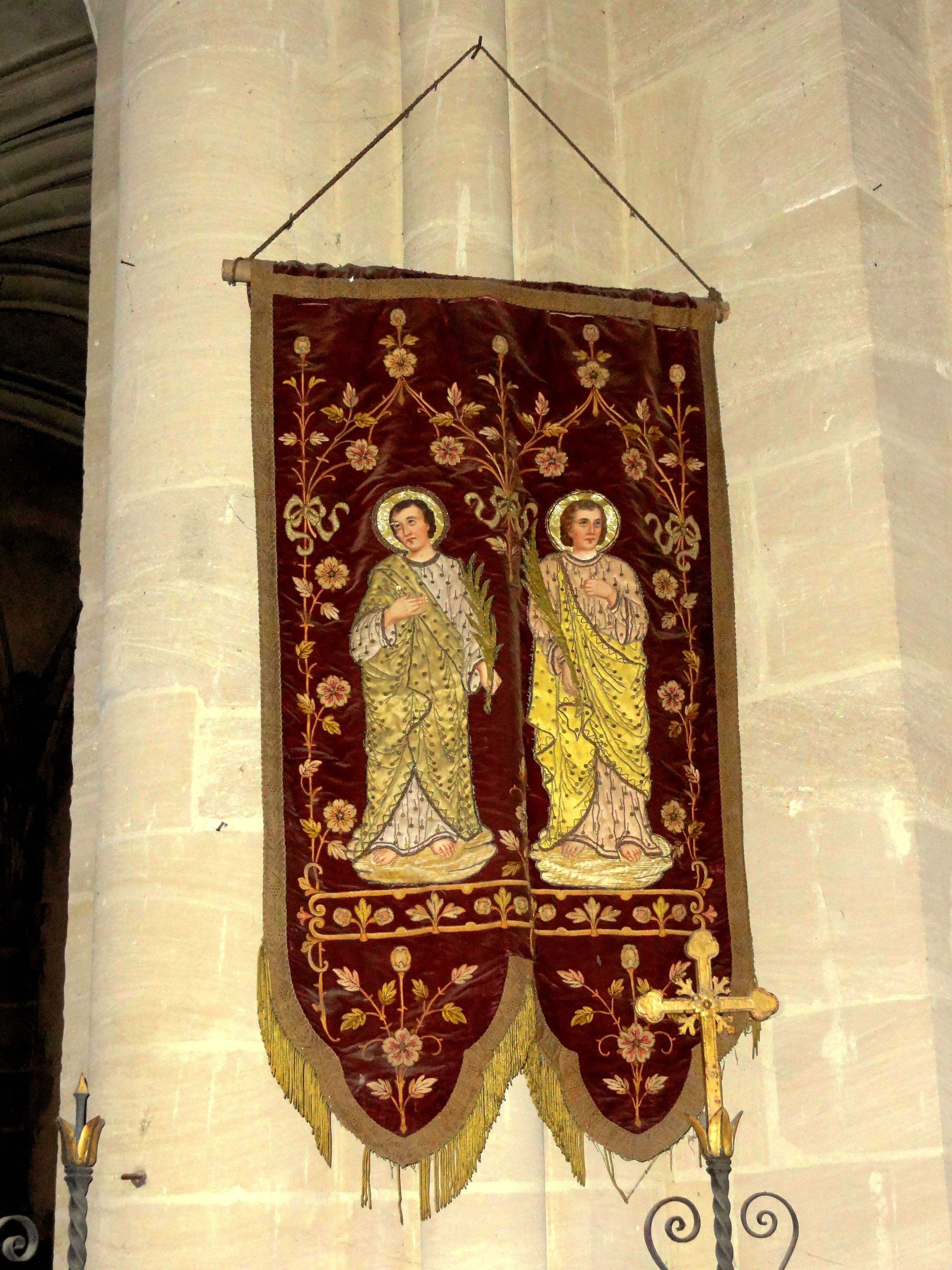
Bannière de procession - saint Gervais et saint Protais.

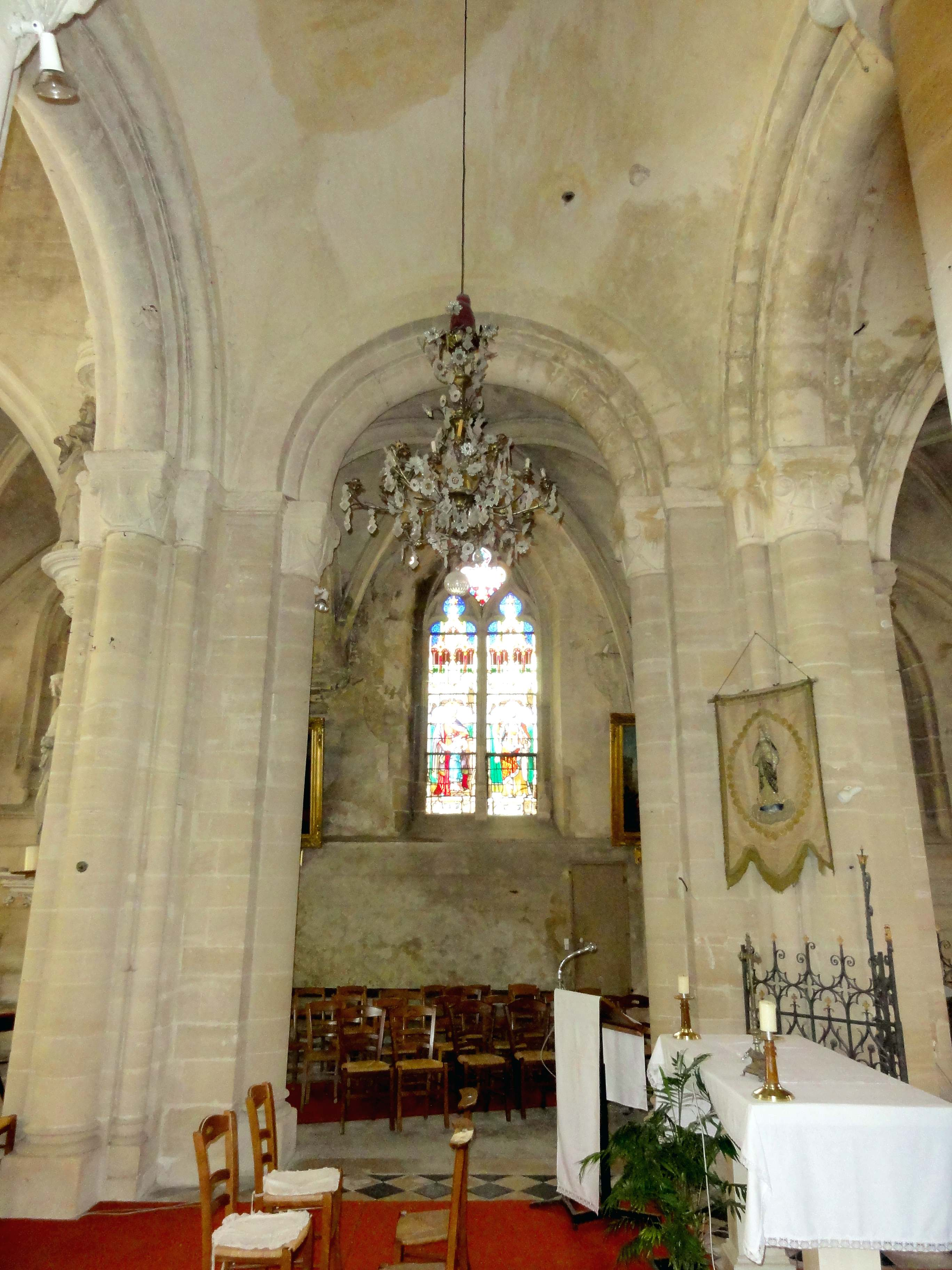
Base du clocher, vue vers le nord.

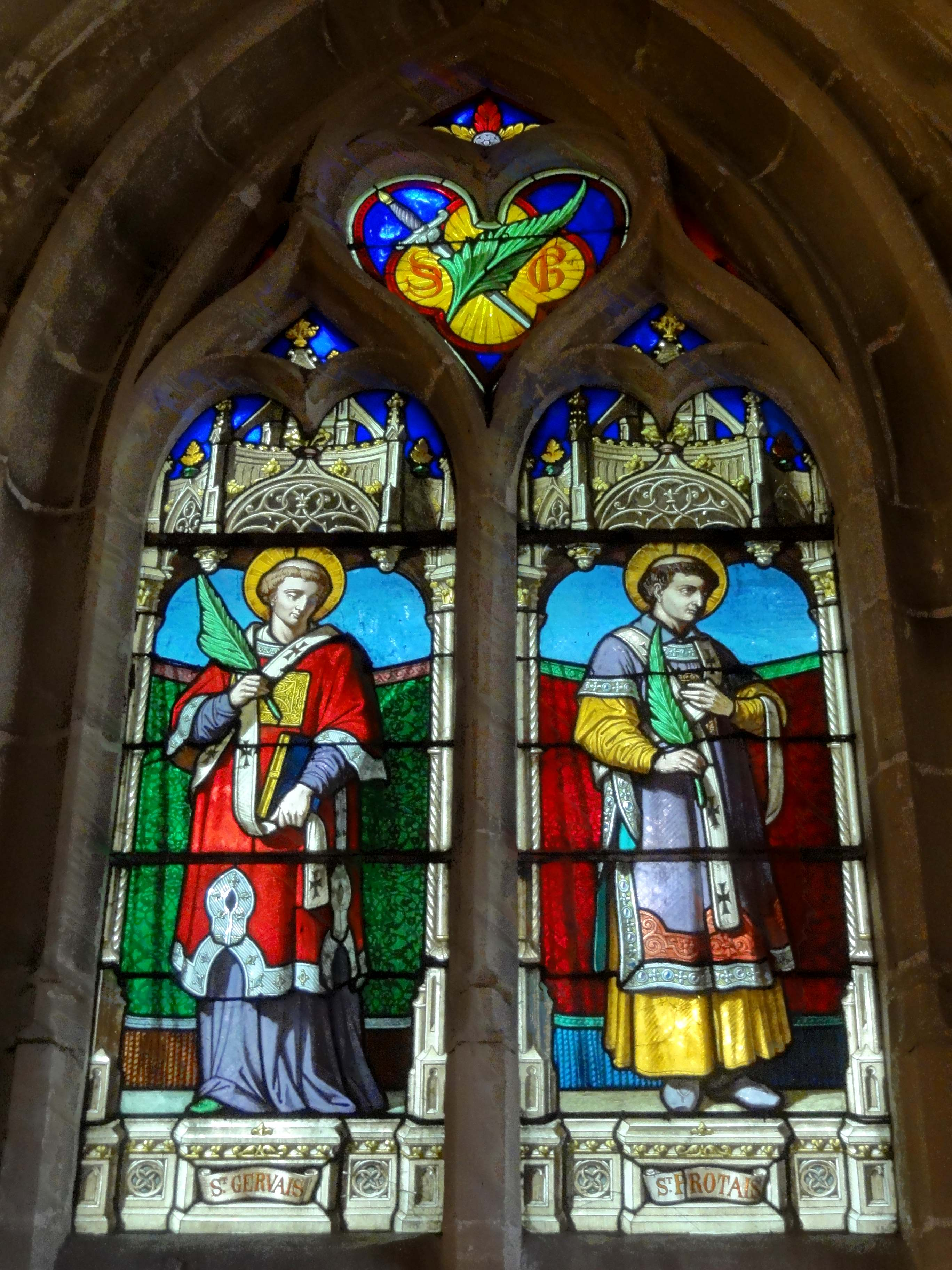
Vitrail de saint Gervais et saint Protais (collatéral nord).

L'église Saint-Gervais-et-Saint-Protais est située en France, en région Île-de-France et dans le département du Val-d'Oise, dans le Parc naturel régional du Vexin français, sur la commune de Saint-Gervais, au centre du village, en surplomb de la rue Robert-Guésnier, qui constitue le principal axe de communication à l'intérieur de l'agglomération. Le dénivelé est mis en exergue par un mur de soutènement élevé, et par la forte déclivité de la rue de l'Église, qui passe, à une certaine distance, devant la façade occidentale, et relie la rue Robert-Guésnier à la partie haute du village. À l'angle des deux rues, un vieil escalier grimpe vers la terrasse qui entoure l'église, et qui correspond à l'ancien cimetière jusqu'en 1880. Il est toutefois possible d'y accéder de plain-pied, en montant par la rue de l'Église. Des arbres bordent l'ancien cimetière à l'ouest et au sud, où il est du reste relativement étroit : de ce fait, il est impossible de contempler l'élévation méridionale de l'église en prenant du recul. L'élévation septentrionale et le chevet sont encore moins bien visibles, car il n'y a qu'un étroit passage qui les sépare des propriétés voisines. En plus, une sacristie est accolée au chevet sur toute sa largeur. — Lors du transfert du cimetière, une arcade dans le mur de soutènement fut débouchée, et l'on décrivit une galerie souterraine, à seulement un mètre en dessous du niveau du sol. Elle conduit vers un caveau, où gisaient six squelettes, les pieds partant d'un même centre, et les corps formant rayons. Depuis le caveau, une galerie part en direction du nord pour aboutir à la margelle d'un puits, et une autre, vers le porche de l'église.

## Historique
Saint-Gervais est situé sur la voie romaine de Paris à Rouen. Des cercueils de pierre sont découverts au cours des années 1780 près de l'église. L'abbé Verdière, curé de Saint-Gervais de 1779 à 1817, les considère comme mérovingiens, et ils sont en tout cas une preuve de l'ancienneté de l'implantation chrétienne dans le village. Selon la tradition, une première chapelle est construite en 841 afin d'accueillir des reliques des frères saint Gervais et saint Protais, martyrs au Ier siècle sous le règne de l'empereur Néron. Il s'agit d'abriter les reliques des invasions normandes. Le village abandonne son nom ancien Bercagny pour devenir Saint-Gervais. Vers l'an 1000, la chapelle aurait été détruite,. La fondation de la paroisse n'intervient que beaucoup plus tard. On la doit probablement à l'abbaye Saint-Germer-de-Fly, dans le diocèse de Beauvais, puisque son abbé est le collateur de la cure. L'abbé Vital Jean Gautier situe l'érection de la paroisse en 1119. Cette date concorde avec les caractéristiques stylistiques du clocher roman, les chapiteaux archaïques autour de sa base et sa pyramide en pierre. Selon le même auteur, la construction de la première église romane remonte à 1150, ce qui pourrait correspondre à sa date d'achèvement. Elle reprend le double vocable de la chapelle, et ses patrons sont donc saint Gervais et saint Protais. Sous l'Ancien Régime, Saint-Gervais relève du doyenné de Magny-en-Vexin, de l'archidiaconé du Vexin français avec siège à Pontoise et de l'archidiocèse de Rouen.
Au XIVe siècle, le chœur primitif, sur lequel on ignore tout, est remplacé par trois nouvelles travées. Leur largeur augmente légèrement en direction du chevet, ce qui démontre l'existence de collatéraux dès cette époque (autrement, l'irrégularité des trois travées aurait été trop mise en évidence). Après les ravages de la guerre de Cent Ans, l'église est presque entièrement reconstruite grâce aux libéralités de Nicolas III de Neufville, dit Le Gendre, sieur de Villeroy, Magny et Alincourt, baron de La Chapelle-la-Reine, et gouverneur du Vexin français. Seulement les parties mentionnées sont conservées, ainsi que partiellement, le croisillon nord, qui conserve toujours son pignon. Des restes de l'ancien voûte sont visibles dans les combles, et les transformations subies sont toujours bien visibles sur la charpente, au niveau du transept. Le style dominant est le gothique flamboyant, sauf pour la nef et la façade, qui sont de style Renaissance. Le portail est commencé par l'architecte Robert Grappin de Gisors, connu pour sa contribution à la collégiale Saint-Gervais-Saint-Protais de Gisors, et terminé par son fils Jean. Cette attribution ne se fonde pas sur des documents écrits, mais ne fait aucun doute. La date de 1549 se lit sur l'une des consoles à statues, et correspond apparemment au début des travaux. La date de 1550, gravée sur le dais de la Vierge à l'Enfant sur le trumeau du portail, est considérée par Léon Palustre et Louis Régnier comme celle de l'achèvement. Ainsi, le portail de Saint-Gervais a été réalisé immédiatement après celui de Magny-en-Vexin. Ce n'est que le 4 septembre 1588 qu'est célébrée la nouvelle consécration par Mgr John Lesley, évêque de Ross en Écosse exilé en France, et évêque auxiliaire de Rouen entre 1579 et 1590 environ,,,. Le seul ajout postérieur est la sacristie, qui date de 1874.
Sous la Révolution française, l'ensemble des paroisses du département de Seine-et-Oise sont regroupées dans le nouveau diocèse de Versailles. L'abbé Jean-Baptiste Verdière, installé comme curé de Saint-Gervais le 30 décembre 1779, est le premier prêtre du canton à prêter serment à la constitution civile du clergé, et préside au premier mariage civil du village. Il est néanmoins arrête le 3 germinal an II et emprisonné à Mantes, mais relâché quelques jours plus tard. Trois parmi les quatre cloches sont descendues, et envoyées à la fonte pour en faire des canons, comme dans toute la France. Seule la plus grosse, qui date de 1755, est conservée. L'abbé Verdière continue d'exercer la prêtrise, mais n'est pas nommé à la cure. En 1805, il fonde une pension à côté de l'église, qui est surnommée la « petite Chartreuse ». Le premier curé nommé après la Révolution est l'abbé Drahon, qui a également la charge de l'Église Saint-Nicolas de La Chapelle-en-Vexin. Pour le XIXe siècle, les archives de la fabrique renseignent sur les travaux de réparation effectués à l'église. Ils concernent la toiture (1804 et 1856) ; le mur de clôture (1840) ; les piliers (1856) ; et le rejointoiement des huit pans du clocher en ciment Portland (1860). Grâce à la générosité de Paul de Magnitot, des vitraux figurés et en grisaille sont installés entre 1865 et 1874. Ils donnent l'impression d'obscurcir l'église, dont le vaisseau central est aveugle, mais comme le rappelle Alphonse Subtil, plusieurs baies étaient bouchées avant l'installation des vitraux, et l'église était encore plus sombre. Paul de Magnitot finance également le repavage d'une partie de l'église en pierre de Tonnerre en 1870/71, la grille des fonts baptismaux, et la construction de la sacristie. Les soubassements des fenêtres sont grattés, et toute l'église est repeinte. Quand M. de Magnitot meurt le 15 août 1875, le préfet ne répond pas favorablement à la demande de l'abbé Drouet et des habitants, d'obtenir une dérogation pour le faire inhumer dans l'église. La cloche de 1755 se casse pendant l'hiver 1879/80, quand les températures descendent jusqu'à moins vingt-sept degrés, pendant un office d'enterrement. La cloche est refendue l'année même par MM. Lecull et Daperon, fondeurs à Amiens. D'un poids de 1 240 kg, elle mesure 128 cm de diamètre, et donne le son si bémol. Elle est baptisée au nom de Georgette-Émilie. Une deuxième cloche d'un poids de 750 kg et de 108 cm de diamètre, arrive le 13 septembre 1900, et est baptisée au nom de Marie-Camille. Comme particularité, le trou dans la voûte de la base du clocher par lequel l'on descend et remonte les cloches est bouché à chaque fois par des carreaux de plâtre, pour la dernière fois, en 1966.
L'église de Saint-Gervais est classée aux monuments historiques par arrêté du 8 avril 1909. Quand une bombe allemande tombe dans le parc de M. Bellet le 9 juin 1940, une partie des vitraux est endommagée. Les vitres qui viennent les remplacer sont soufflées à leur tour lors de l'explosion des carrières en 1944. Les réparations et restaurations sont effectuées par la maison Grüber, de Paris, entre 1947 et 1948. La Seconde Guerre mondiale apporte également la destruction du reliquaire en bois de l'autel de saint Gervais, qui avait été donné par Georges de La Rochefoucauld en 1858. Depuis la mort de l'abbé Herboulé, curé de Saint-Gervais de 1961 à 1964, l'église est desservi par le curé de Magny-en-Vexin ou son vicaire. Depuis 1966, Saint-Gervais dépend du diocèse de Pontoise érigé en cette année. Les messes dominicales sont célébrées en l'église Saint-Gervais-et-Saint-Protais irrégulièrement, environ deux fois par an.

## Description

### Aperçu général

Plan de l'église.

Orientée un peu irrégulièrement, avec une déviation de l'axe vers le sud-est du côté du chevet, l'église répond à un plan cruciforme largement symétrique, qui s'inscrit dans un rectangle. Elle se compose d'une nef de quatre travées, qui est accompagnée de deux bas-côtés ; d'un transept non débordant dont la croisée sert de base au clocher ; et d'un chœur de trois travées accompagné de deux collatéraux. Les trois vaisseaux se terminent par un chevet plat. En dépit du nombre important de travées, soit vingt-quatre, l'église est de dimensions modestes. La nef mesure 5,35 m de largeur ; le bas-côté nord 4,35 m ; et le bas-côté sud 4,70 m (y compris l'épaisseur des grandes arcades pour les bas-côtés). Alphonse Subtil n'indique par la longueur. Une tourelle d'escalier se situe à l'angle nord-est du croisillon nord. La sacristie est accolée au chevet. La croisée du transept est voûtée d'arêtes. Le reste de l'église est voûté d'ogives, avec des voûtes à liernes et tiercerons pour la première travée du collatéral sud, et la dernière travée du collatéral nord. Seule la nef possède une élévation à deux niveaux, avec l'étage des grandes arcades et un étage de murs hauts aveugles. Le reste de l'église n'atteint que la hauteur des bas-côtés de la nef. Le portail occidental constitue le seul accès à l'église. La nef est munie d'une toiture à deux rampants, avec un pignon en façade. Le croisillon nord conserve son pignon au nord, tandis que le croisillon sud est muni d'un toit en appentis en continuité avec le rampant couvrant le bas-côté. Le collatéral sud du chœur et son vaisseau central sont recouverts d'une toiture commune à deux rampants, avec un pignon à l'est. Le collatéral nord du chœur présente un toit en bâtière, avec un petit pignon à l'est.

### Intérieur

#### Nef

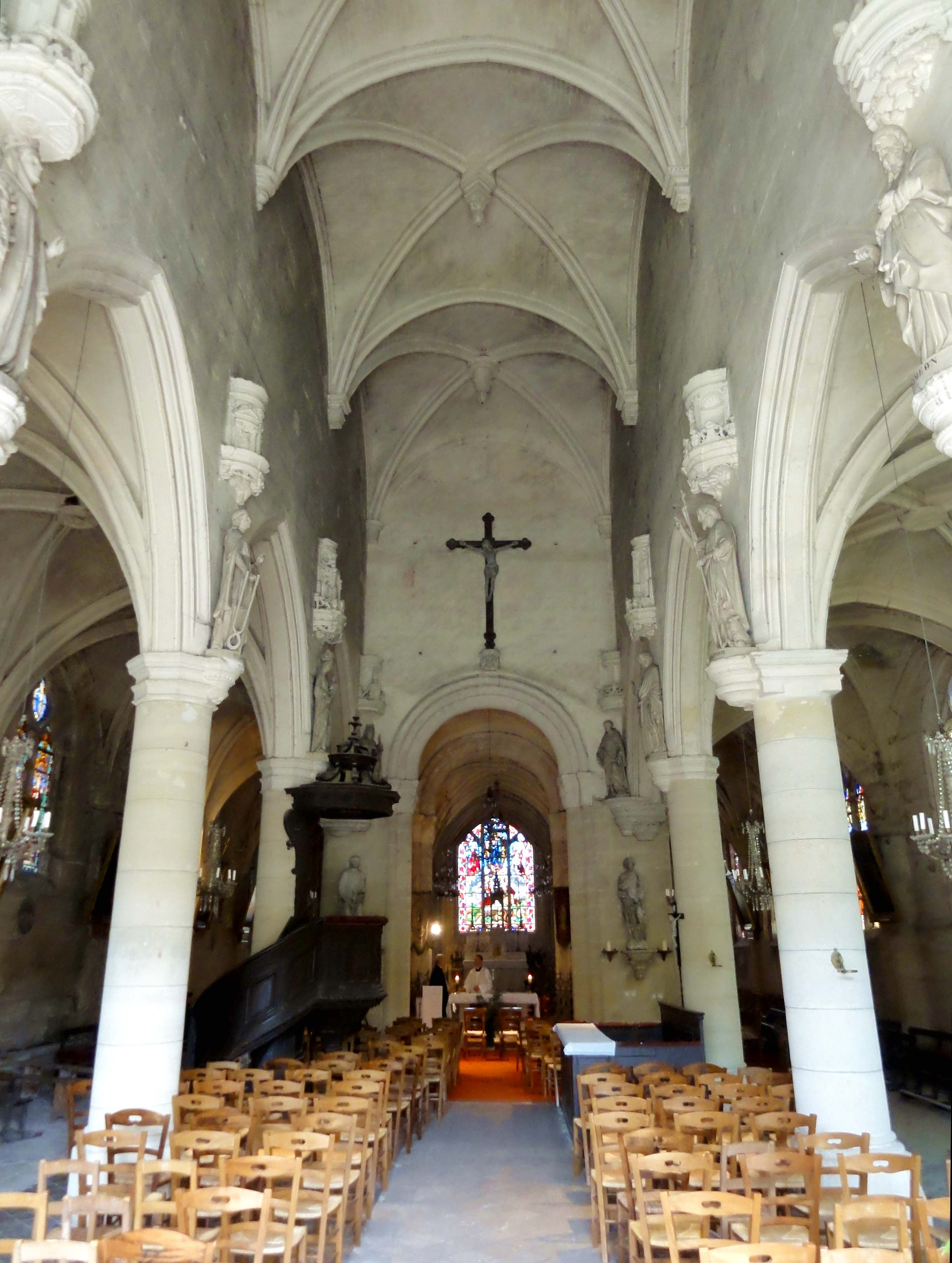
Nef, vue vers l'est.

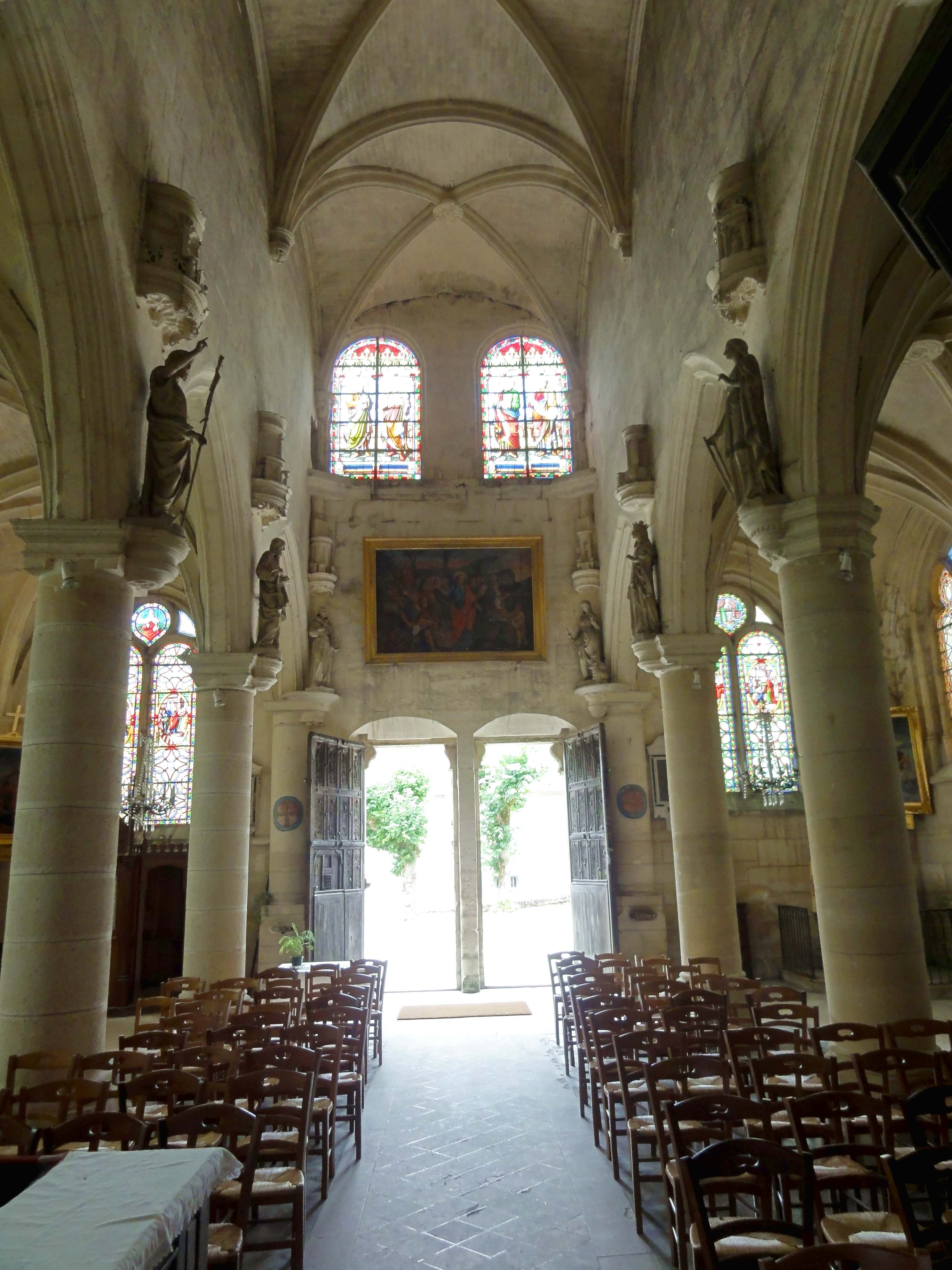
Nef, vue vers l'ouest.

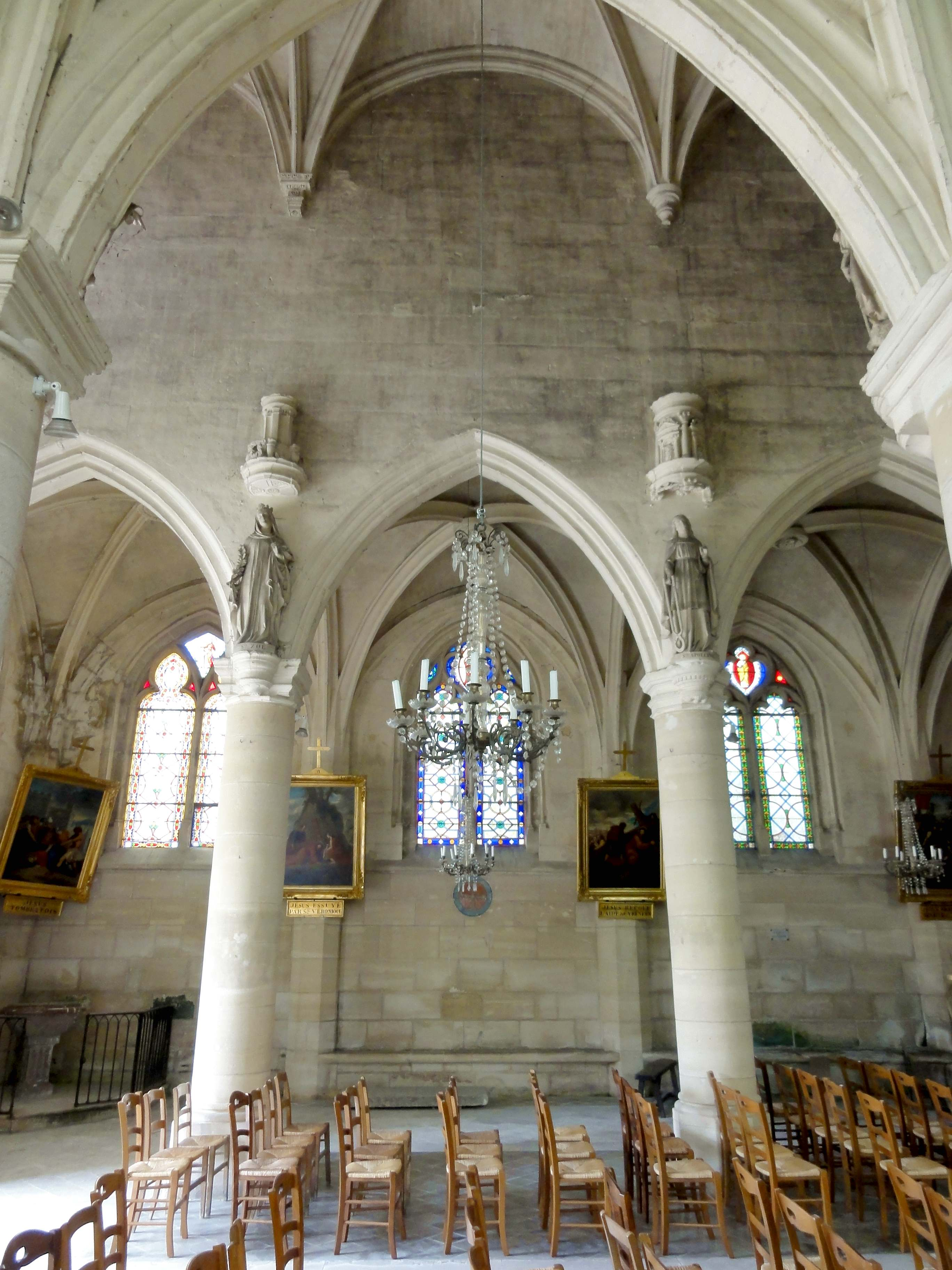
2e travée, élévation nord.

Insoupçonné en raison de la physionomie trapue de l'église à l'extérieur, imputable à la toiture unique recouvrant le vaisseau central et les collatéraux, la nef s'avère élancée et élégante à l'intérieur. Elle ne prend le jour que par les deux fenêtres occidentales visibles au-dessus de la balustrade du porche. Heureusement, la pierre des murs est d'une teinte presque blanche, et reflète bien la lumière, ce qui rend la nef un peu moins sombre. L'absence de fenêtres hautes est la règle dans les nefs flamboyantes en milieu rural ; dans le Vexin, il n'y a guère que Chaumont, La Roche-Guyon, Serans et Vétheuil qui forment exception. En effet, la nef de Saint-Gervais s'inscrit encore dans la tradition flamboyante, certes moins que les bas-côtés, même si toute la décoration se fait dans le style de la Renaissance. Dans un même sens, seulement les grandes arcades sont encore en tiers-point. Les hautes-voûtes et les fenêtres occidentales sont déjà en plein cintre. Les élévations latérales s'organisent sur deux niveaux, soit l'étage des grandes arcades et un étage de murs nus au-dessus des grandes arcades. La hauteur des piliers des grandes arcades représente la moitié de la distance entre le sol et la retombée des hautes-voûtes, et est identique à la distance entre le sommet des grandes arcades et le sommet des voûtes. Le sommet des grandes arcades se situe aux trois cinquièmes de la hauteur de la nef sous le sommet des voûtes. Ainsi, les murs occupent tout autant de place que les grandes arcades. Au nombre de quatre au nord et au sud, elles sont au profil d'un méplat entre deux ressauts, dont le premier est adouci par un quart-de-rond, et l'autre, par une doucine. La retombée s'effectue sur des tailloirs carrés à l'ouest, et octogonaux à l'ouest ; au-dessus du second pilier, le tailloir est octogonal au nord, mais carré au sud. Ces tailloirs, décorés de multiples moulures d'une modénature propre au milieu du XVIe siècle, s'accompagnent de chapiteaux ébauchés, qui se résument à une frise vide, une astragale et un quart-de-rond, sans inspiration directe par les ordres antiques. Sauf à la fin des grandes arcades, où ils sont engagés dans les piles occidentales du clocher, ils reposent sur des piliers appareillés en tambour, dont les premiers à l'ouest sont engagés dans le mur occidental. Les bases, apparemment refaites, se compose d'un petit tore, d'une scotie et d'un gros tore aplati, et ont de hauts socles, qui transitent du plan octogonal vers le plan carré par quatre plans inclinés aux angles.
Les murs du second niveau d'élévation ne sont animés par aucun élément de scansion horizontal, et, fait exceptionnel pour une nef conçue d'emblée pour être voûtée (à en juger par l'homogénéité stylistique entre les voûtes et la façade, qui ne permet pas une interruption du chantier significative), la retombée des voûtes s'effectue sur des culs-de-lampe, que rien ne relie visuellement aux piliers des grandes arcades. Les culs-de-lampe sont alternativement de plan rond et de plan carré, sans analogie avec les tailloirs des piliers. Un cul-de-lampe carré au sud fait toujours face à un cul-de-lampe rond au nord, et vice versa, sauf dans les angles, où ils sont tous ronds. Globalement, ils sont moulurés à l'instar des tailloirs et chapiteaux des grandes arcades, mais sculptés de nombreux motifs décoratifs, dont des oves, des feuilles lancéolées et des feuilles d'acanthe. Les culs-de-lampe carrés sont formées par des sections d'un entablement dorique, avec une rose ou patère à ombilic sur la métope, et un rang d'oves de différente nature sur l'architrave, dans l'échine de la corniche, et sur le bandeau supérieur de la corniche. Il n'y a pas de correspondance avec les consoles qui supportent les statues du portail. Sauf au revers de la façade, les voûtes sont munies de formerets d'un profil assez complexe, propre à la Renaissance. Les ogives et les arcs-doubleaux partagent un même profil prismatique aigu, encore typiquement flamboyant. La première clé de voûte est un disque sculpté d'un arrangement végétal. Les trois autres sont pendantes, et affichent un décor de motifs de la Renaissance, dont notamment des oves et des grecques. Elles se terminent par un bourgeon suspendue. Toutes les voûtes sont établies sur des croisées d'ogive simples, sans nervures supplémentaires. Louis Régnier loue néanmoins l'élégance de ces voûtes. Mais malgré les clés et culs-de-lampe sculptés, la nef serait un peu bancal sans aucun autre élément de décor. C'est pour cette raison que le maître d'œuvre a ménagé une niche à statue au-dessus de chaque pilier, et dans chacun des angles. L'on ne parvient pas au chiffre de douze, et les niches ne pouvaient donc pas abriter les Douze Apôtres, comme à Serans, où il y a deux niches par pilier, mais aucune dans les angles, ou à Vétheuil, où les niches sont prises dans les piliers. Les consoles se situent au niveau des tailloirs des grandes arcades, et adoptent leur profil. Ce qu'il y a de remarquable dans les niches sont leurs dais, qui sont architecturés et prennent la forme d'édicules à l'antique ou petits temples. La diversité de la mise en œuvre est assez grande, et l'on retrouve plusieurs ordres. Le point commun est toujours un premier ordre qui se résume aux chapiteaux, à l'entablement et à la voûte, et un second ordre avec des pilastres ou des colonnettes. Il n'y a curieusement pas de couronnement, mais l'on trouve quelques dispositions originales, dont de petits édicules à frontons s'insérant dans les arcades du second ordre, ou un minuscule obélisque. Les vases Henri II et les volutes sont employés à profusion, mais l'on cherchera en vain des symboles religieux. Reste à revenir sur deux particularités de l'élévation occidentale, où les dais sont reliés aux culs-de-lampe de la voûte par des fûts engagés, qui sont interrompus par l'encorbellement de la coursière sans garde-corps qui permettait de passer des combles du bas-côté nord vers ceux du bas-côté sud.

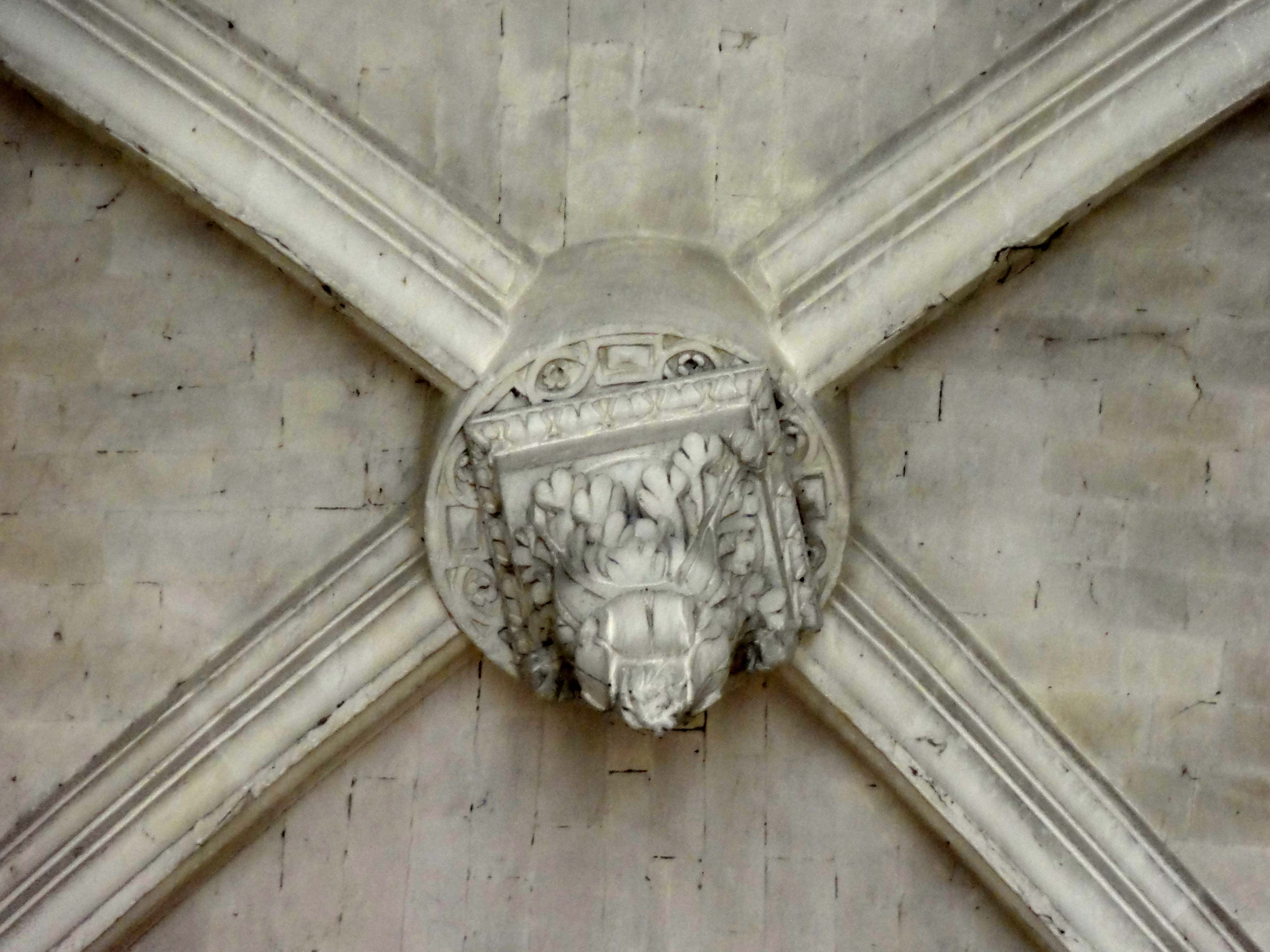
Clé de voûte de la 2e travée.
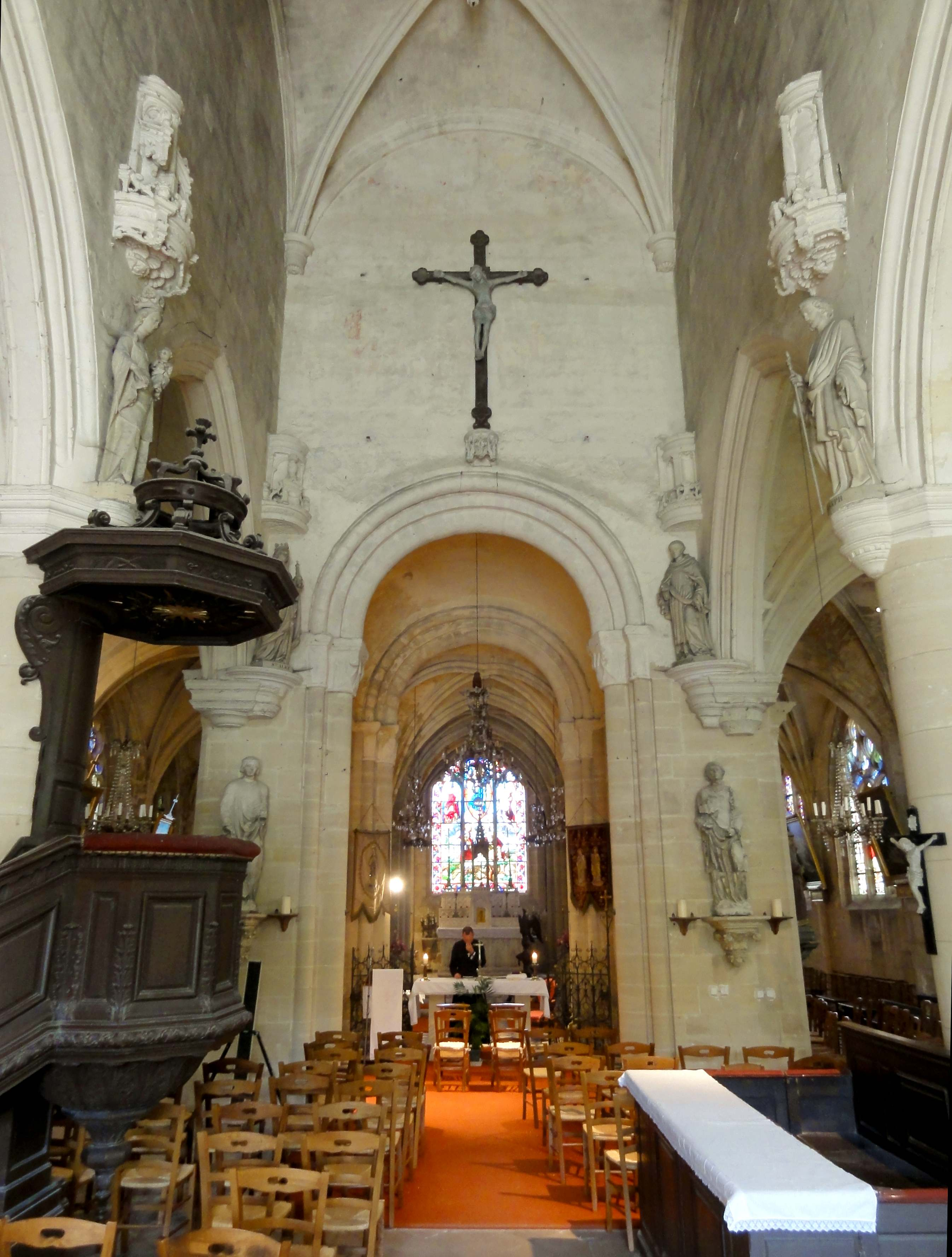
Nef, vue vers l'est.
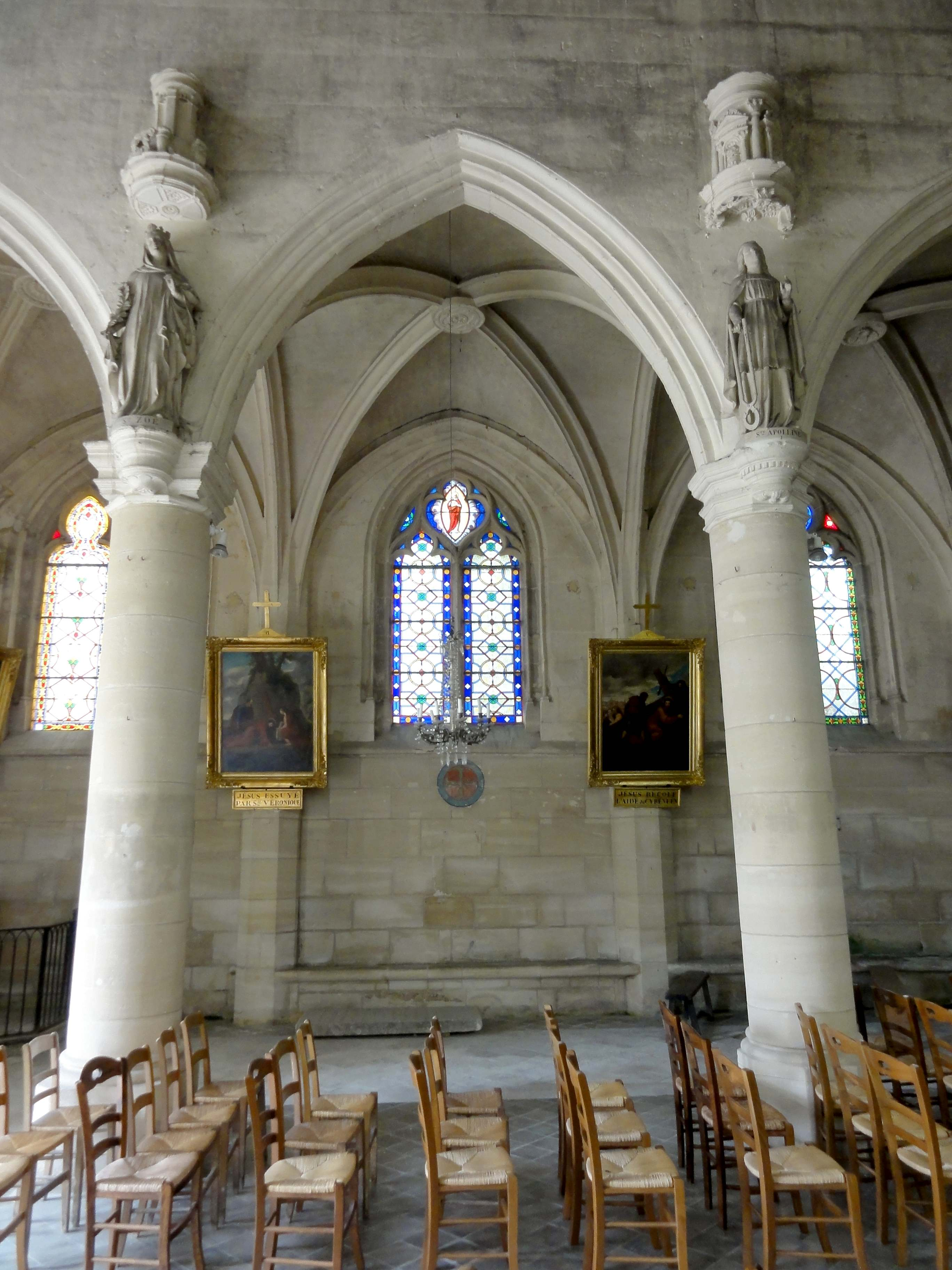
2e grande arcade du nord et ses dais.
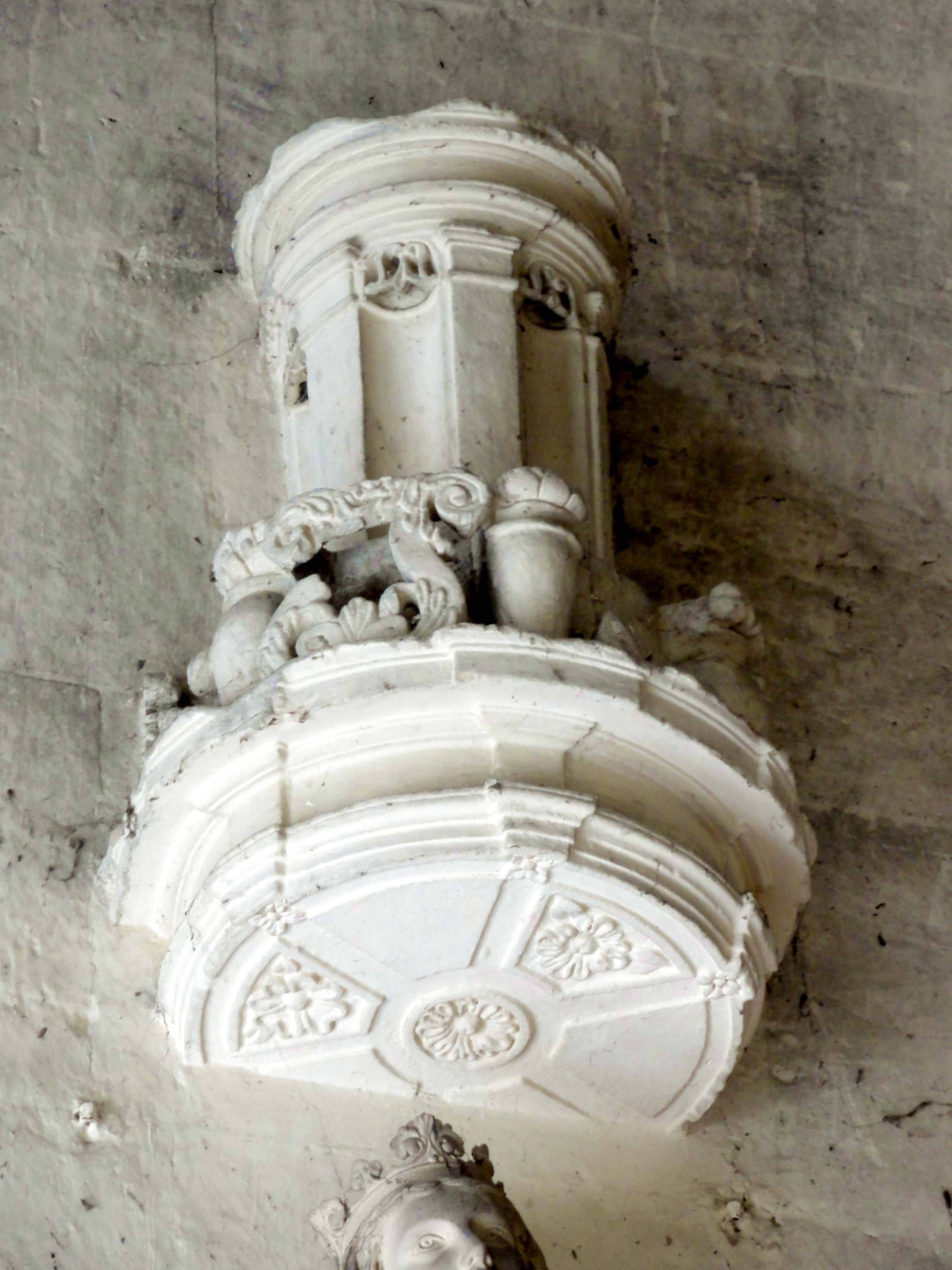
Dais au-dessus du 3e pilier du nord.
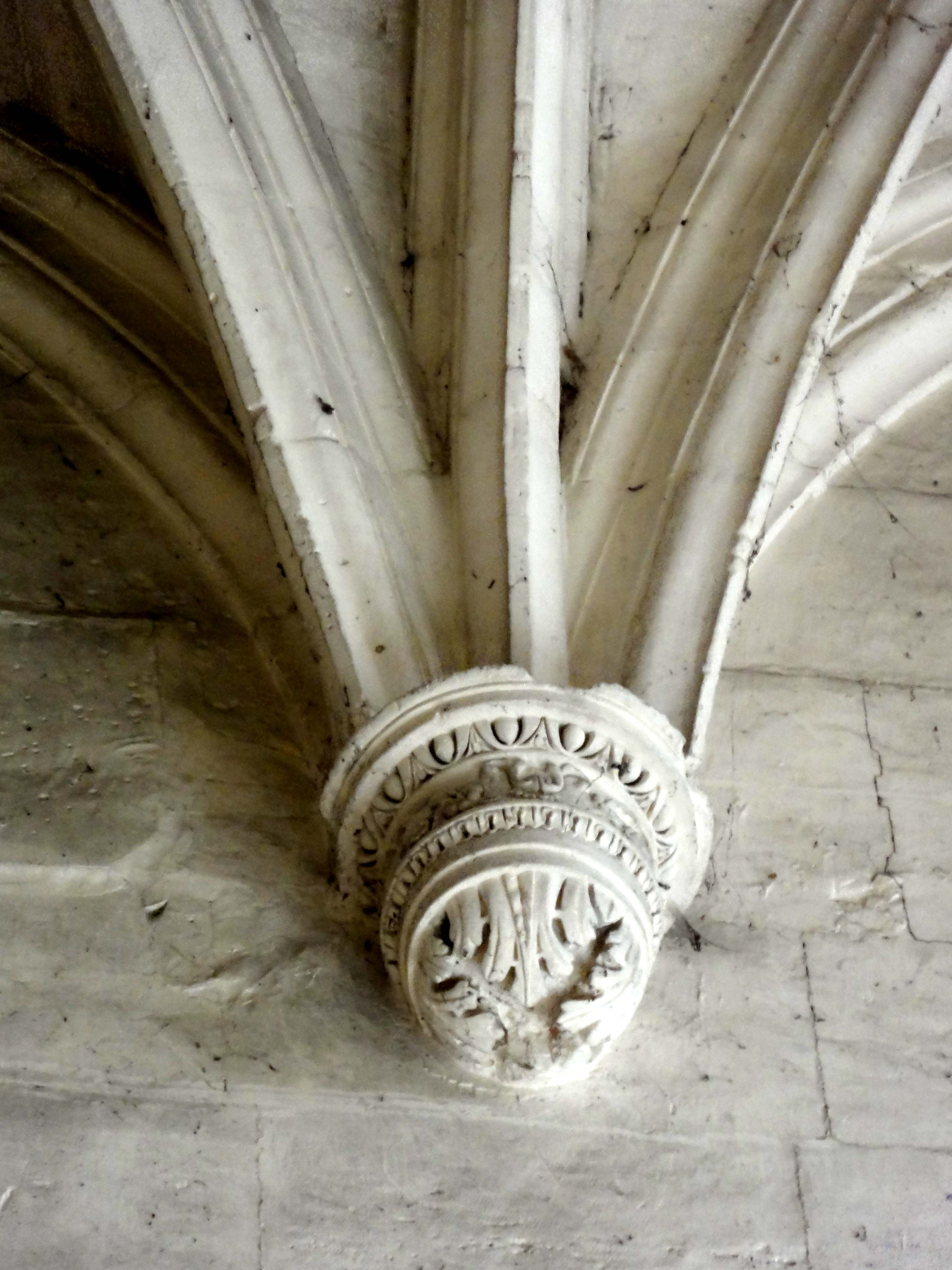
Cul-de-lampe du 1er doubleau, côté sud.
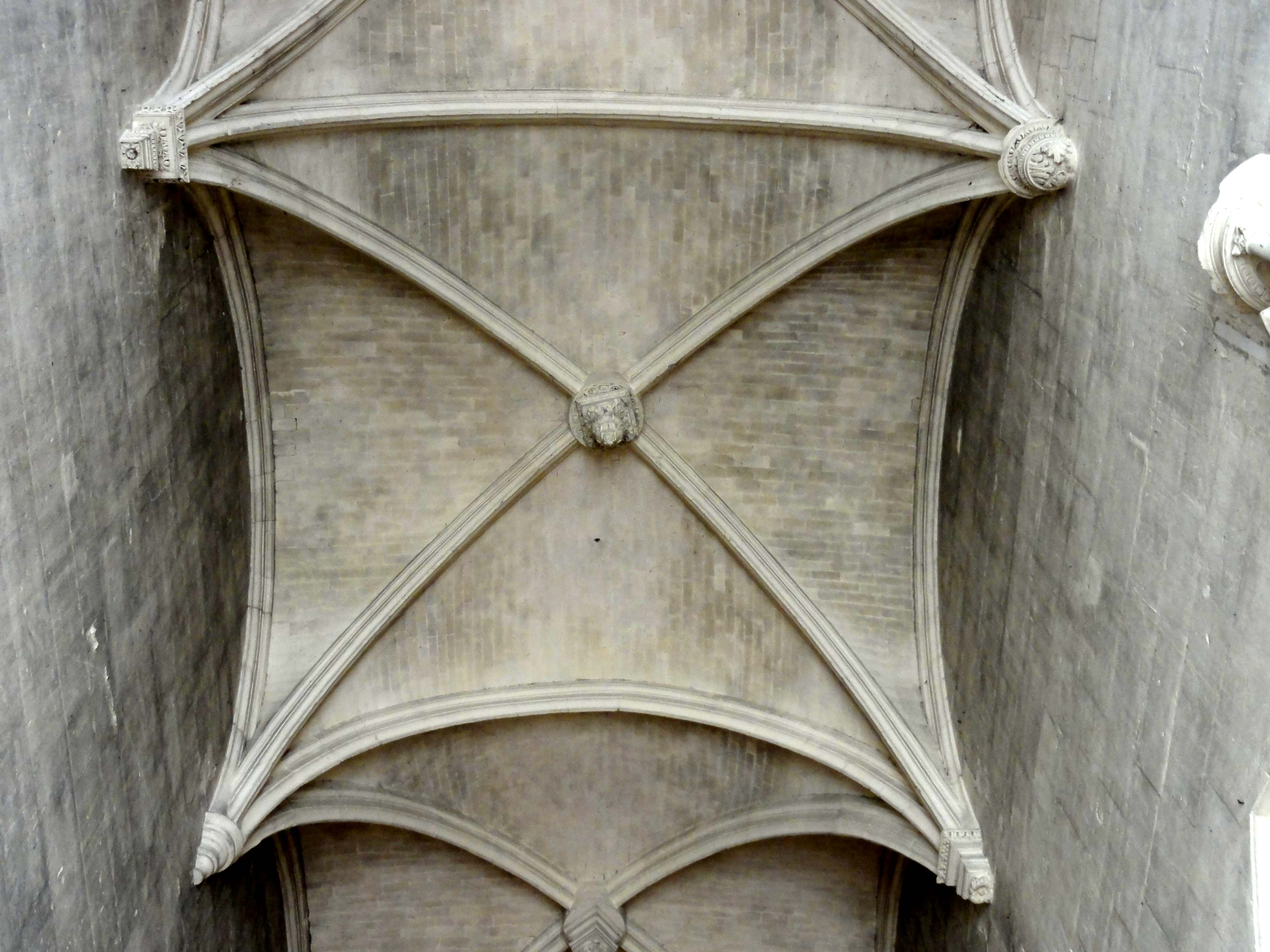
Voûte de la 2e travée.

#### Bas-côtés

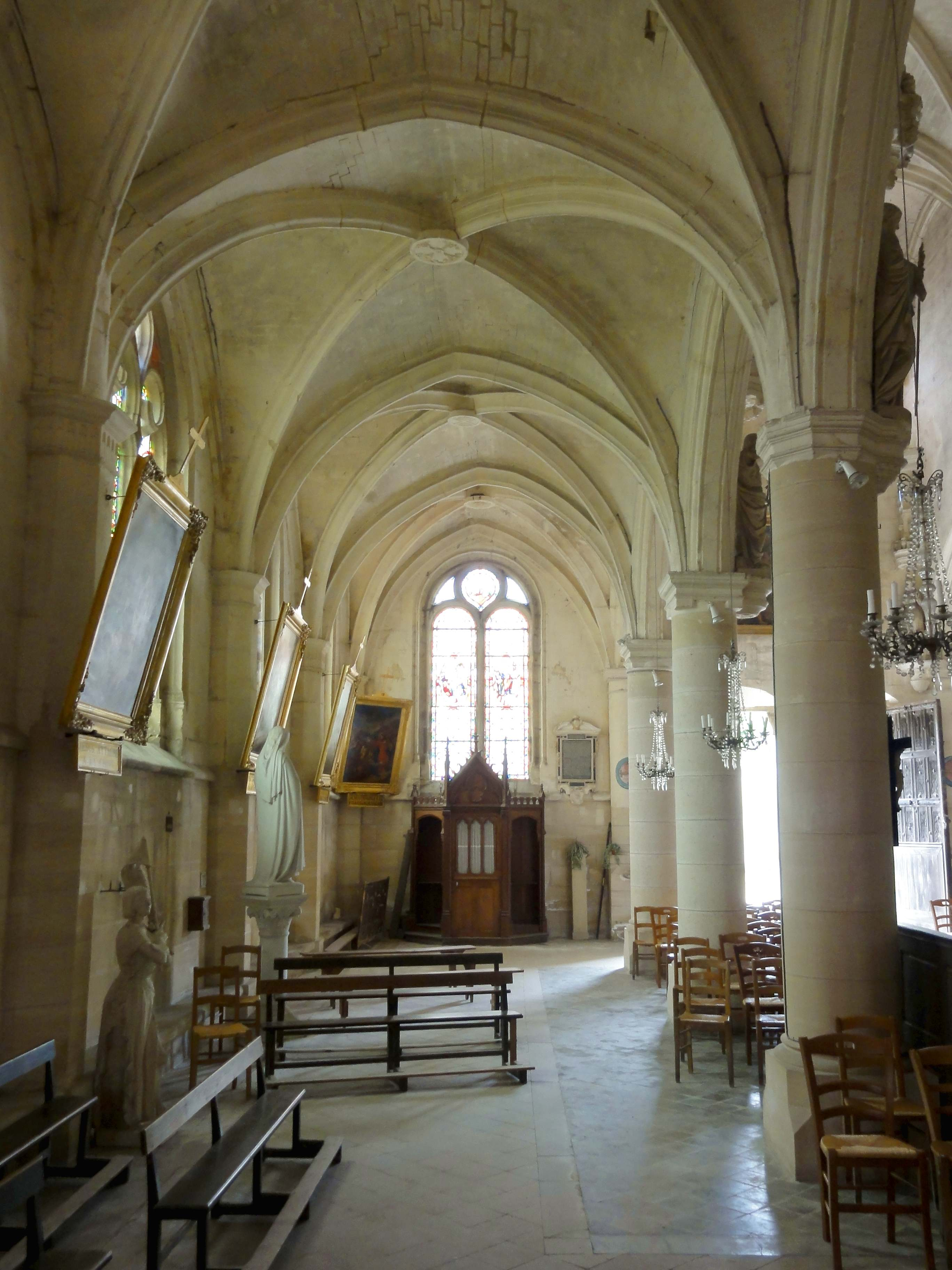
Bas-côté sud, vue vers l'ouest.

Les bas-côtés n'ont pas l'élancement de la nef : la largeur ne dépasse guère la hauteur des piliers des grandes arcades. Ici, toutes les voûtes sont en arc brisé. Le profil des nervures est plus simple. Les ogives et doubleaux affichent un mince filet entre deux étroites moulures concaves, qui sont à leur tour flanquées de deux larges moulures concaves. Les clés de voûte sont décorées de disques uniquement, disposition plus économique que les clés pendantes, selon Monique Richard-Rivoire, ce qui n'empêche pas un effet léger et élégant. Au nord ; les motifs sont une rosace stylisée entourée d'oves ; une petite rosace au milieu de quatre volutes en S ; une fleur à deux rangs de pétales ; et les trois croissants entrelacées d'Henri II. Au sud, le motif de la première clé est une déclinaison du dessin que l'on voit en face, au nord. Ensuite, l'on trouve un cercle subdivisé en quatre quartiers par une croix, dont deux décorés de fleurs à trois pétales, et les autres vides ; quatre tulipes ; et une petite rosace au milieu de plusieurs cercles concentriques. Ce type de clé de voûte est fréquent dans le Vexin, et se rencontre aussi à Limay, Magny-en-Vexin, Montjavoult, Saint-Clair-sur-Epte, etc. Au droit des murs, les nervures retombent sur les tailloirs de piliers engagés au plan d'un demi-octogone (un quart d'octogone dans les angles nord-ouest et sud-ouest). D'un profil plus proprement flamboyant, différent de celui des piliers des grandes arcades, les tailloirs s'accompagnent néanmoins de frises aniconiques ou gravées de motifs simples en guise de chapiteaux. Des culs-de-lampe semblables à ceux de la nef existent dans les angles à la fin des bas-côtés, devant les arcades ouvrant sur les anciens croisillons du transept. Le bas-côté nord est probablement plus ancien que son homologue du sud, car les quatre fenêtres septentrionales possèdent un remplage flamboyant. Sur la deuxième et la quatrième baie, il s'agit du réseau flamboyant standard, composé de deux lancettes aux têtes trilobées, avec une accolade naissant de l'extrados des deux lancettes, et inscrivant un soufflet trilobée, qui est flanqué de deux étroites mouchettes. Sur la troisième baie, les lancettes sont en plein cintre, et il n'y a donc pas d'accolade, mais le reste est identique. Sur la première baie, les lancettes ont un lobe central plus grand qu'à l'accoutumée, qui touche à l'intrados de la baie, et il n'y a donc pas d'autres formes au sommet, sauf un écoinçon triangulaire. Les baies méridionales affichent tous le remplage Renaissance standard, composé de deux formes en plein cintre surmontés d'un oculus. Ce même réseau fut adopté aux deux baies occidentales des bas-côtés, qui sont en plein cintre contrairement aux autres. Toutes les baies sont entourées d'une petite et d'une large gorge séparées par une arête vive, à l'intérieur comme à l'extérieur, et l'on voit ainsi que la construction a commencé dans l'esprit flamboyant.

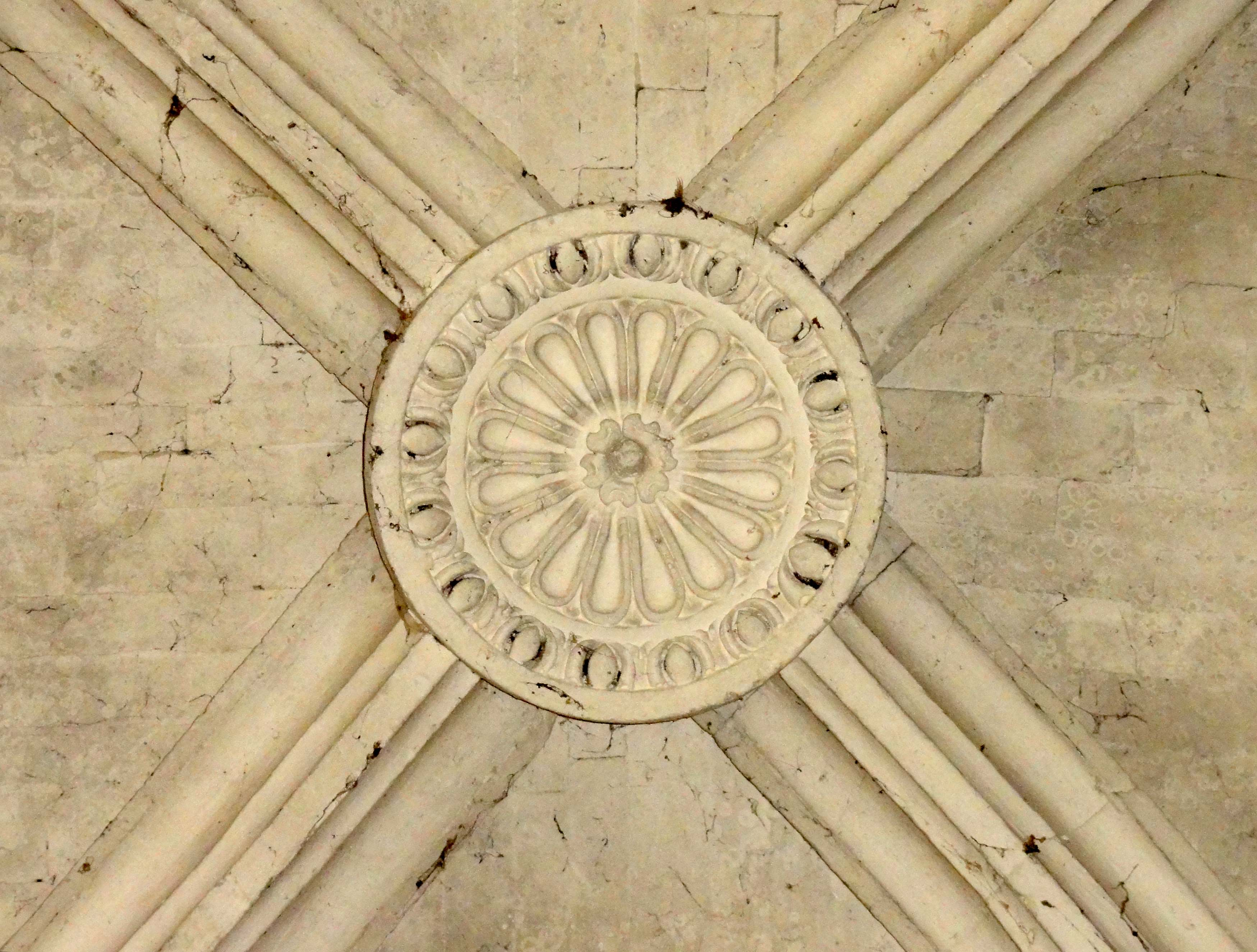
Clé de voûte de la 1re travée du nord.
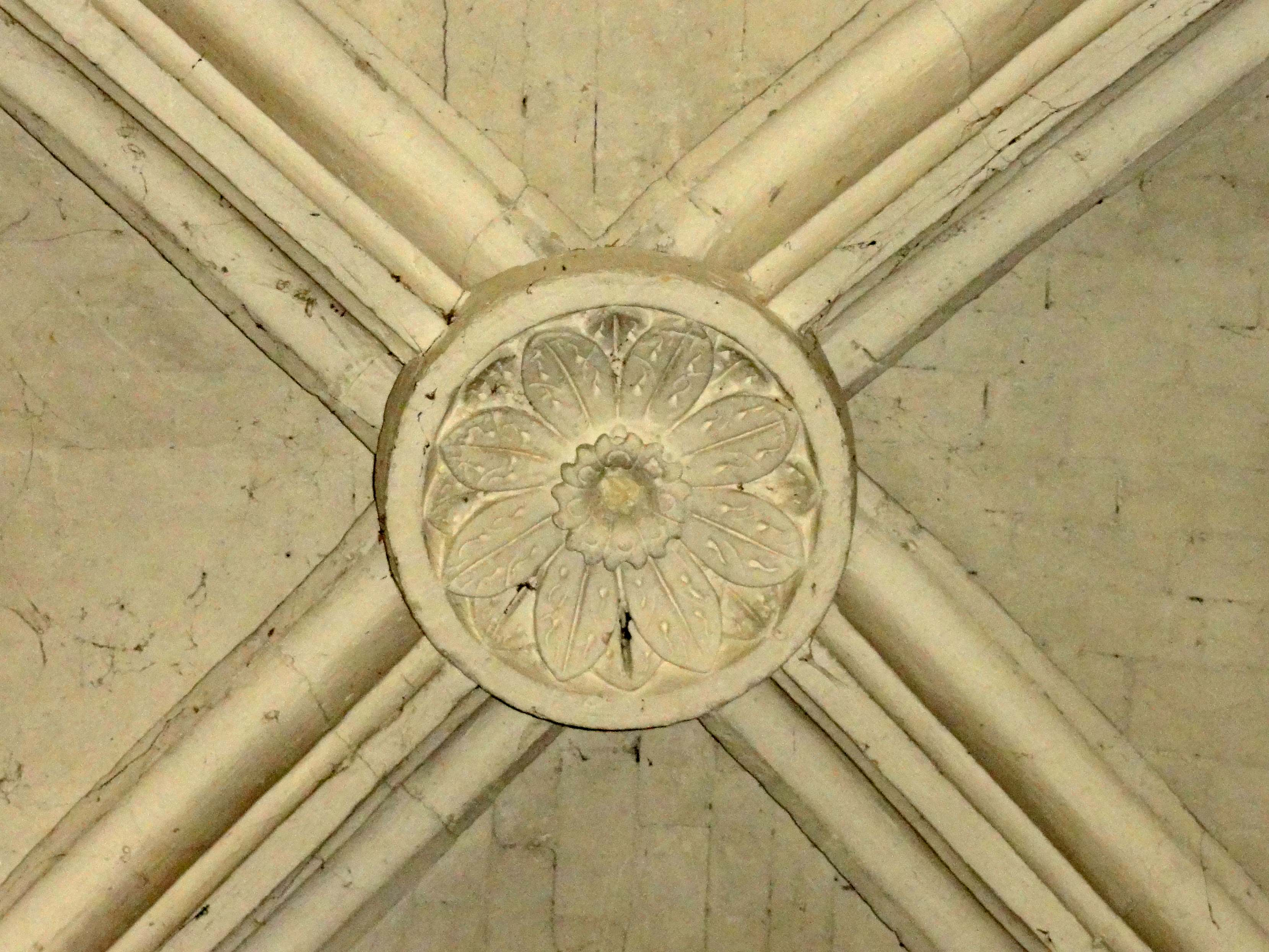
Clé de voûte de la 3e travée du nord.
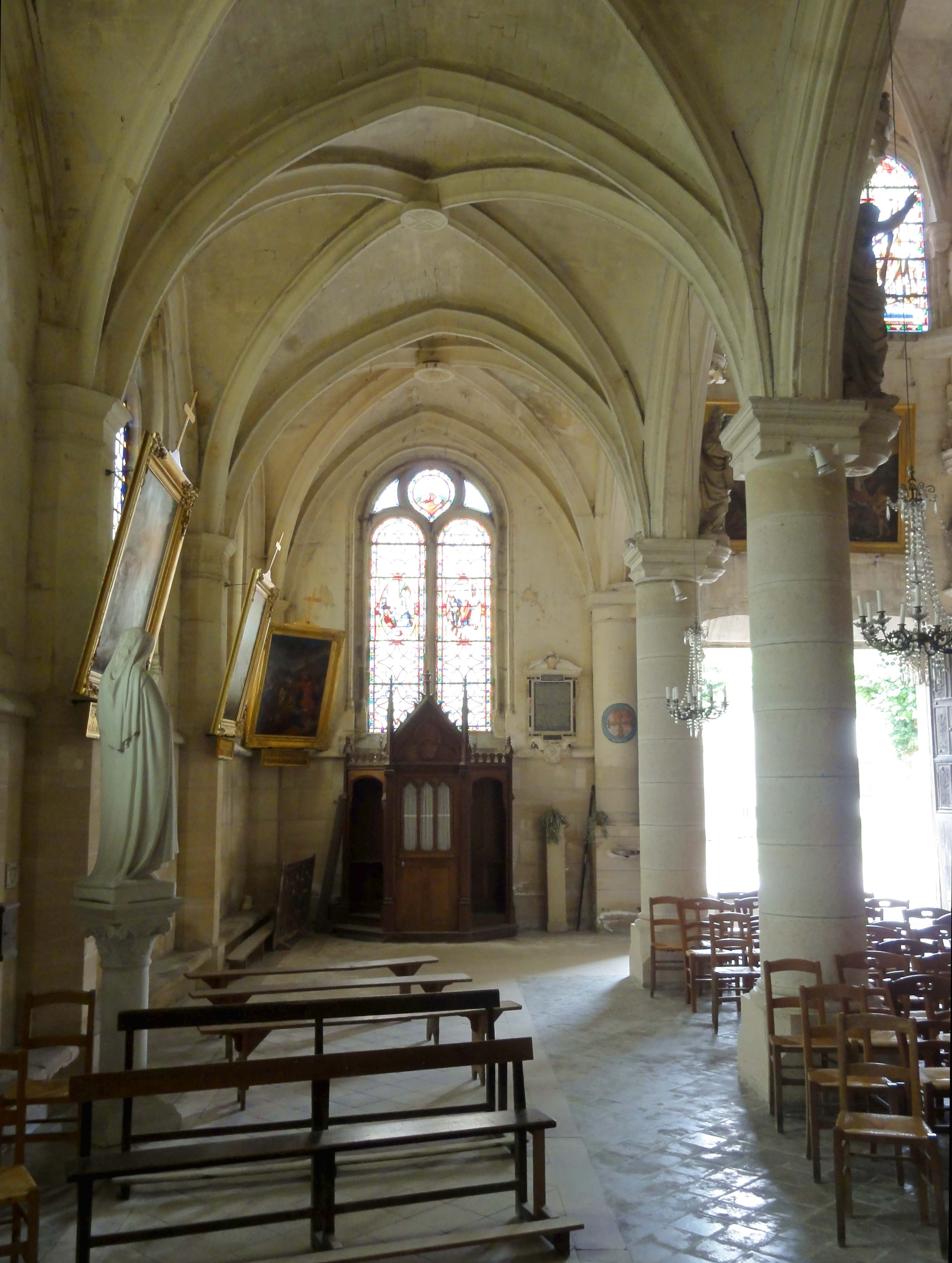
Bas-côté sud, vue vers l'ouest.
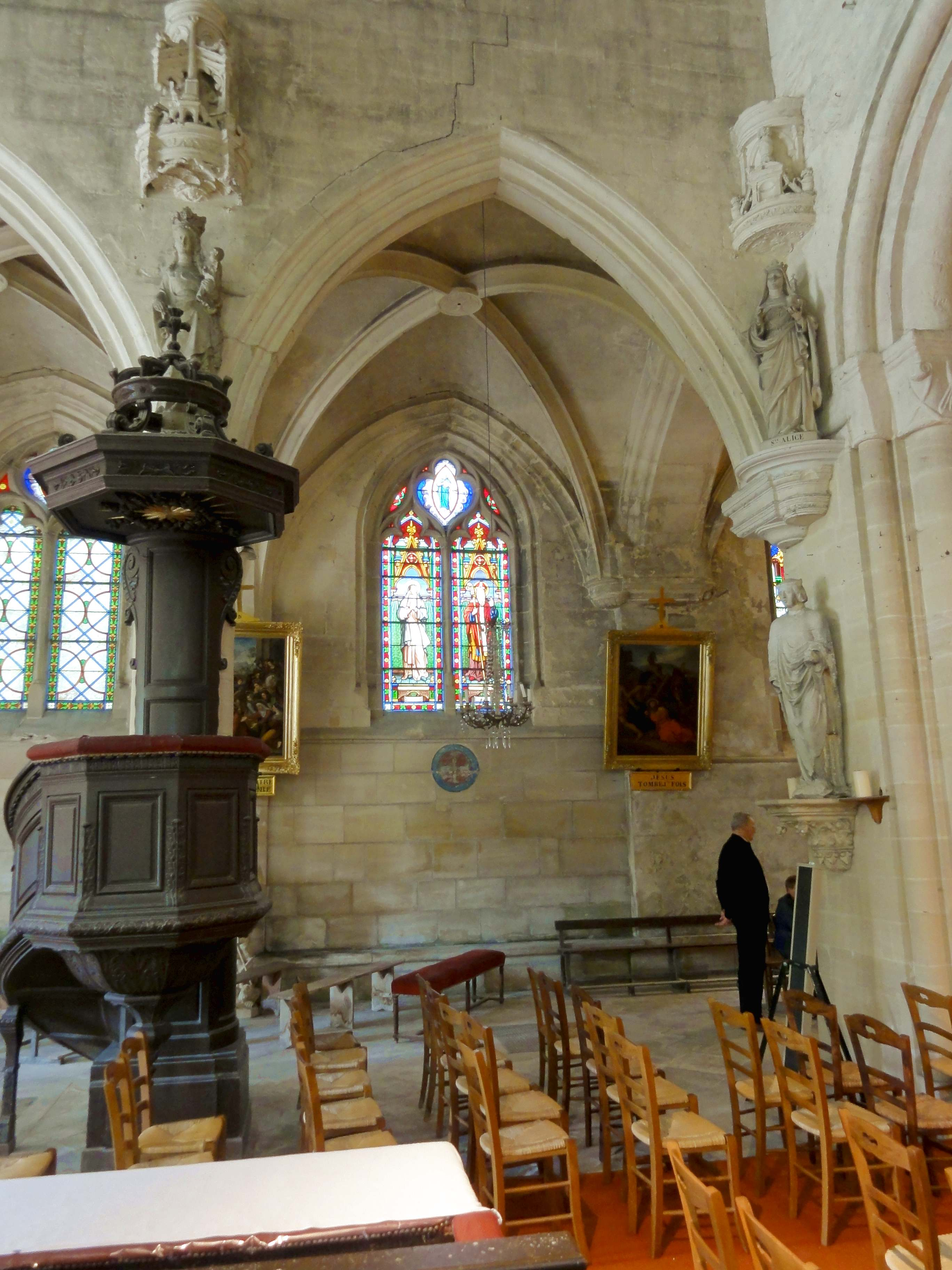
4e grande arcade du nord, vue dans le bas-côté.
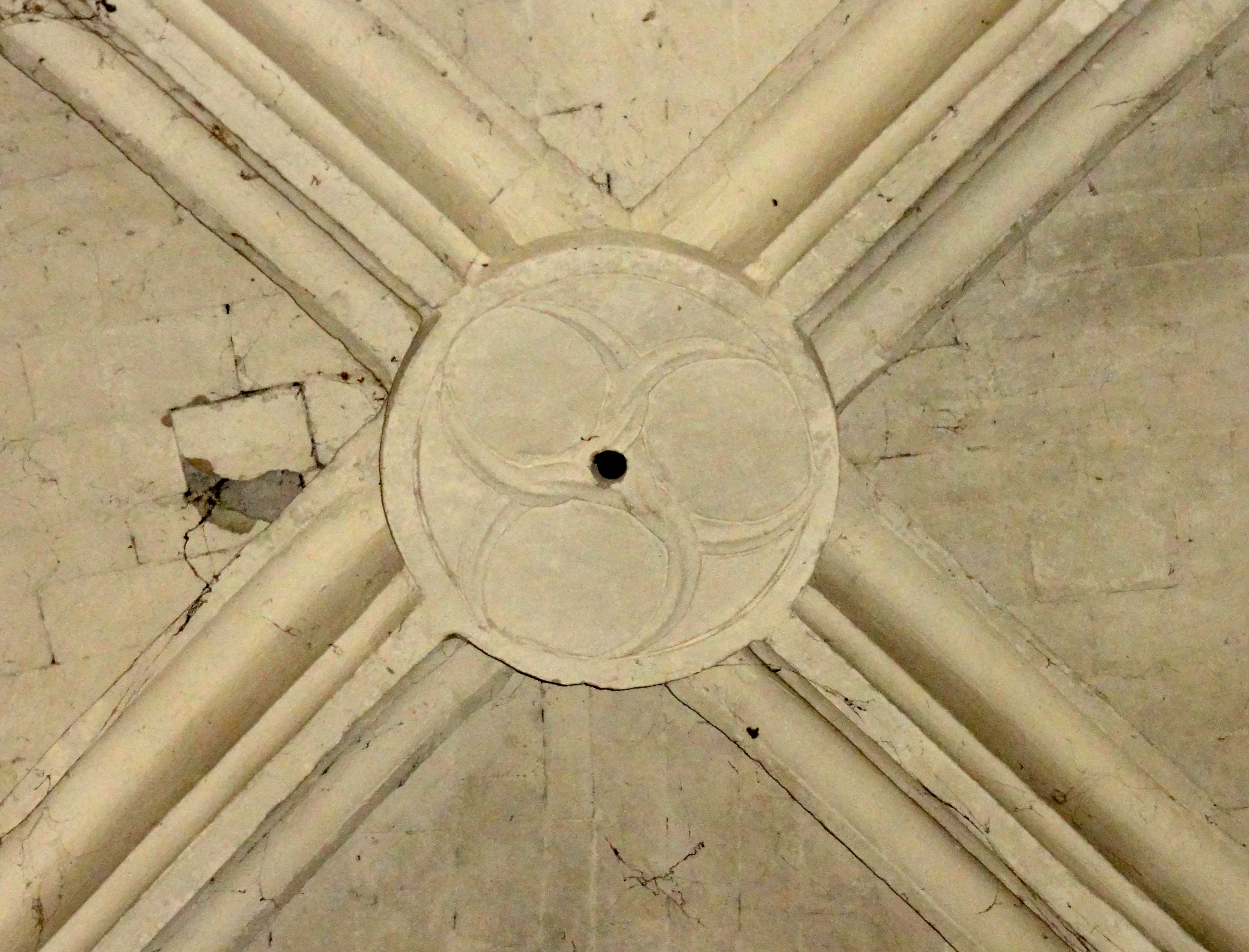
Clé de voûte de la 4e travée du nord.
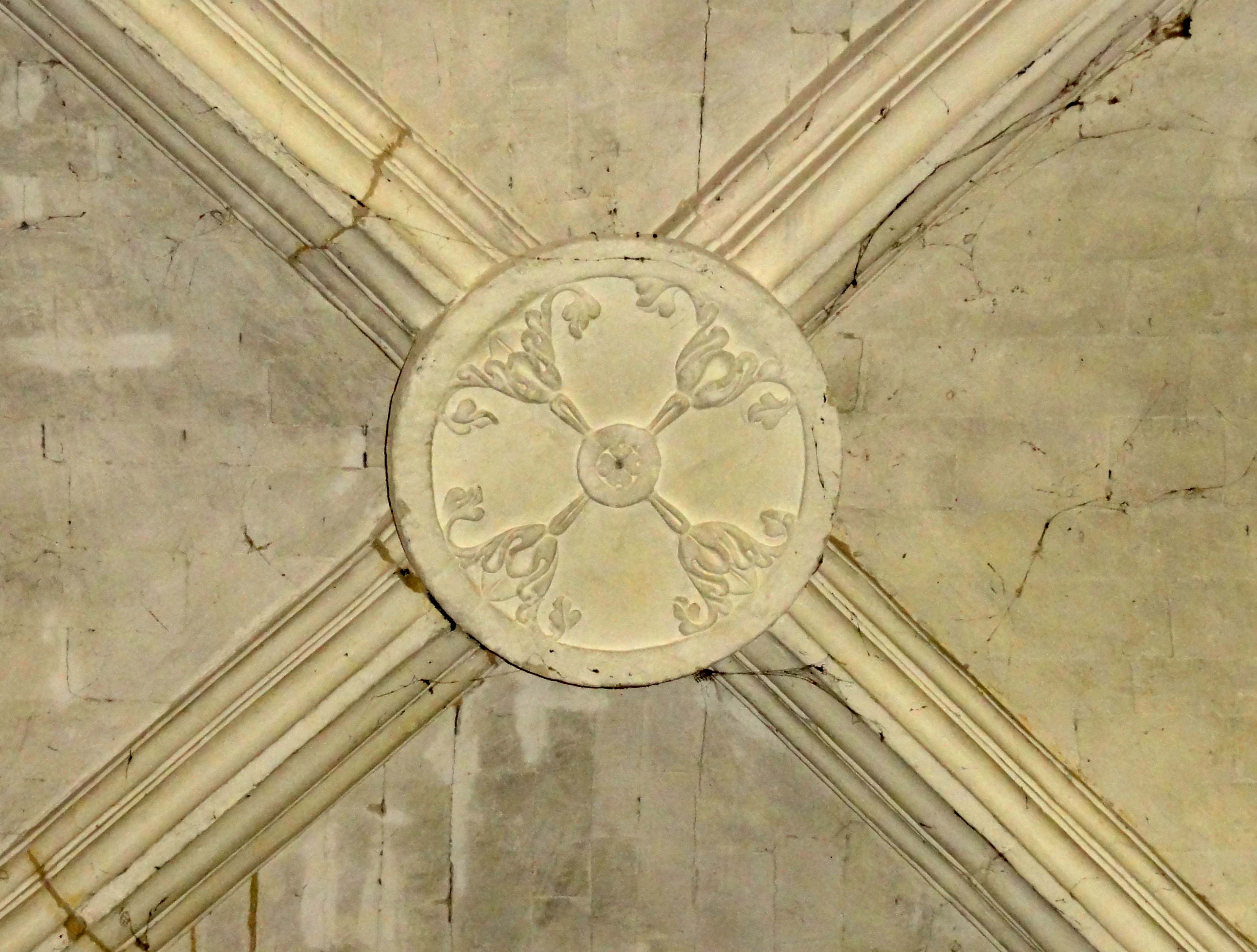
Clé de voûte de la 3e travée du sud.

#### Base du clocher

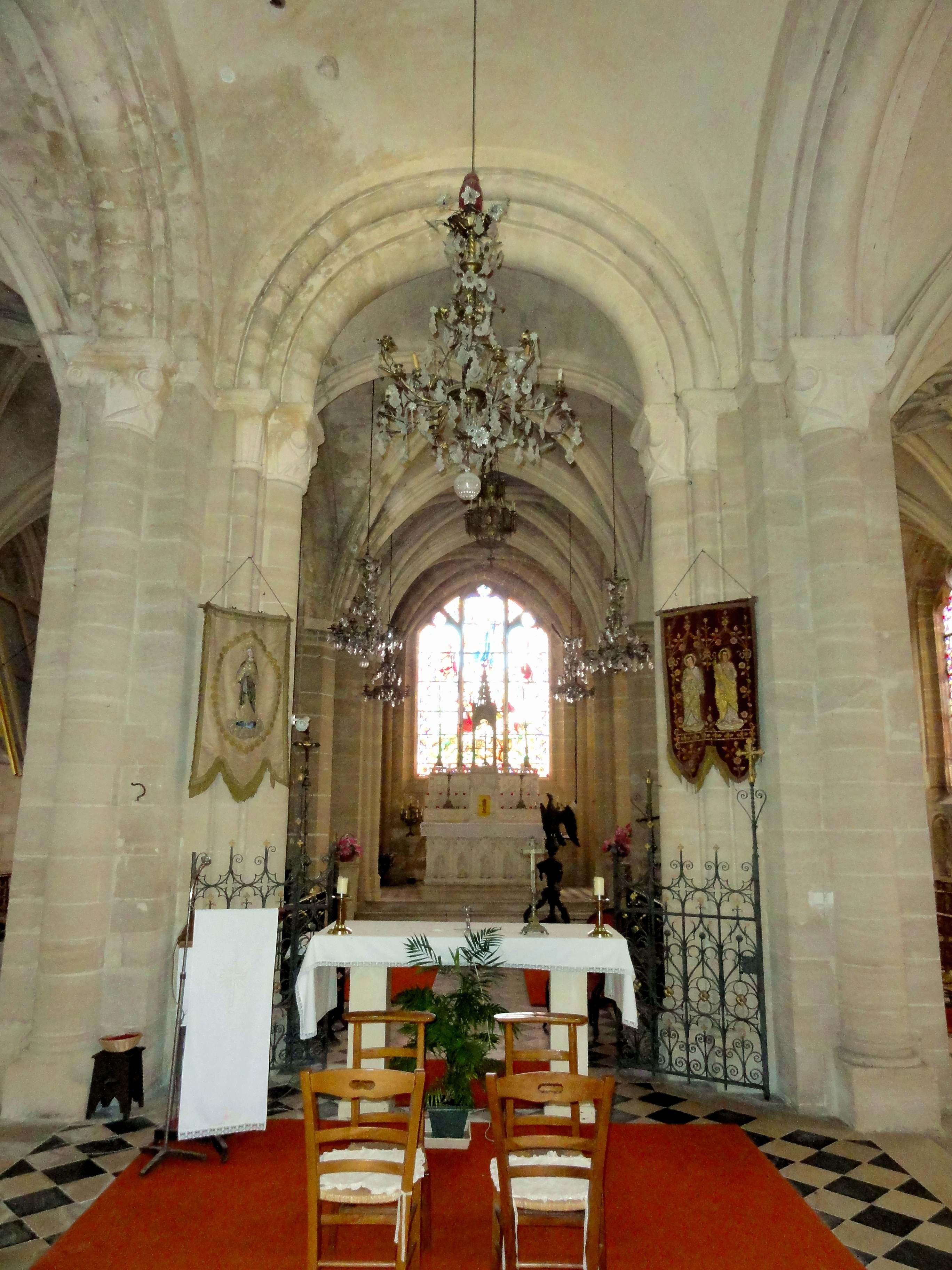
Vue vers l'est.

Avec Arthies, Boubiers, Condécourt, Cormeilles-en-Vexin, Feucherolles, Follainville, Limetz, Moussy, Orgeval, Reilly, Seraincourt et Tessancourt, le clocher de Saint-Gervais appartient au petit groupe de clochers vexinois romans dont la base conserve sa voûte d'arêtes d'origine. Elle n'a pas de supports, même pas de petits ressauts dans les angles, et ne peut donc remplacer une voûte d'ogives. Les quatre doubleaux qui délimitent la travée sont pourtant déjà moulurés, ce qui n'est pas encore le cas des grandes arcades de certaines nefs rurales de la période gothique, telles que Asnières-sur-Oise, Bruyères-sur-Oise, Fontenay-en-Parisis et Hérouville. Les quatre doubleaux sont à double rouleau et de hauteur identique, ce qui démontre que l'église de la première moitié du XIIe siècle possédait déjà un transept. Le doubleau occidental vers la nef et le doubleau oriental vers le sanctuaire sont moulurés d'un gros boudin pour le rouleau inférieur, et de deux boudins pour le rouleau supérieur. Sur les doubleaux latéraux, le rouleau inférieur est identique, tandis que le rang de claveaux supérieur n'est pas mouluré. La retombée s'effectue sur une tablette continue pour chaque pile du clocher, qui est au profil d'un méplat et d'un cavet, ou d'un méplat et de deux listels selon les cas. Ce n'est que dans l'angle nord-ouest et au sud du doubleau vers le chœur que l'on rencontre des tailloirs gravés de lignes brisés excavés ou de losanges, comme à Condécourt, Seraincourt, ou en dehors du Vexin, à Cinqueux, Rhuis et Saint-Maximin. De larges dosserets sont engagés dans les piliers du côté de chaque arcade. Des colonnettes à chapiteaux d'un diamètre important sont engagés dans les dosserets, et correspondent au rouleau inférieur des doubleaux. Sous les arcades vers la nef et vers le chœur, les dosserets sont un peu moins larges, et laissent la place à des fines colonnettes à chapiteaux, qui reçoivent le rouleau supérieur. Côté chœur, elles ont apparemment été supprimées. Les grands chapiteaux sont sculptés de crossettes en sautoir formant volutes d'angle, et de petites palmettes extrêmement stylisées au milieu des faces des corbeilles. L'un des deux petits chapiteaux à l'est est sculpté pareillement ; l'autre est à godrons. À l'est, les petits chapiteaux sont à corbeille lisse. L'archaïsme de la sculpture et de la décoration des tailloirs à décor géométrique, qui évoquent la fin du XIe siècle, contraste avec le style plus avancé des doubleaux. À Seraincourt, ou les doubleaux sont identiques aux doubleaux est et ouest de Saint-Gervais, l'on ne constate pas ce paradoxe.

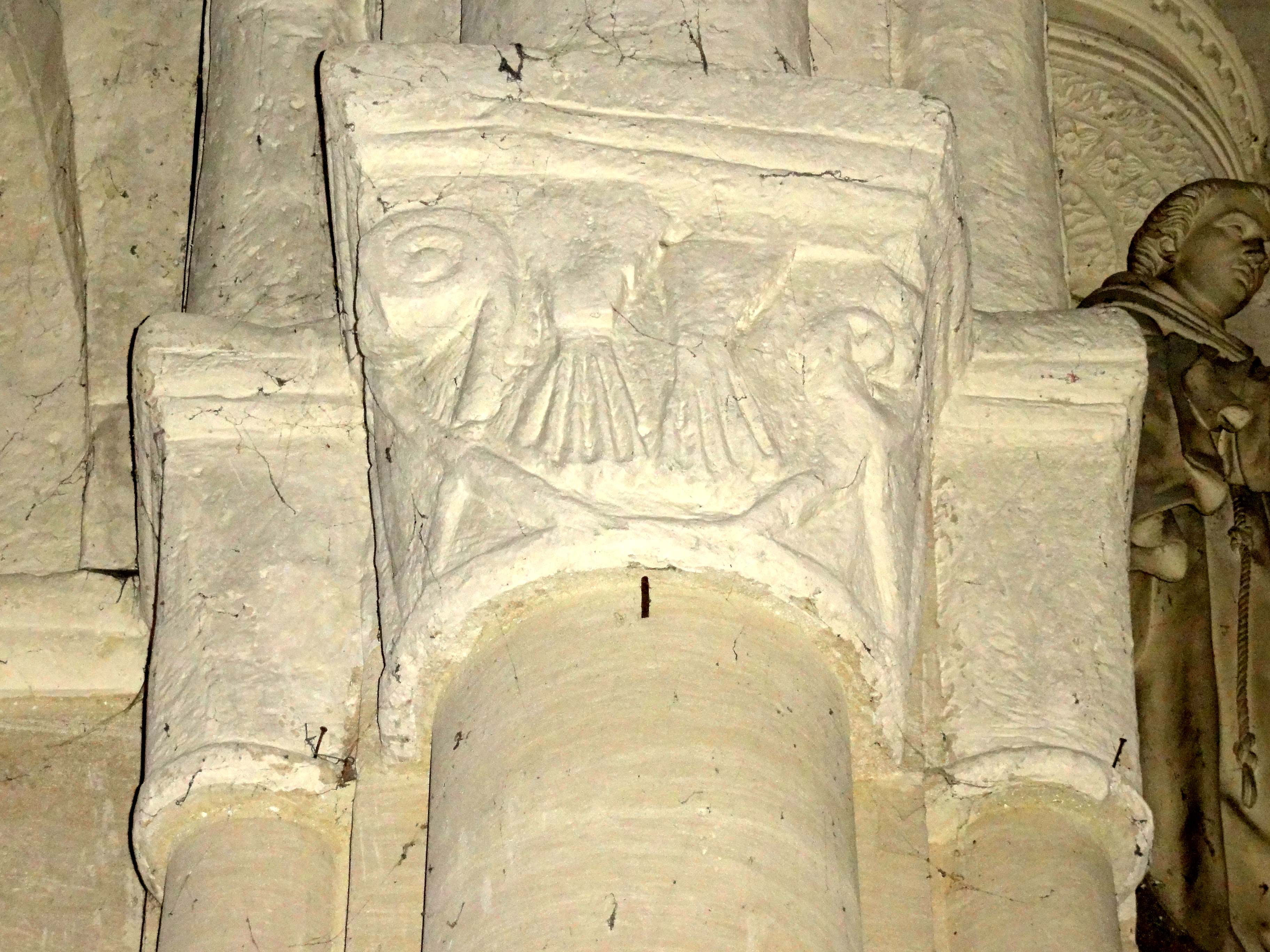
Chapiteaux du doubleau vers la nef.
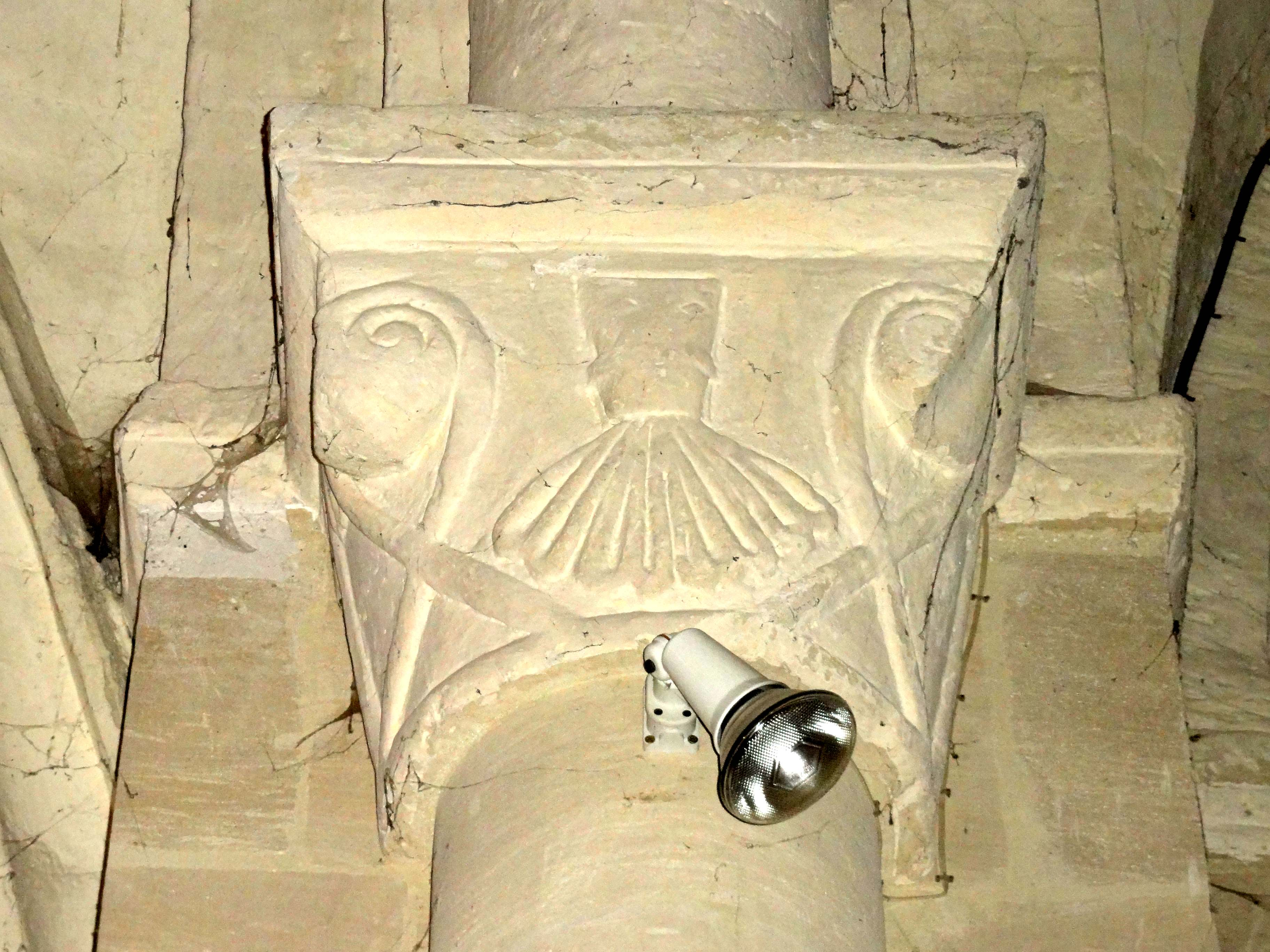
Chapiteau du doubleau vers le croisillon sud.
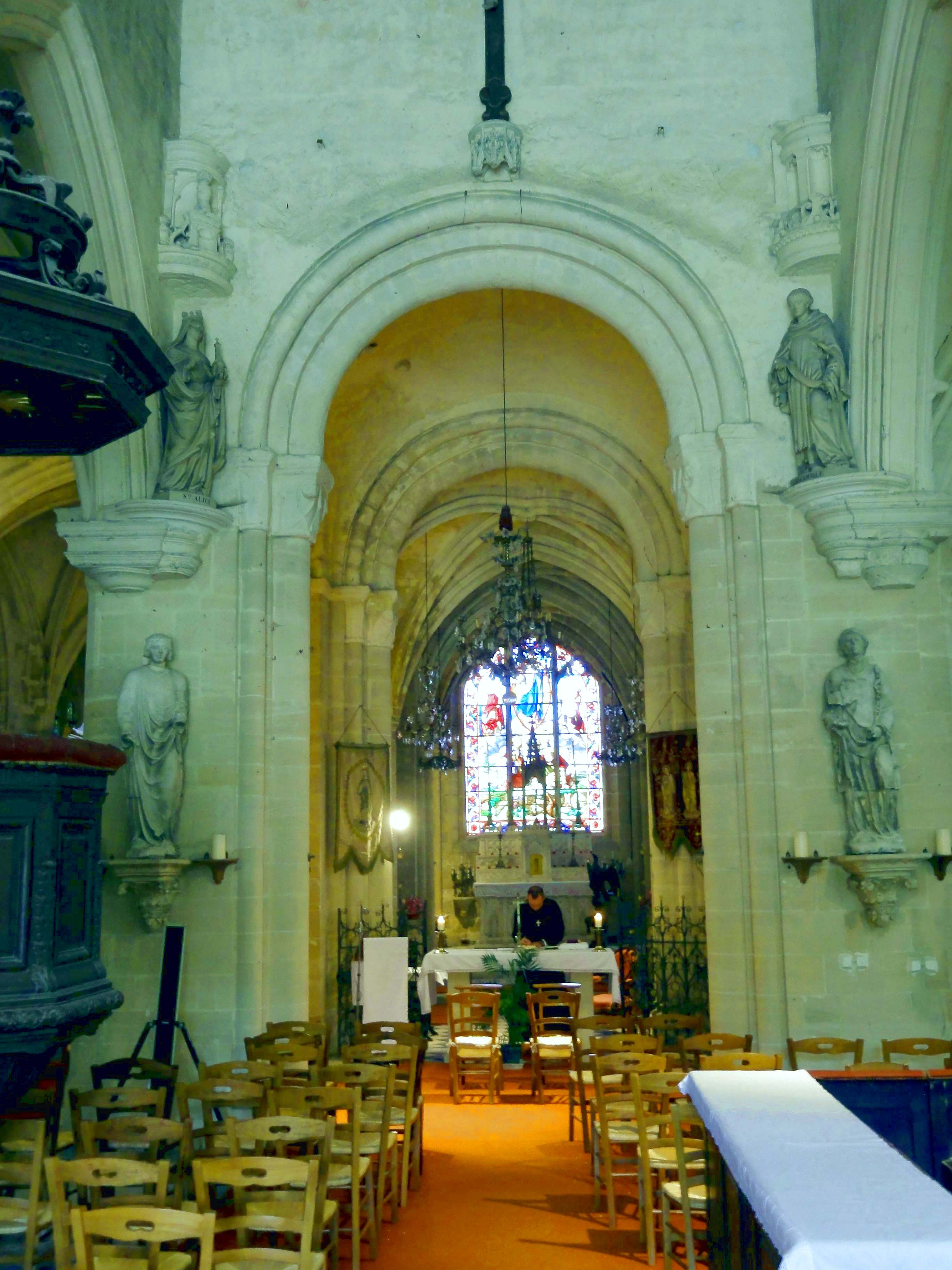
Vue depuis la nef.
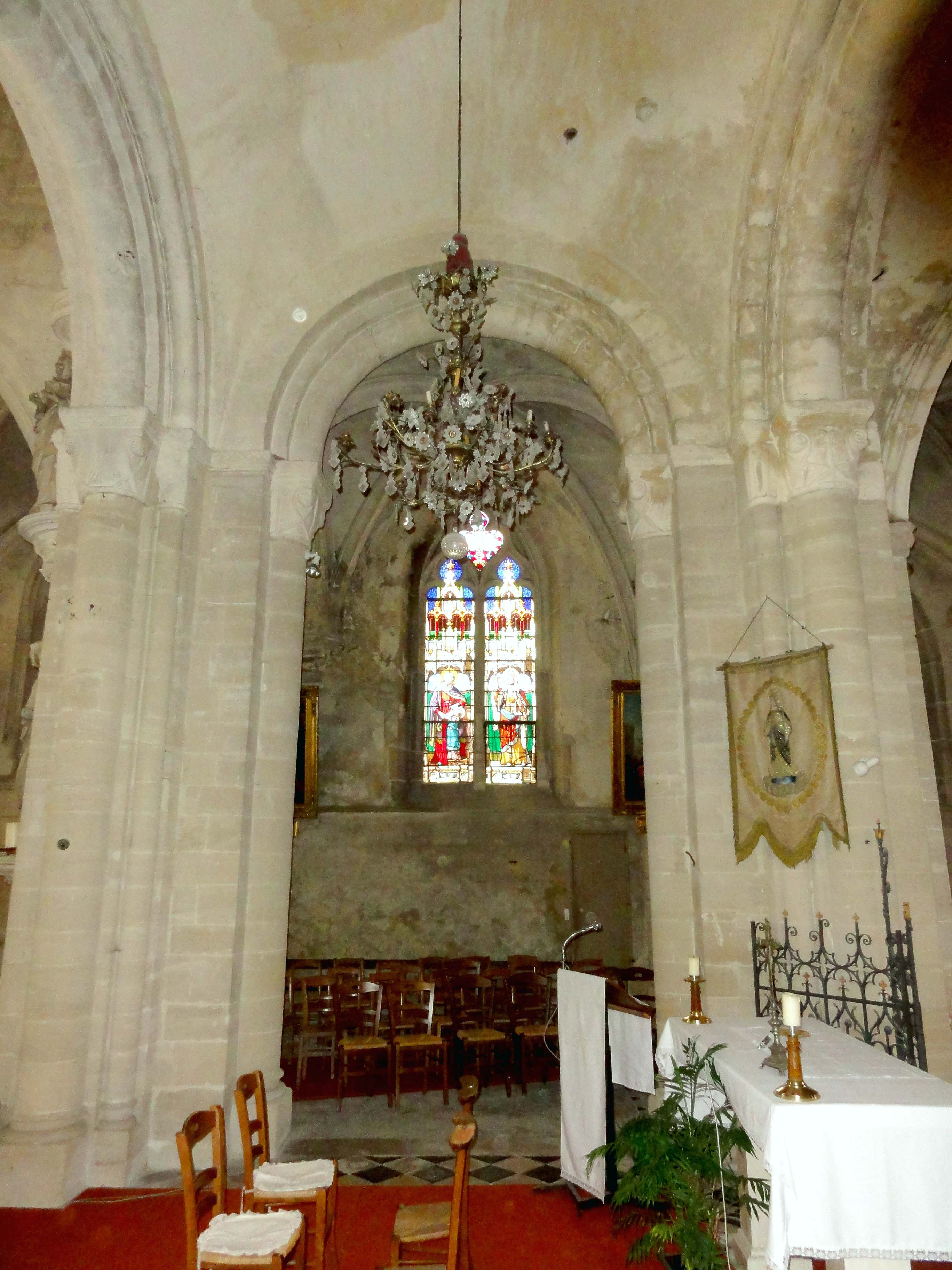
Vue vers le nord.
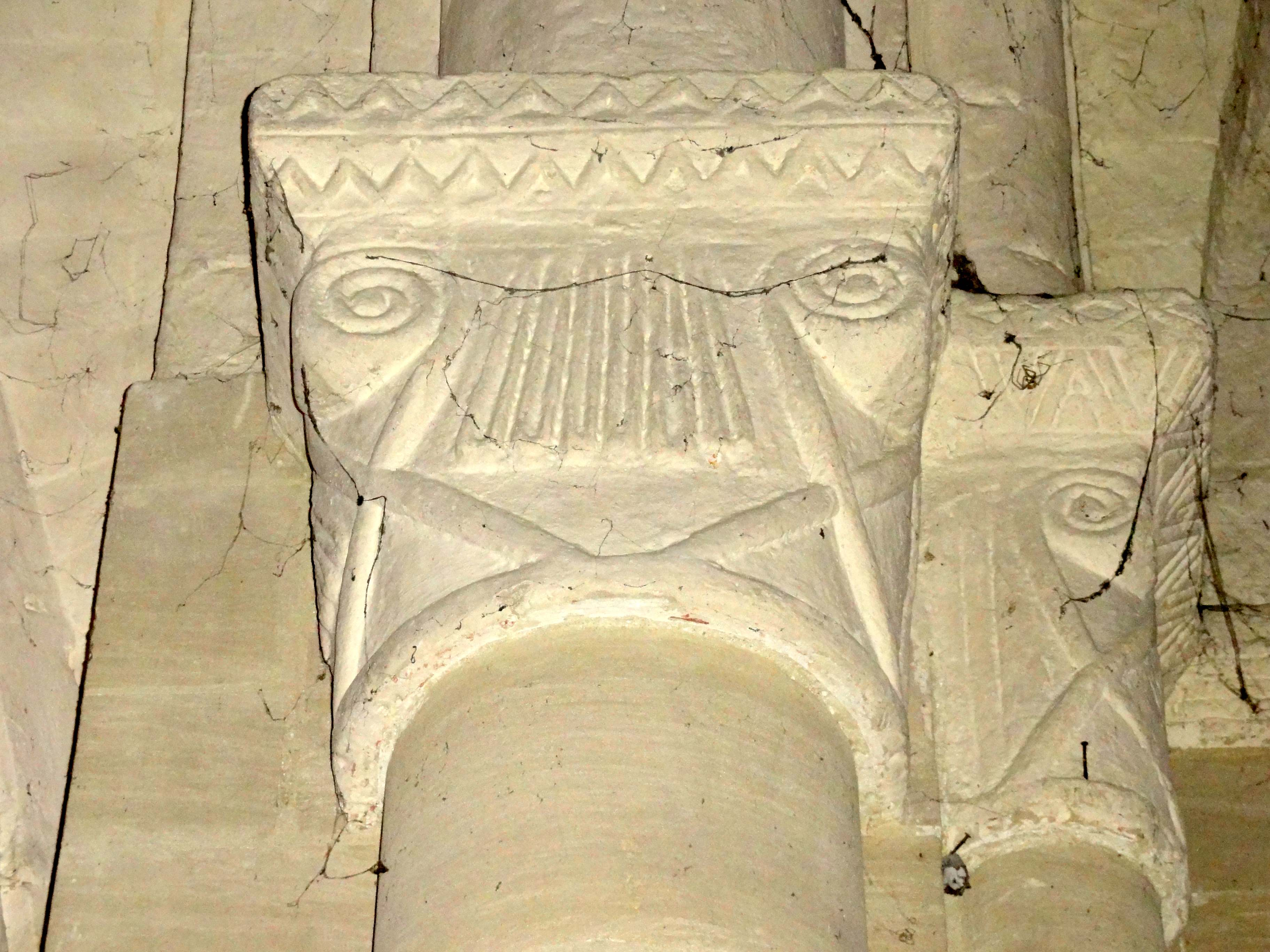
Chapiteaux du doubleau vers le chœur.
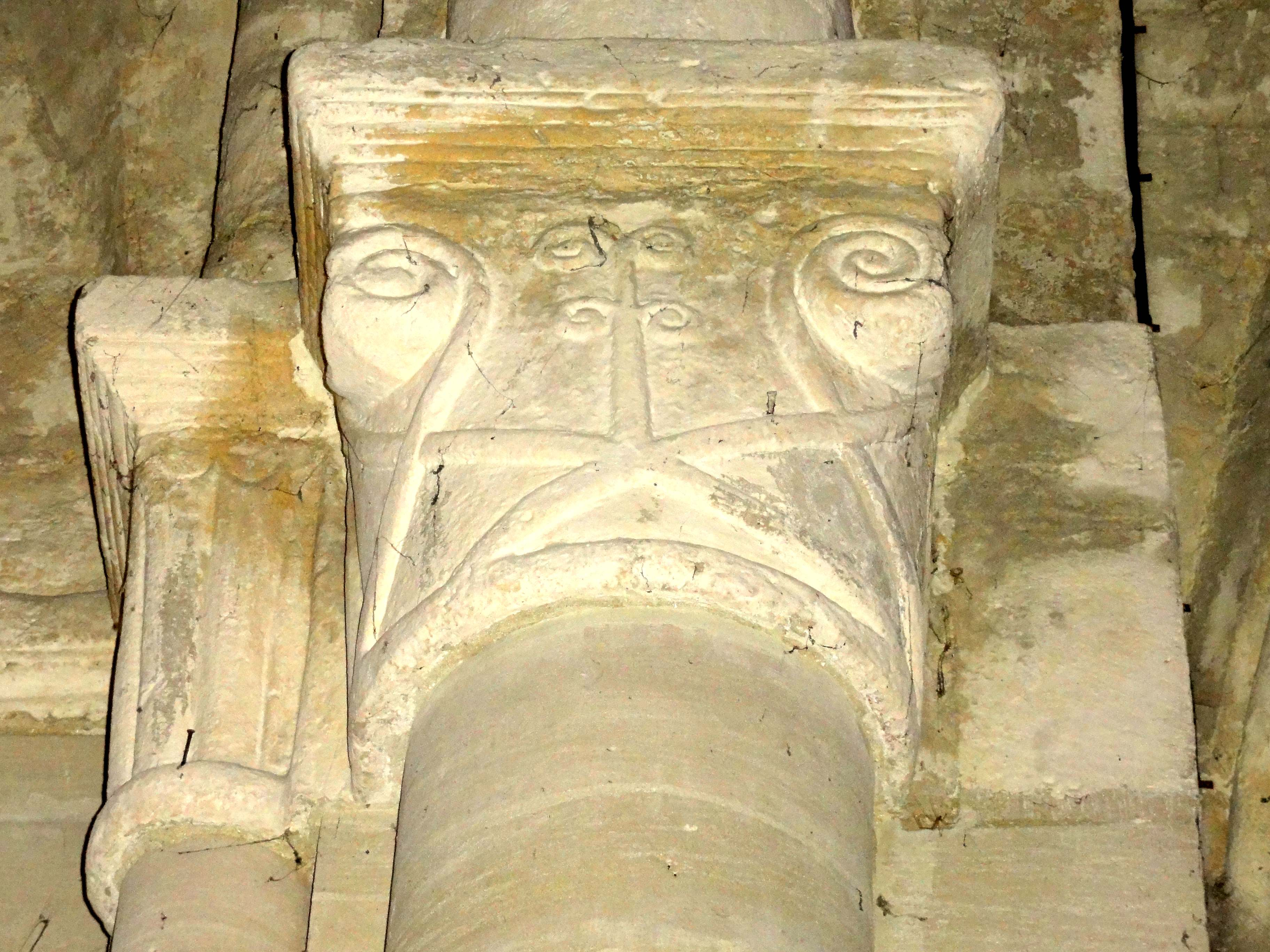
Chapiteaux du doubleau vers le chœur.

#### Chœur

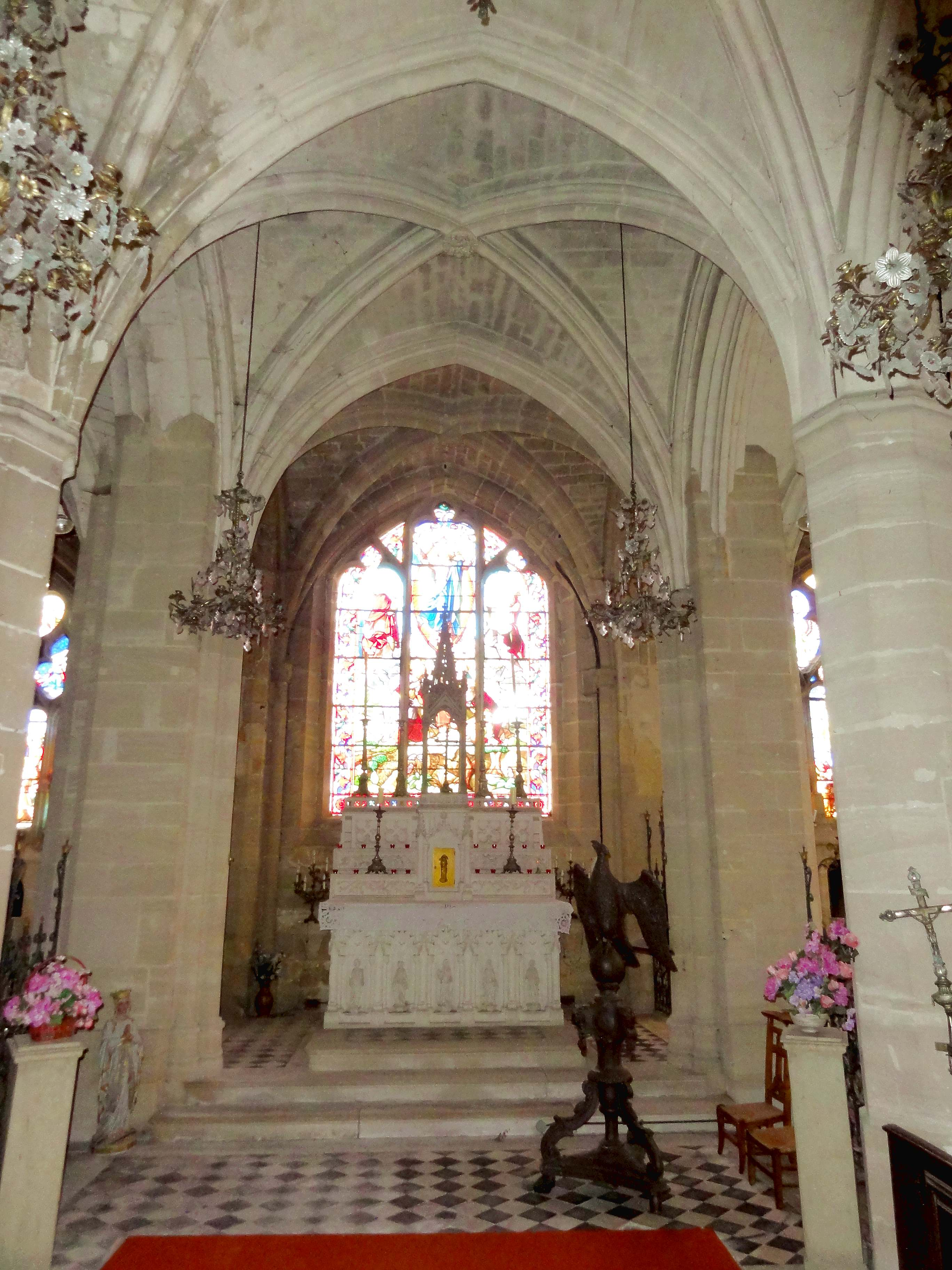
Chœur, vue vers l'est.

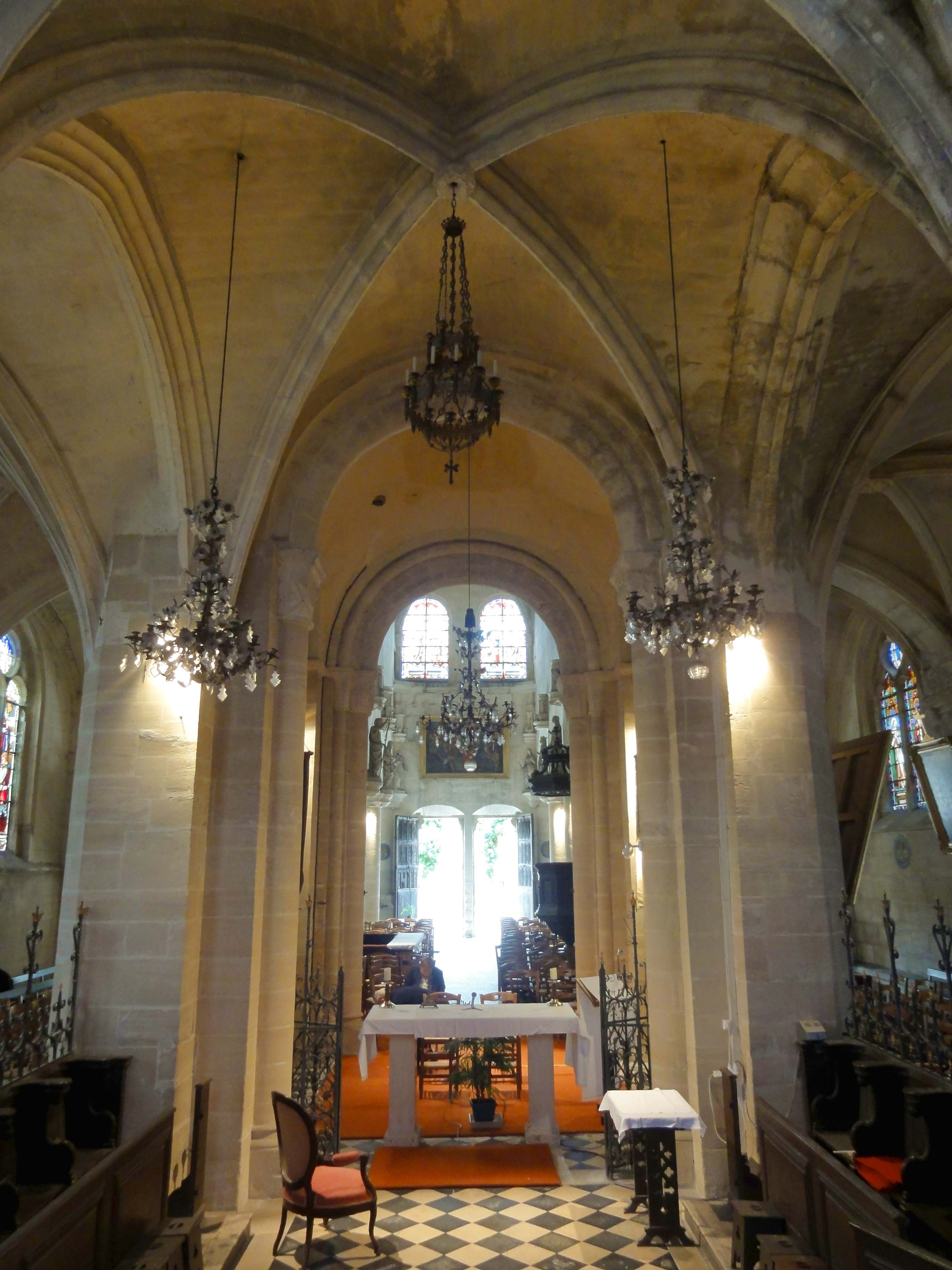
Chœur, vue vers l'ouest.

Le chœur se singularise par son nombre de trois travées sans compter la base du clocher, soit quatre travées au total, ce qui est rare pour les églises rurales de la région, mais relativisé par les petites dimensions des travées. En même temps, il n'y a qu'un unique niveau d'élévation, en l'occurrence l'étage des grandes arcades, sans différence de hauteur avec les collatéraux et avec les bas-côtés de la nef. L'effet est donc proche de celui d'un chœur-halle, comme on en trouve à la période gothique à Genainville, Nogent-sur-Oise, Plailly, Villers-Saint-Paul, ou à la période flamboyante à Chérence, Jaux et Orrouy, par exemple. Mais la hauteur trop médiocre et le manque d'éclairage par la lumière naturelle créent davantage l'effet d'une crypte, et d'épaisses piles carrées se situent à l'intersection entre la seconde et la dernière travée. Les neuf travées du chœur et de ses deux collatéraux ne forment donc pas un espace réellement unifié, qui est l'un des principaux caractéristiques des chœurs-halle, avec le voûtement au même niveau. Du reste, les trois voûtes du vaisseau central sont plus anciennes que les collatéraux : ces derniers sont entièrement flamboyants, et les doubleaux latéraux et la baie d'axe du chevet le sont également, alors que les trois voûtes sont du XIVe siècle. Sinon, seuls les faisceaux de colonnettes adossés aux deux grosses piles signalées ; les piles elles-mêmes ; les colonnettes dans les angles du chevet ; et le mur du chevet avec ses contreforts subsistent du XIVe siècle. Les piliers octogonaux entre la première et la deuxième travée résultent probablement d'une reprise en sous-œuvre à la période flamboyante. L'importance des remaniements ne permet plus de reconstituer avec certitude le plan du chœur après l'achèvement du vaisseau central au XIVe siècle. Il paraît néanmoins évident qu'au moins la dernière travée était initialement libre et éclairée latéralement par des baies, car les deux grosses piles représentent sans doute les angles des murs entre les anciens chevets des collatéraux et les anciens murs gouttereaux de la dernière travée du vaisseau central, et les doubleaux de la dernière travée sont assez sommaires.
L'architecture du chœur n'offre rien de remarquable. Les collatéraux, la base du clocher et surtout la nef sont de loin mieux étudiés, plus soignés et plus intéressants. Les chapiteaux, aux tailloirs octogonaux composés d'un boudin, d'un méplat et d'un chanfrein, ne sont pas sculptés : les corbeilles arborent simplement des rectangles en bas-relief, dont la partie inférieure est taillée en biseau. Dans la chapelle sud de Haravilliers, qui est également datée du XIVe siècle, les chapiteaux sont également dépourvues de sculpture. Même avant l'éclatement de la guerre de Cent Ans, la prospérité du XIIIe siècle n'est plus qu'un souvenir à cette époque, et souvent, les économies s'imposent. Contrairement aux tailloirs, les corbeilles sont rondes, ainsi que les astragales. Celles-ci présentent un boudin à arête vive et un listel. Dans les angles près du clocher, l'on trouve exceptionnellement deux personnages en buste, une femme voilée et un homme encapuchonné. Les ogives sont au profil d'un tore en forme d'amande garni d'un mince filet, relié par des doucines aux deux baguettes en arrière-plan. Ce profil est fréquemment employé à la période rayonnante tardive, à partir des années 1260 / 1270 : chœur de Genainville, chœur nord de Saintines, doubleau de la chapelle sud de Seraincourt, chapelle sud d'Us, etc. Les trois clés de voûte sont des disques, dont deux sont ornés de rosaces, et la seconde d'un homme vert. En ce qui concerne les doubleaux, ils sont au profil d'une large et d'une étroite moulure concave au nord des deux premières travées, et de plusieurs étroites moulures concaves au sud. Dans la troisième travée, le doubleau au nord n'est pas mouluré, mais simplement chanfreiné. En outre, l'existence de formerets toriques au-dessus des doubleaux latéraux de cette travée confirme l'hypothèse d'une ouverture des arcades dans des murs préexistants. Des formerets existent également au-dessus des doubleaux latéraux de la seconde travée : si elle était dotée de chapelles latérales dès le XIVe siècle, elles devaient être moins élevées que les collatéraux actuels.

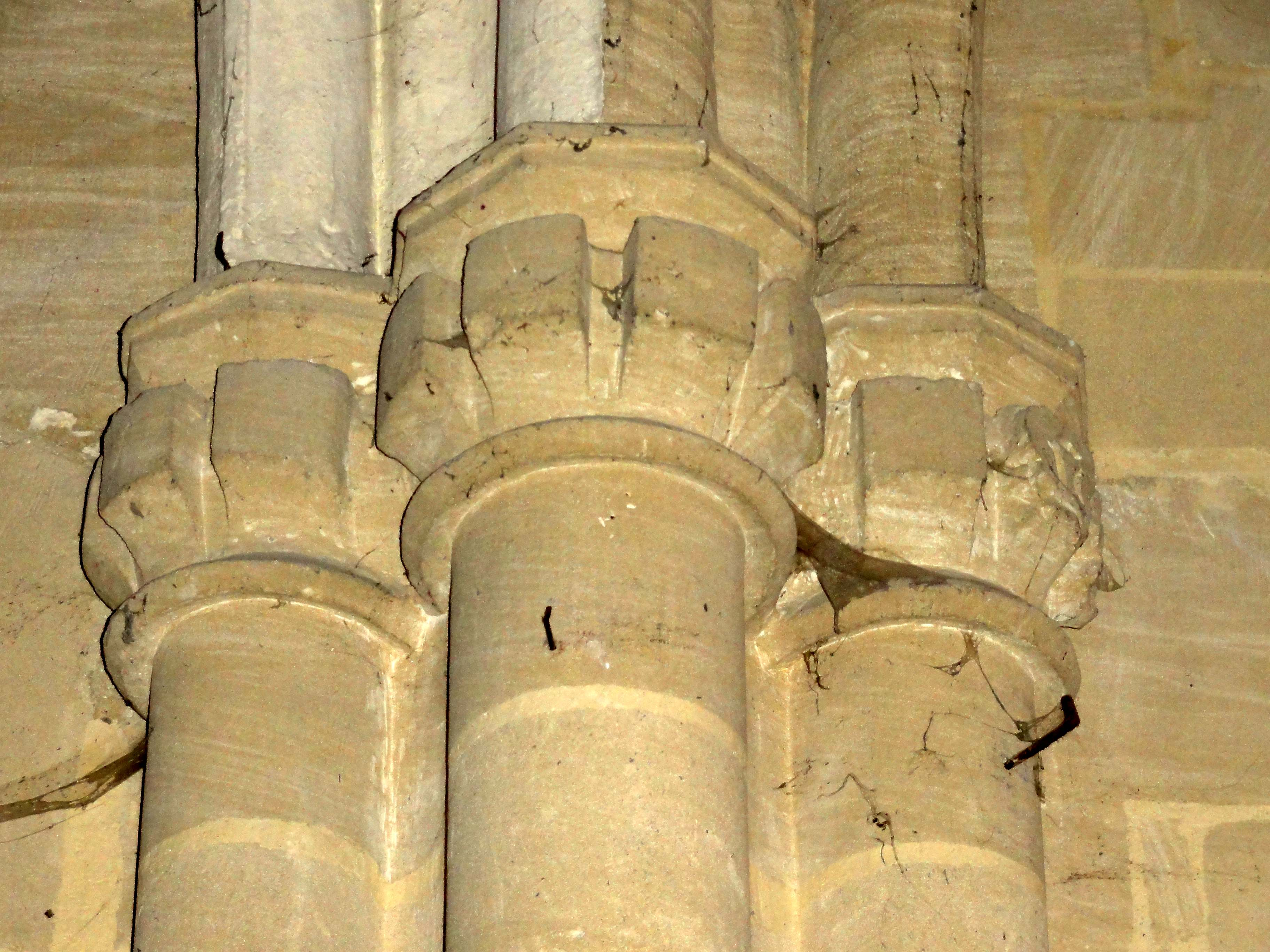
Chapiteaux.
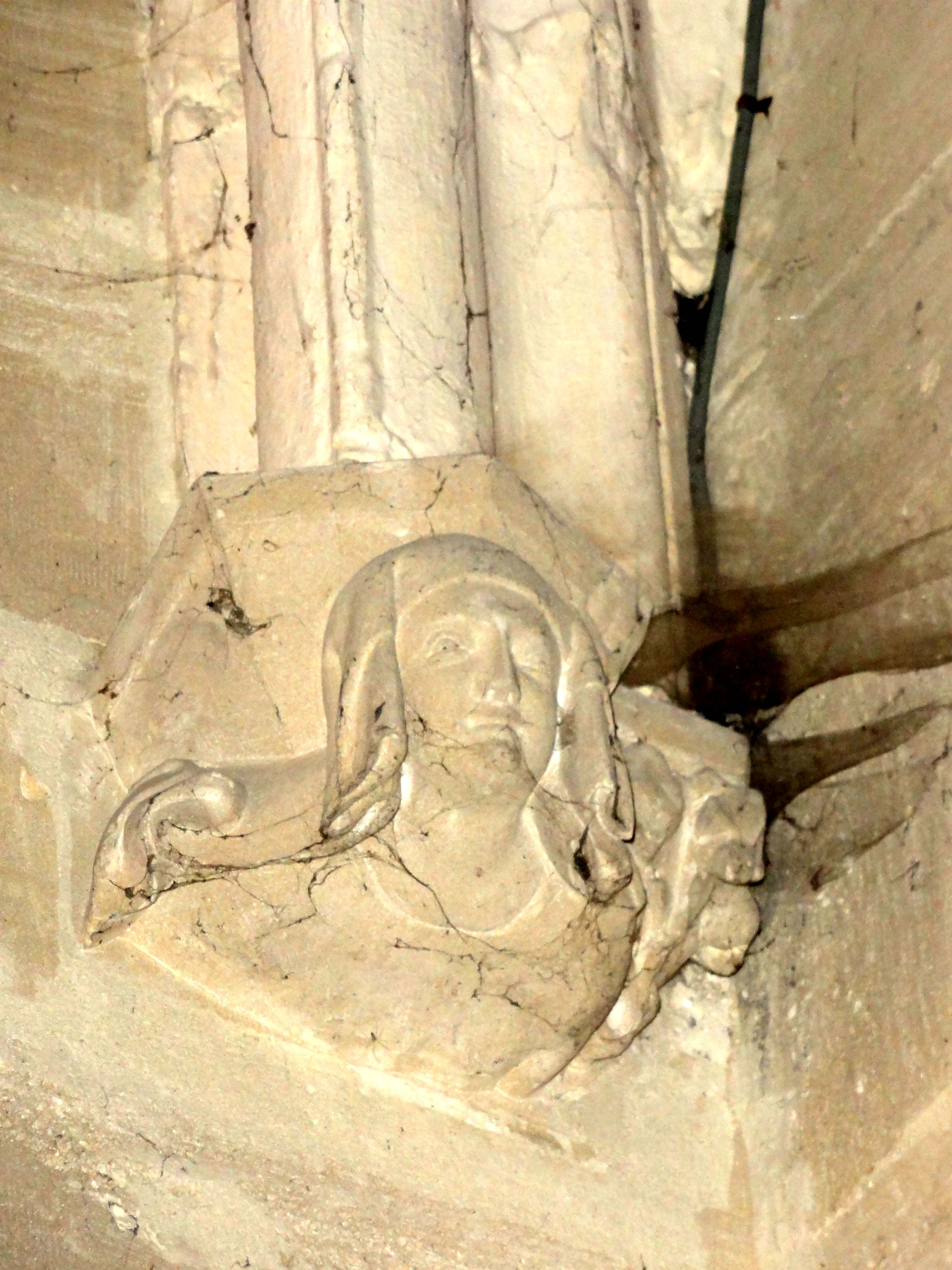
Cul-de-lampe.
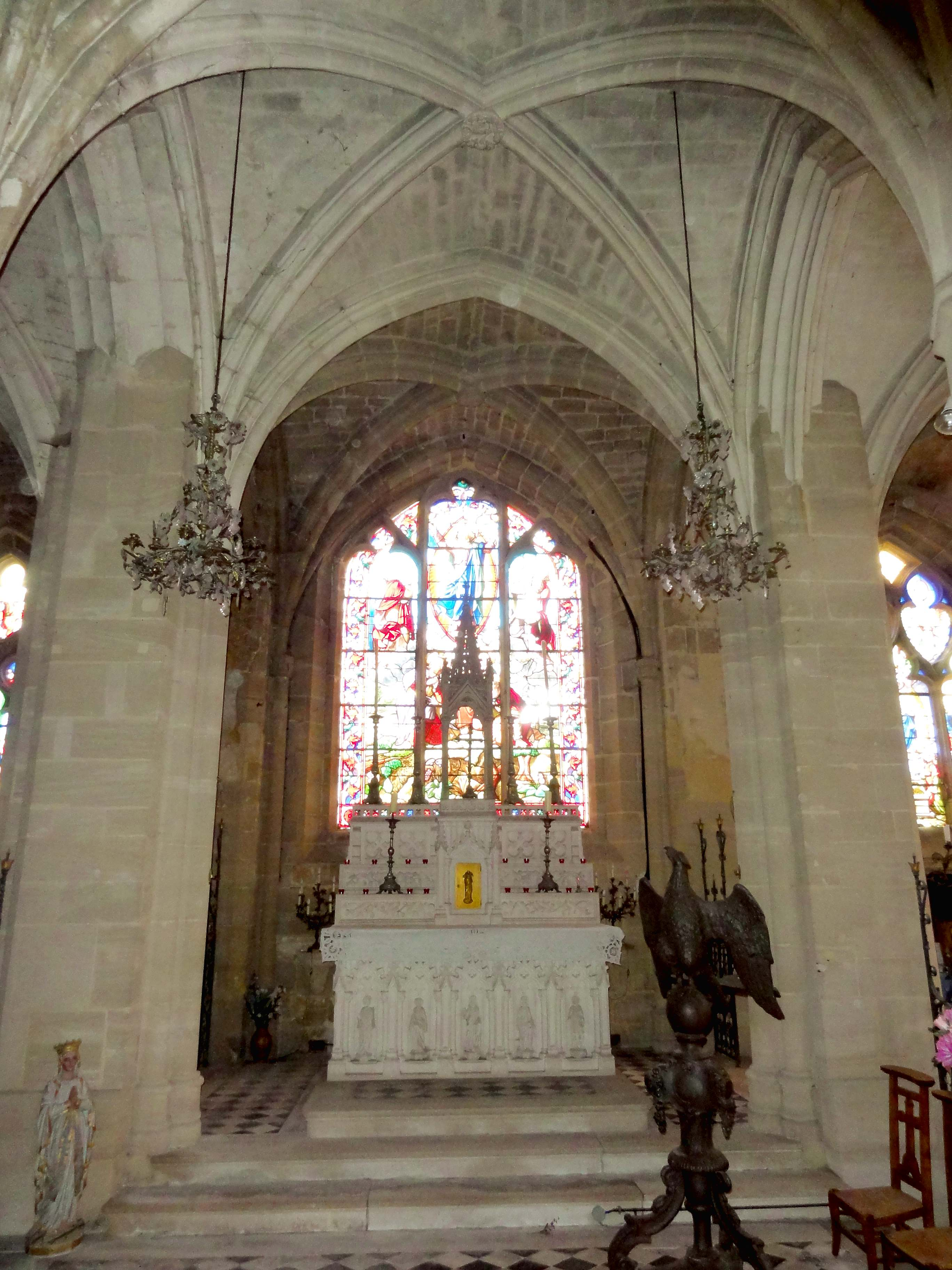
Chœur, vue vers l'est.
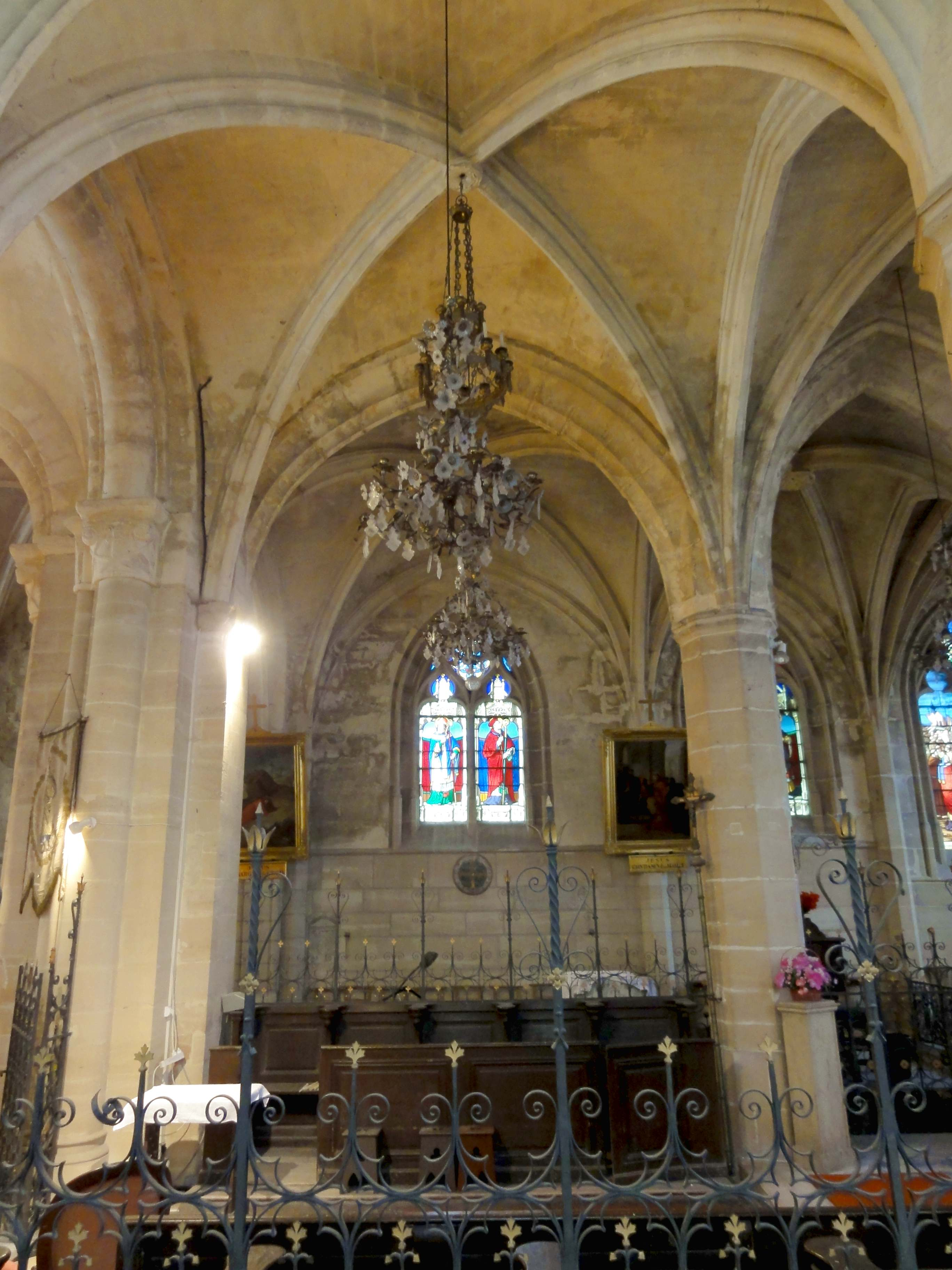
1re travée, vue vers le nord.
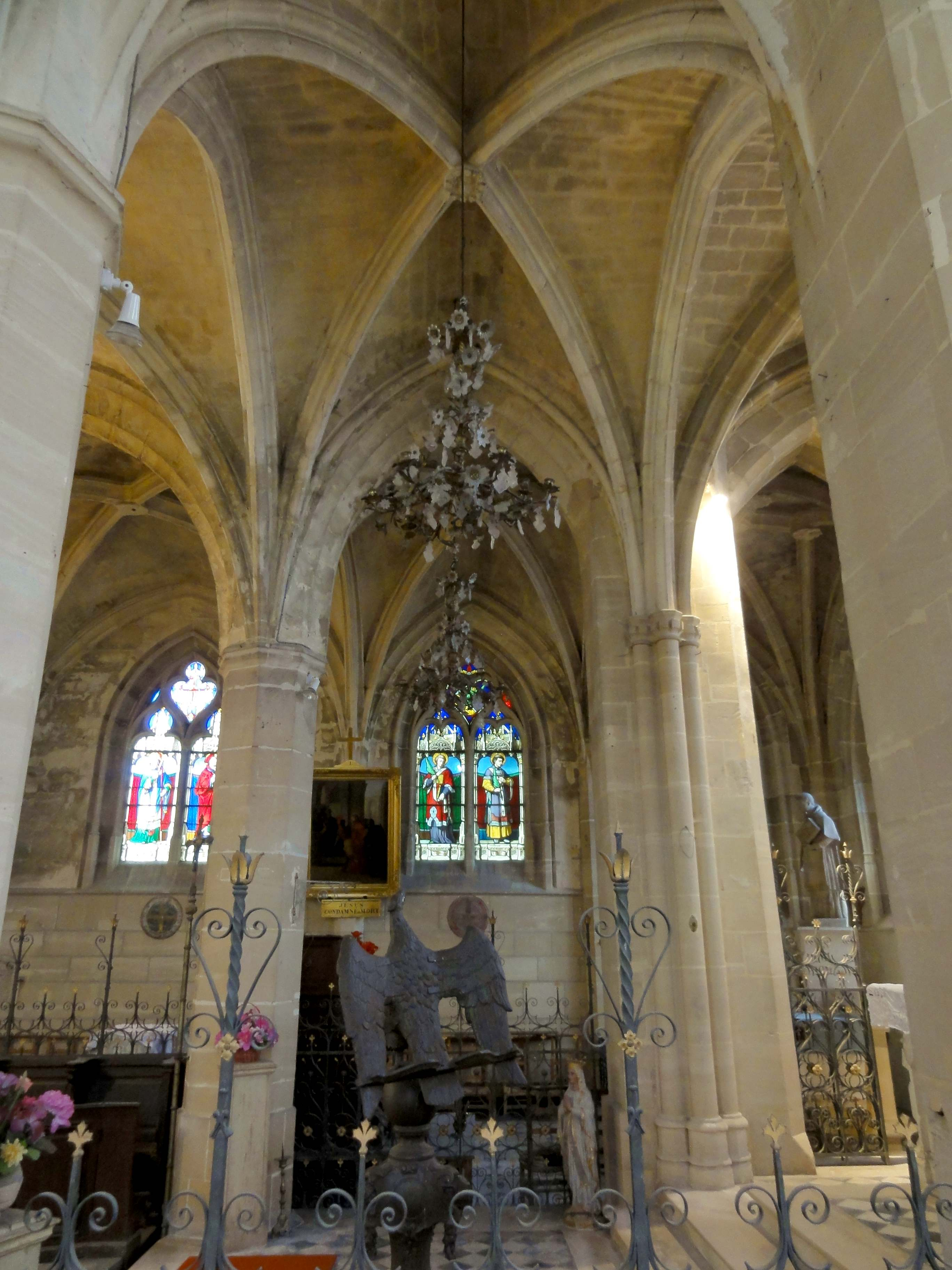
2e travée, vue vers le nord.
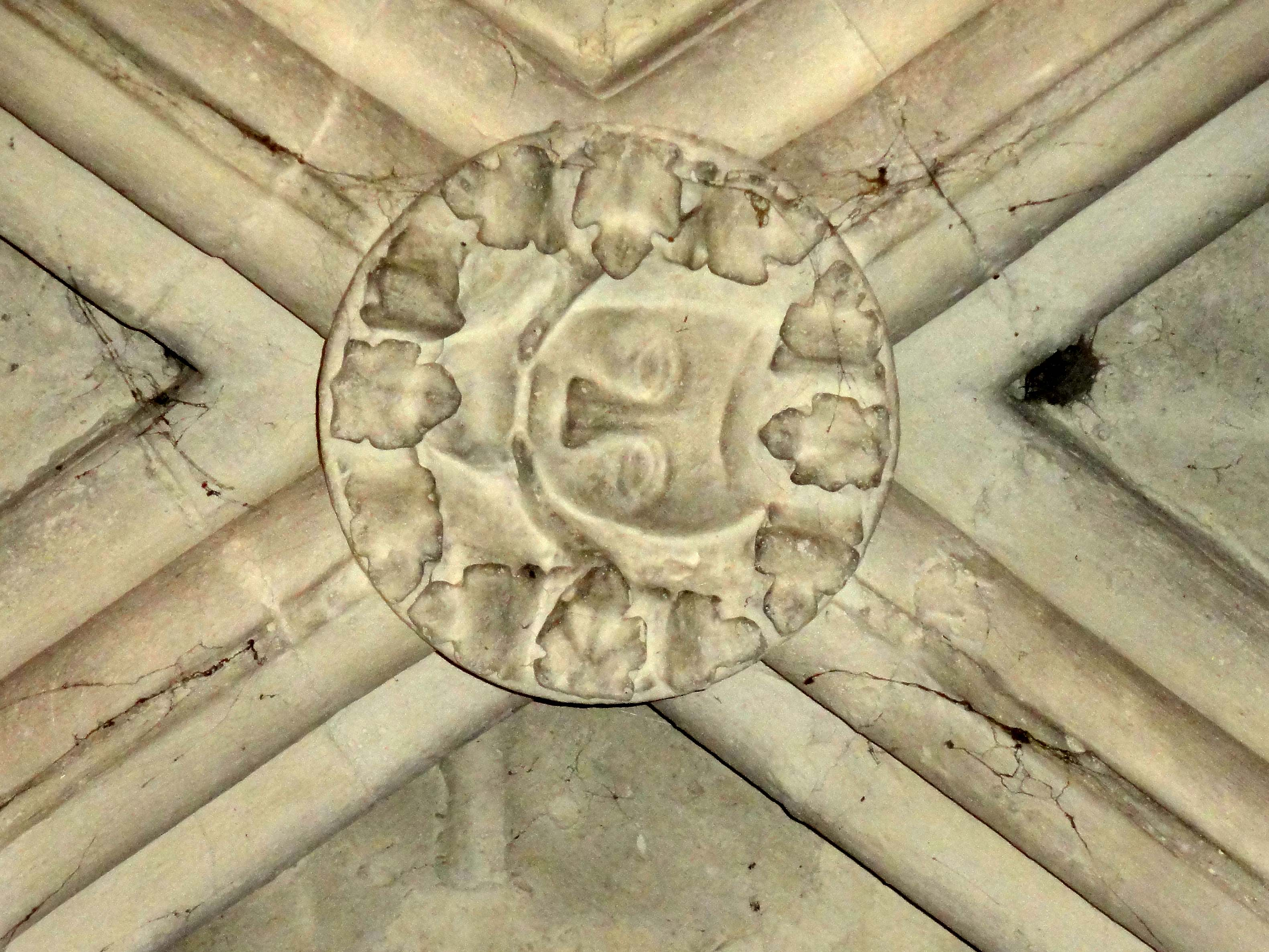
Clé de voûte de la 2e travée.

#### Anciens croisillons et collatéraux

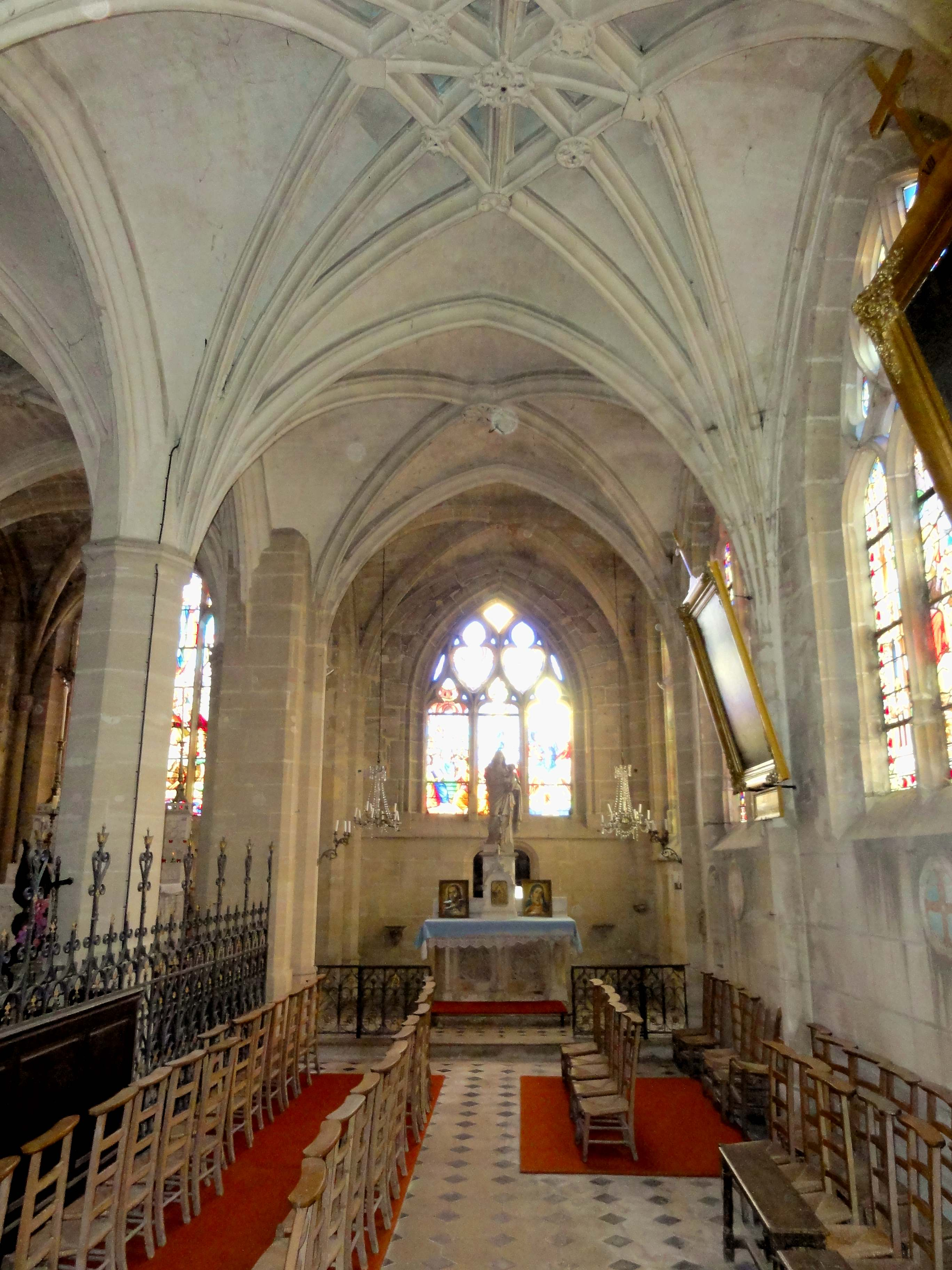
Collatéral sud, vue vers l'est.

Les anciens croisillons du transept sont parfaitement assimilés aux collatéraux, et ne gardent pas de vestiges notables du Moyen Âge, sauf l'élévation extérieure du croisillon nord, et bien sûr les faces nord et sud de la base du clocher, qui n'ont pas été remaniées. La largeur diminue légèrement à l'approche du chevet, dans la même mesure que le vaisseau central s'élargit. Si les élévations latérales sont très homogènes, les grandes arcades se caractérisent par la diversité des supports : piles romanes du clocher, piliers octogonaux flamboyants, et piliers carrés issus de la démolition d'anciens murs. Un décrochement existe à l'intersection entre les anciens croisillons et les bas-côtés de la nef, et le doubleau est anormalement large au nord, mais les différences stylistiques par rapport aux bas-côtés de la nef sont peu significatifs. Elles concernent principalement les supports engagés dans les murs latéraux, qui sont ici des petits piliers ondulés à trois renflements, et les clés de voûte, qui sont encore proprement flamboyantes. Les ogives et les doubleaux adoptent le même profil que dans les bas-côtés de la nef, et se fondent directement dans les piliers. Les fenêtres présentent des réseaux flamboyants, comme dans le bas-côté nord. Au chevet et dans la première travée du collatéral sud, elles sont à trois lancettes ; partout ailleurs, elles sont à deux lancettes.
La large baie de la première travée du collatéral sud est très particulière. Les lancettes ne sont pas à têtes tréflées, et surmontées de deux soufflets inversés et d'un grand soufflet central subdivisé en cinq compartiments, dont un évoque une feuille d'érable, et les quatre autres, des gouttes. Tous les écoinçons sont ajourés ; deux prennent la forme de losanges. Généralement, les lancettes se terminent en accolade et inscrivent une tête trilobée, sauf dans la seconde travée du collatéral nord, où l'on trouve deux arcatures en plein cintre (soit un bilobe, terme inusité), ce qui est très rare. Les formes supérieures sont généralement des soufflets trilobés flanqués d'étroites mouchettes, sauf dans la seconde travée du collatéral nord, où l'on trouve un cœur. Monique Richard-Rivoire évoque une fleur de lys, comme dans le collatéral de Gisors, mais il n'est pas évident à quelle fenêtre elle fait référence. En ce qui concerne les voûtes, la première travée du collatéral sud forme exception, tout comme pour la fenêtre. L'on y trouve l'une des deux voûtes à nervures décoratives de l'église. Elle est agrémentée de liernes et tiercerons. Ces derniers sont inhabituellement proches du centre de la voûte. Également particulière est la dernière voûte au nord. Une croix centrale y est reliée aux quatre angles de la voûte par un total de huit liernes. Les quatre extrémités de la croix délimitent un losange, qui est orné d'arcature trilobées concentriques à faible relief. D'autres exemples de ce type de décor se trouvent uniquement à Magny-en-Vexin et Gisors, et il a probablement été imaginé par Guillaume Le Maistre, dont l'on sait qu'il est intervenu sur les deux chantiers en question. Pour venir aux motifs des clés de voûte, ce sont généralement des découpages flamboyants de grande qualité, ou, plus rarement, des écussons, dont certains n'ont pas été bûchés à la Révolution, ou restitués. Dans la dernière travée du sud, l'on trouve le monogramme IHS aux lettres entrelacées, légèrement mutilé.

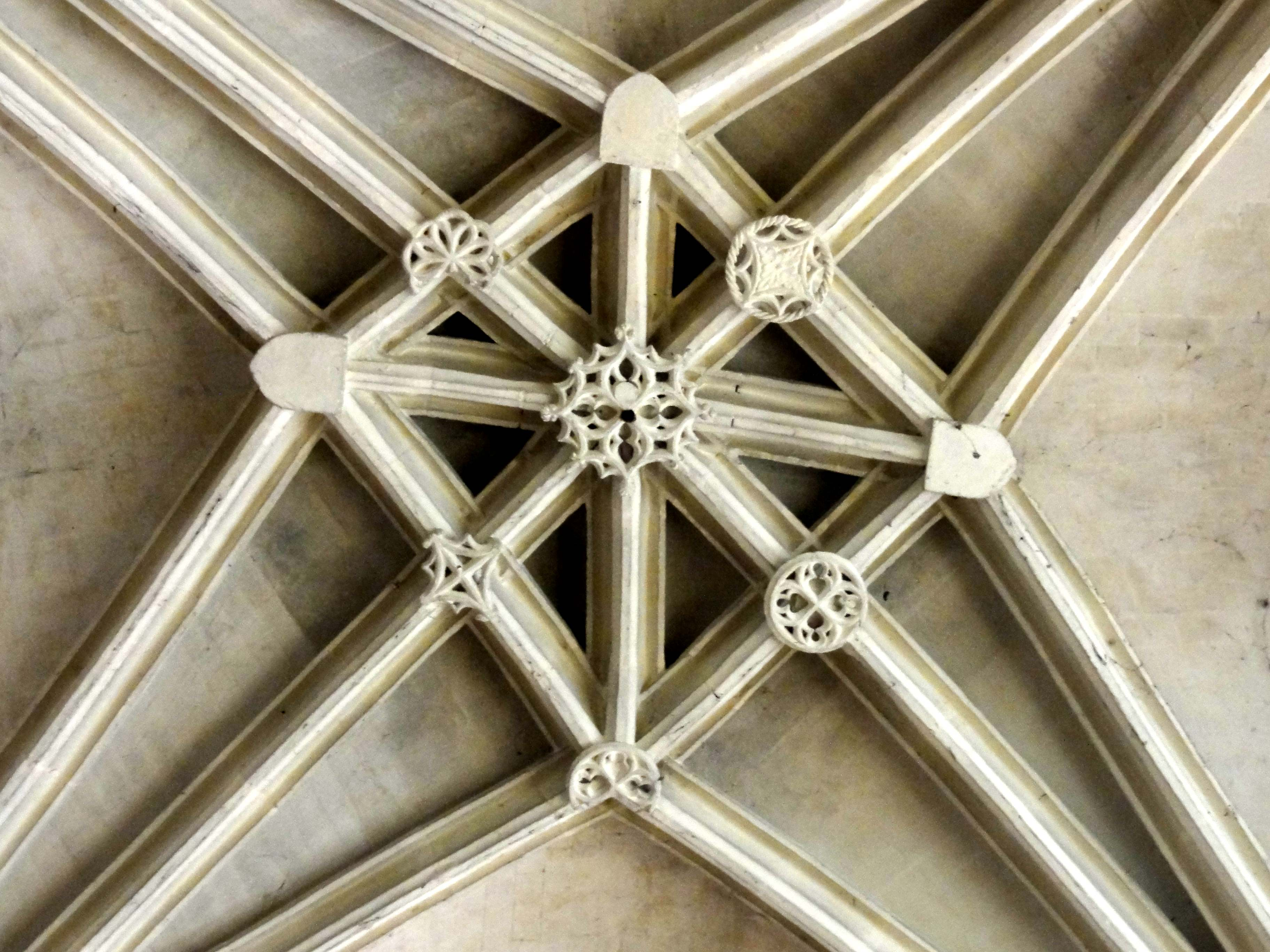
Collatéral sud, voûte de la 1re travée.
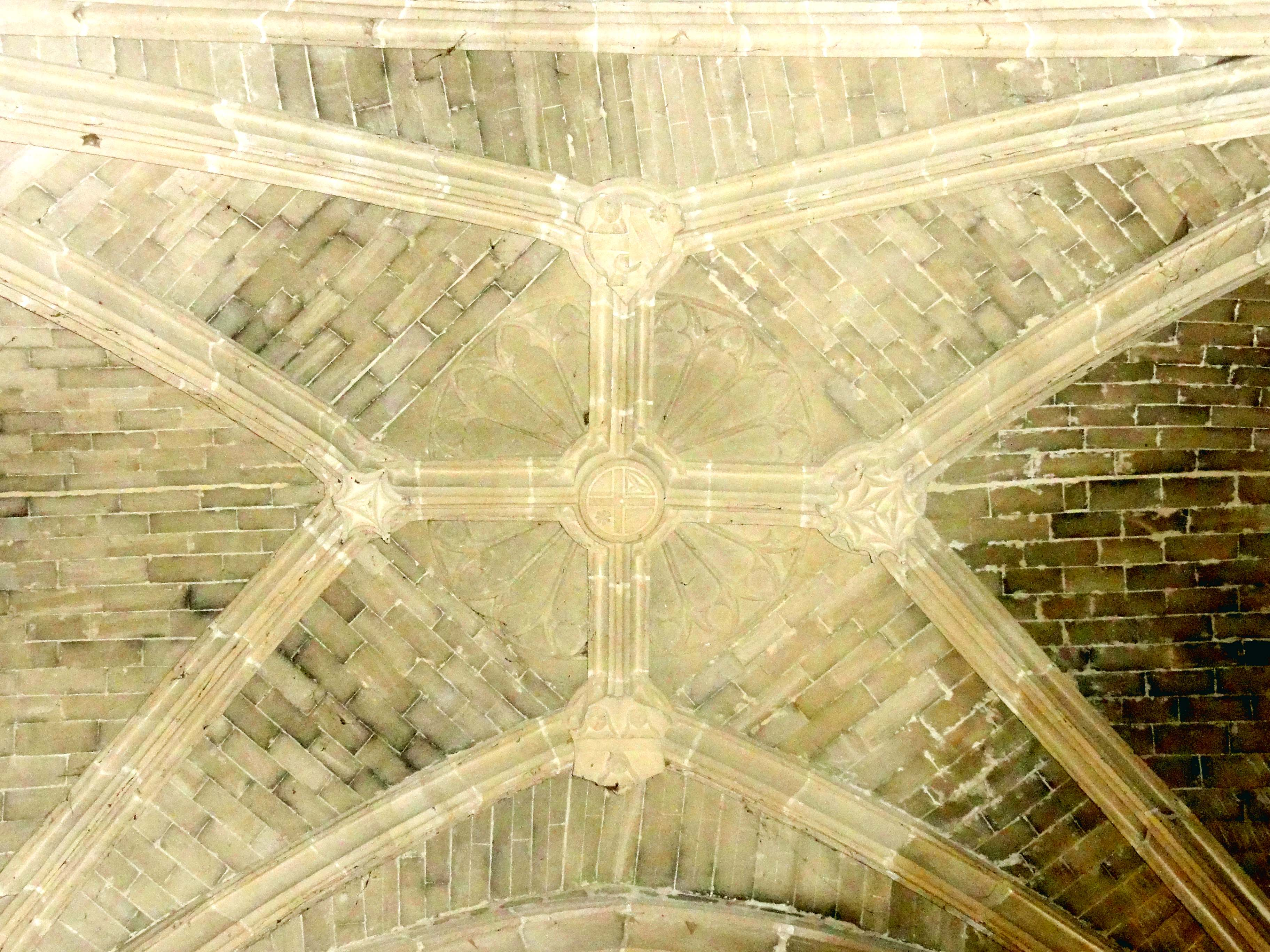
Collatéral nord, voûte de la 3e travée.
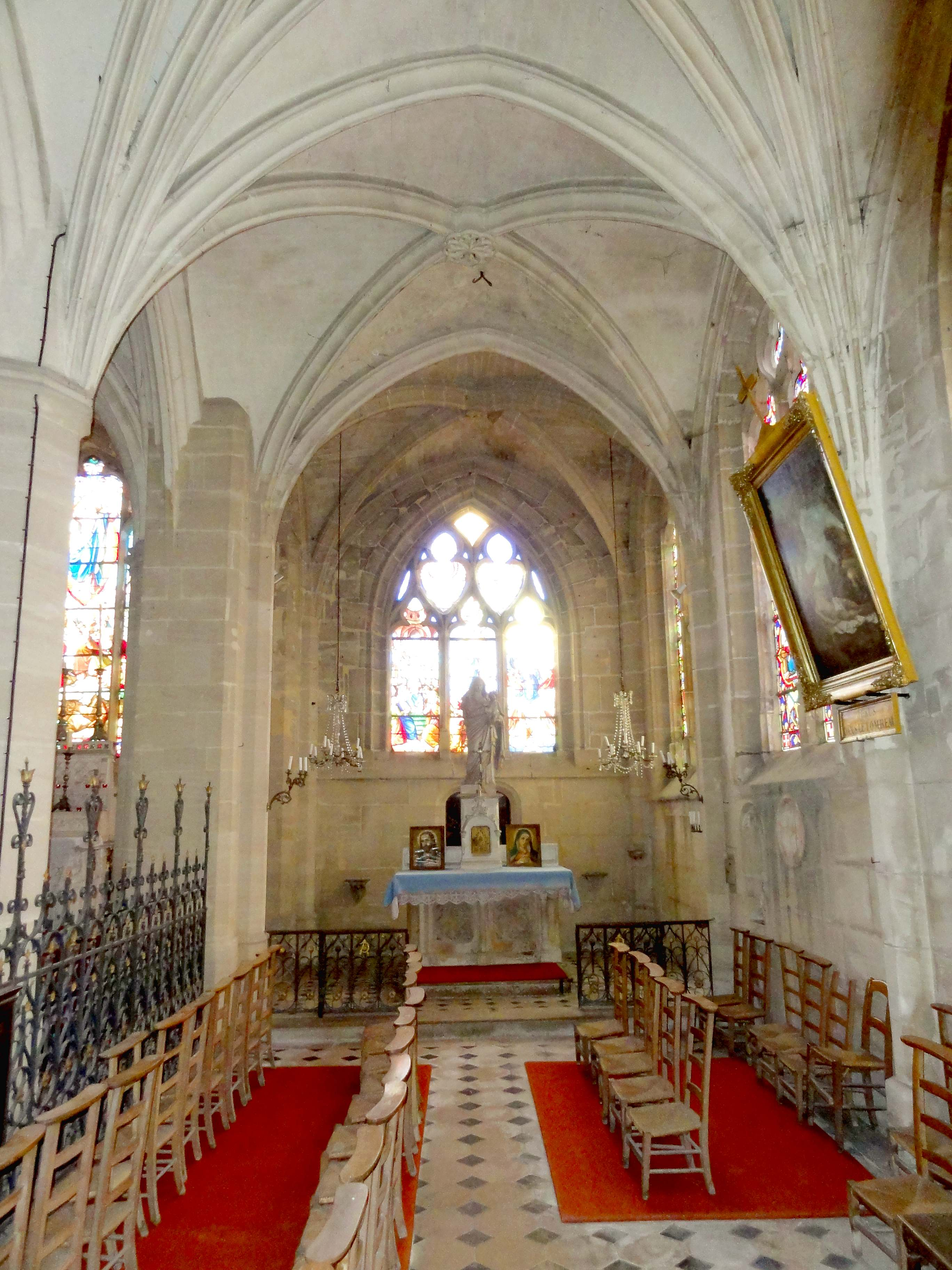
Collatéral sud, vue vers l'est.
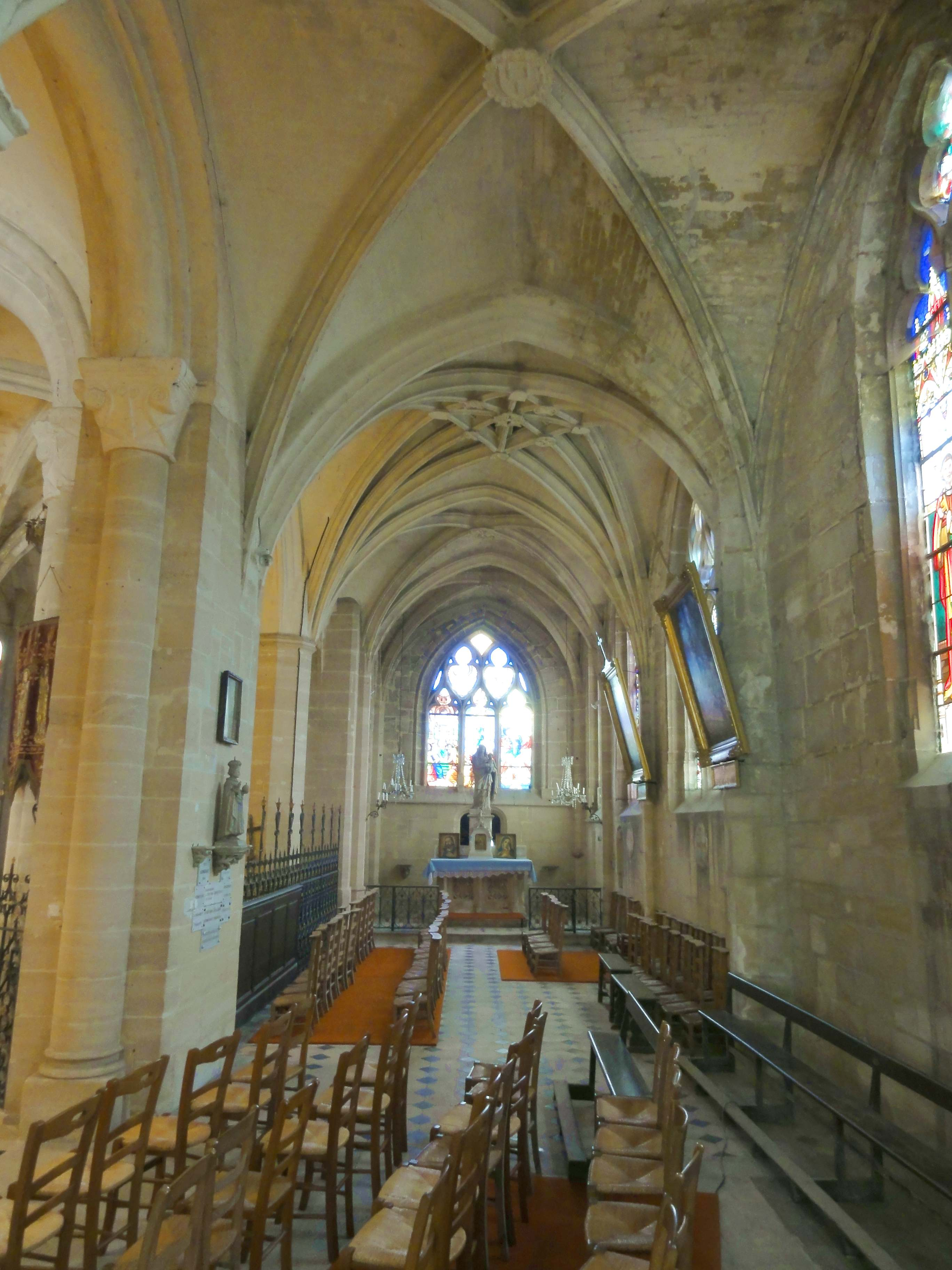
Croisillon sud, vue vers l'est.
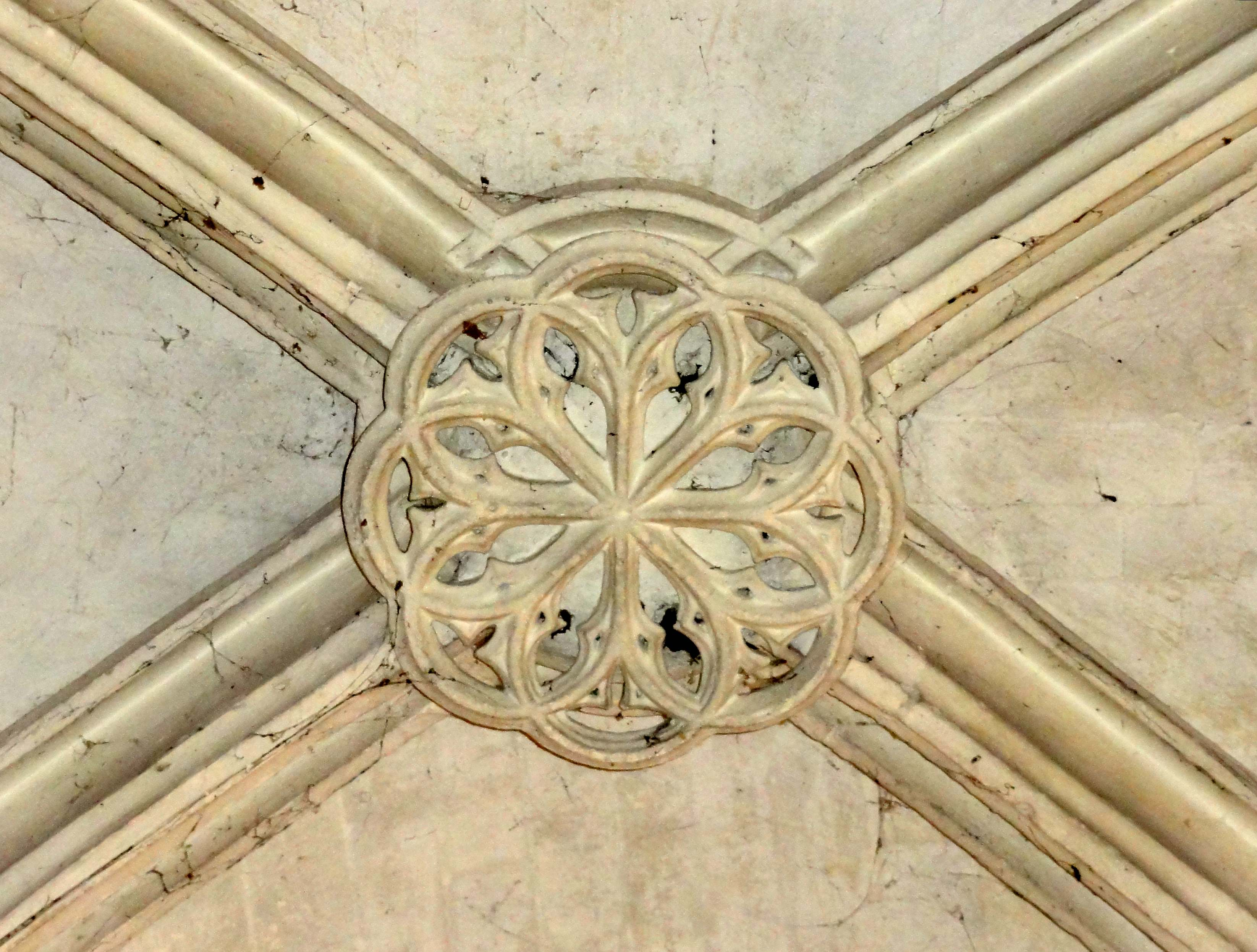
Collatéral sud, clé de voûte de la 2e travée.
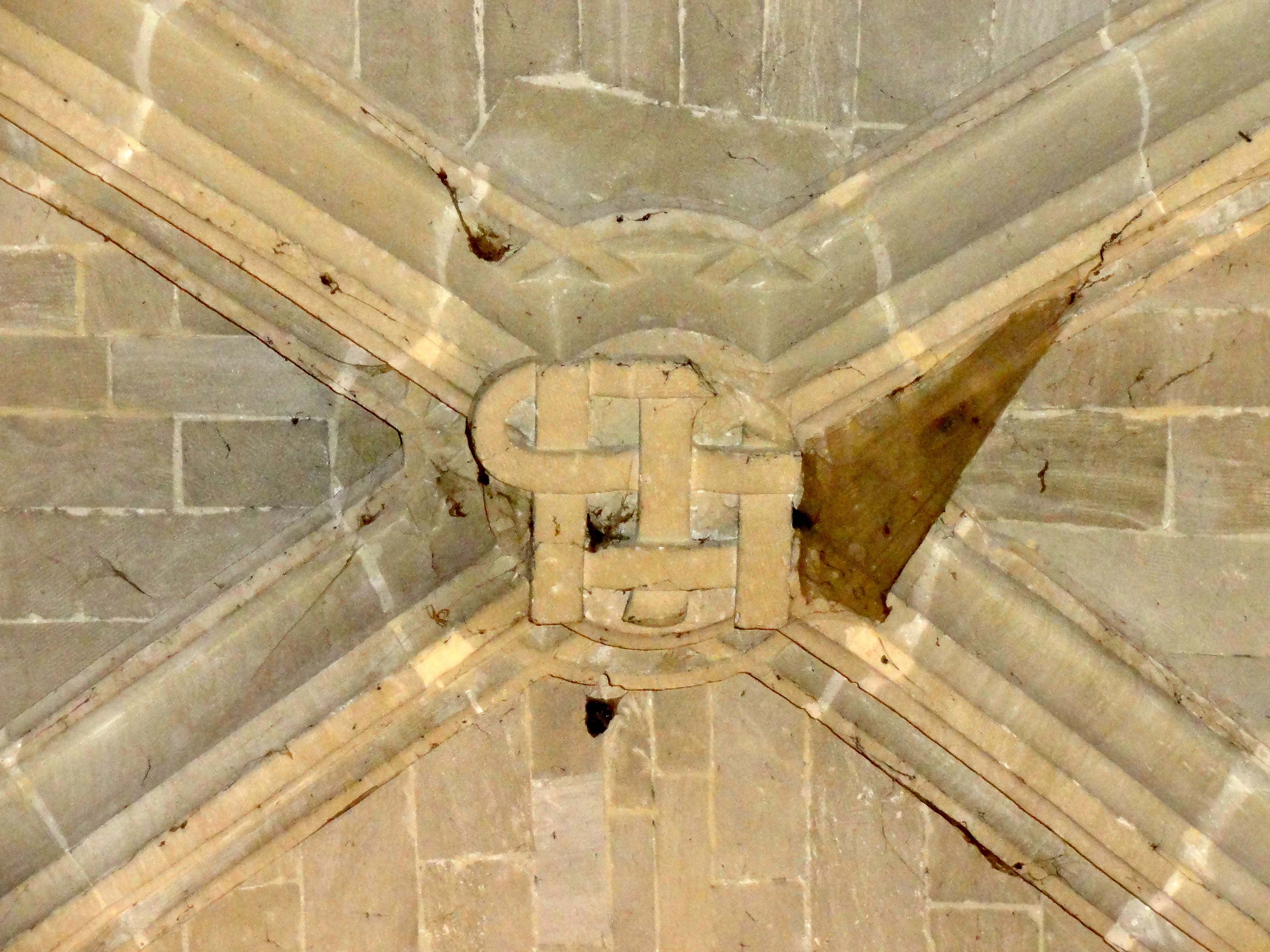
Collatéral sud, clé de voûte de la 3e travée.

### Extérieur

#### Portail occidental

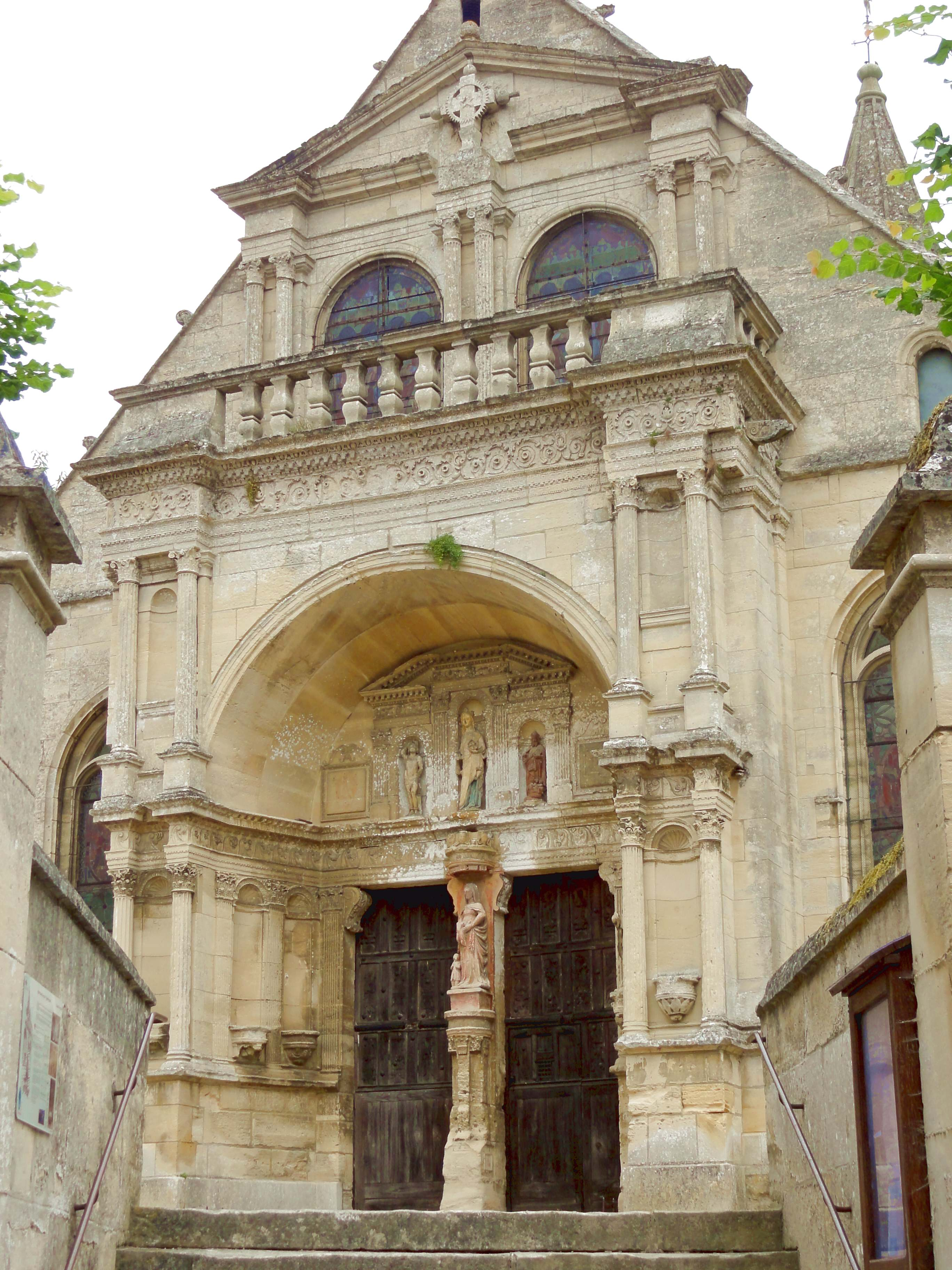
Façade occidentale.

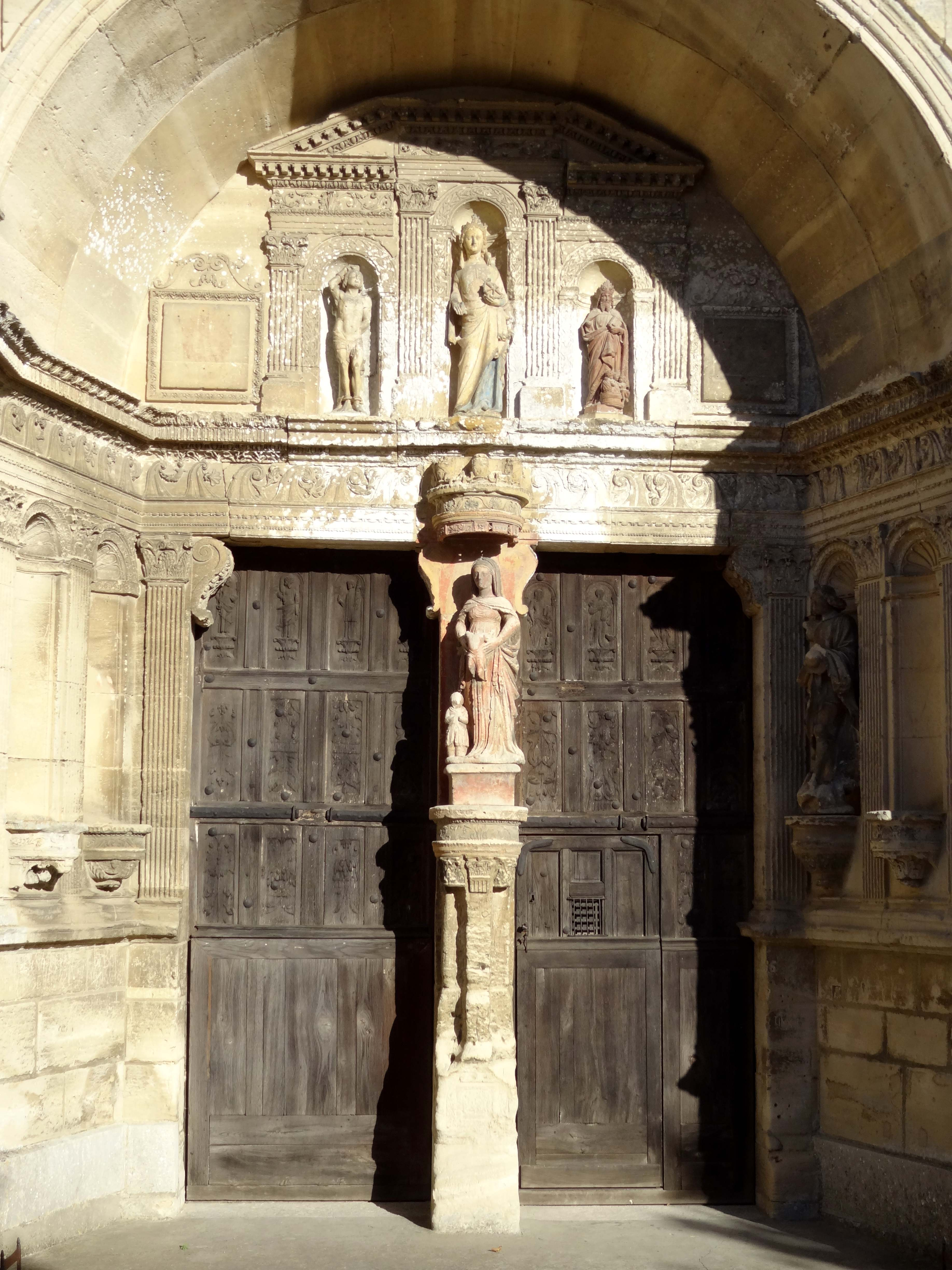
Intérieur du porche.

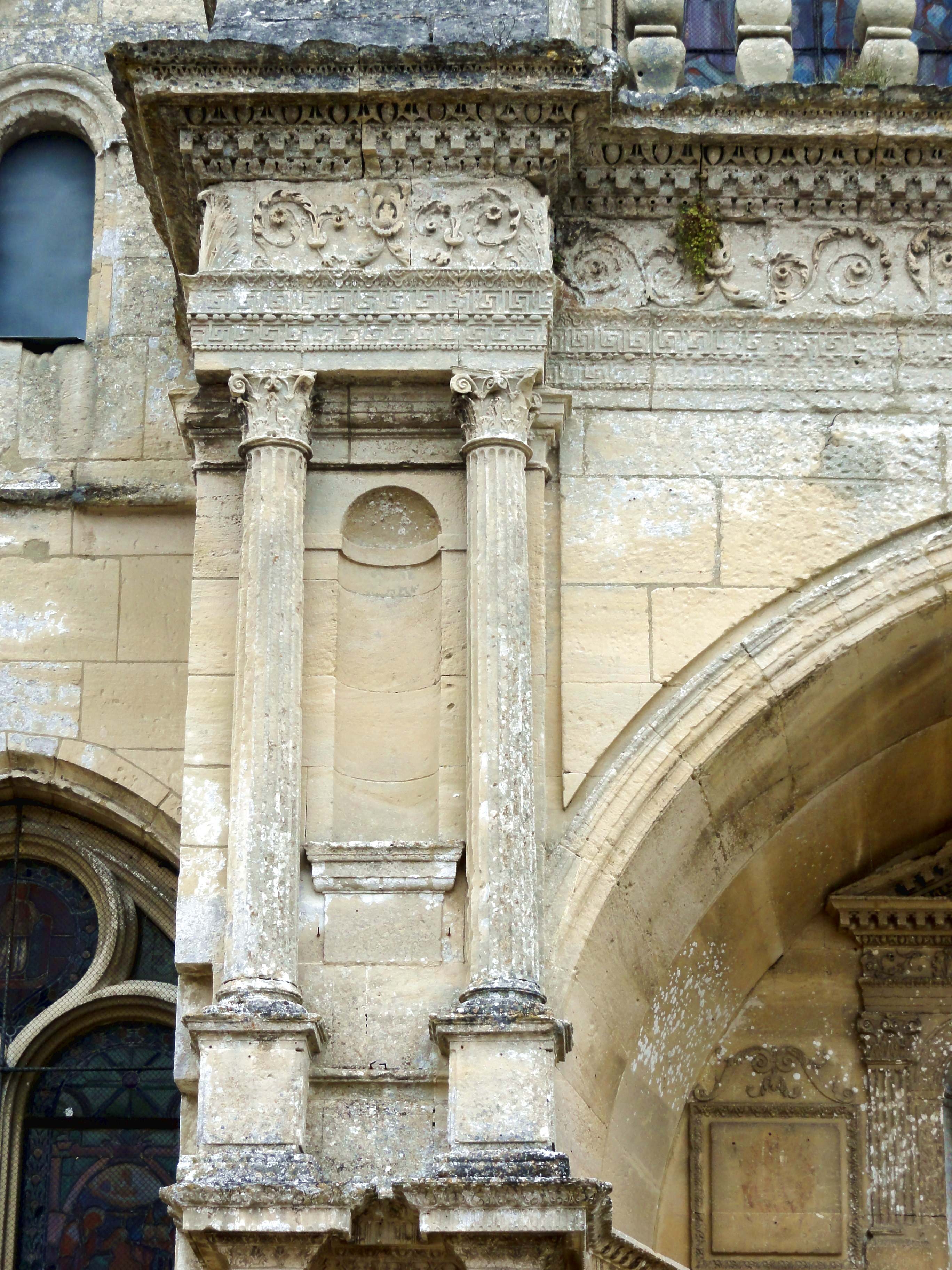
Colonnettes du 2e ordre.

La façade occidentale est l'une des plus admirables façades Renaissance du Vexin, après Vétheuil, et au même rang que la façade méridionale de Magny-en-Vexin et les porches de Cergy et Livilliers. Dans son ouvrage sur la Renaissance en France, Léon Palustre recommande son « examen à quiconque négligeant les chemins battus, visitera un édifice, bien digne à tous égards de figurer au premier rang ». Selon le même auteur, c'est peut-être pour la première fois en France qu'y est employé le motif décoratif connu sous le terme de postes ou flots grecques, « preuve incontestable d'un mouvement de plus en plus prononcé vers l'antiquité ». Comme à Luzarches, les deux portes sont séparées par un trumeau, et le mur de la nef est précédé d'un porche voûté en berceau, dont l'épaisseur du mur est masquée par l'application de deux colonnettes à chapiteaux supportant un entablement. Elles délimitent des niches à statues en plein cintre. Comme au portail méridional de Vétheuil, les murs latéraux, légèrement obliques pour forcer la perspective, comportent des niches analogues, et comme au portail occidental de Vétheuil, trois niches surmontent le portail. Avec Serans, Saint-Gervais est l'une des rares églises dans les environs ou une partie des niches abrite toujours des statues (voir le chapitre Mobilier). À Saint-Gervais, Jean Grappin a opté pour l'ordre composite, et échappe ainsi à la règle de la superposition des ordres. L'ordre composite règne donc partout. Les niches latéraux du porche sont flanqués de pilastres composites cannelés. Afin de tenir compte de la présence de l'entablement qui forme le linteau des portes, et qui se continue latéralement et sur la face extérieure du porche, l'architecte y a superposé deux paires de colonnettes de même hauteur de chaque côté. Elles supportent un deuxième entablement, qui est couronnée par une balustrade à jour. Elle forme un balcon devant les deux baies occidentales de la nef, qui entrent dans la composition de l'attique composé de trois paires de colonnettes supportant un troisième entablement, puis un fronton triangulaire sommé d'une boule. Il n'est pas identique avec le pignon de la nef, qui est plus haut et plus pentu, et dont les rampants sont encore garnis de crochets flamboyants. L'antéfixe ne se situe point au sommet du pignon, mais au-dessus des deux colonnettes médianes de l'attique, devant le fronton.
Le pignon, les murs occidentaux des bas-côtés, les quatre premières assises depuis le sol, et même l'intrados du porche sont exempts de toute décoration. Les murs latéraux sont également très sobres sur leurs faces extérieures. L'on y voit deux pilastres nus, mais terminés par de petits chapiteaux, avec une métope orné de petites rosaces et de feuilles d'angle, et une corniche avec un rang de perles et un rang d'oves et de dards dans l'échine, et une frise de rinceaux en haut. Ces chapiteaux se situent immédiatement en dessous du deuxième entablement, avec lequel ils font en quelque sorte double emploi. Les colonnettes du deuxième niveau sont par ailleurs plaquées devant des pilastres analogues. La même disposition existe au niveau de l'attique, mais ici, les chapiteaux sont seulement décorés de moulures. Les trois entablements sont différents. Le deuxième est le plus abouti, et comporte un nombre de motifs plus important que le premier, ce qui explique aussi sa hauteur plus considérable. Le troisième entablement, celui de l'attique, n'est pas sculpté, sans doute en raison de la distance qui le sépare du spectateur. L'architrave du premier entablement se compose de trois bandeaux séparés par des perles. La métope arbore de grands flots grecques. La corniche présente deux rangs d'oves et de dards de dimensions et de nature différentes dans l'échine ; des feuilles lancéolées de face ; et des rinceaux de feuillages sur la cimaise. Sur l'architrave du second entablement, les deux bandeaux supérieurs affichent des grecques ; puis viennent les mêmes rinceaux déjà observés sur les pilastres. Les postes de la métope sont formés par des végétaux, avec une fleur au milieu de chaque spirale. À gauche et à droite, une gargouille fait saillie. L'échine de la corniche comporte un rang de denticules entre les oves et dards en haut, et des feuilles doubles en bas. Enfin, une petite frise de feuilles doubles court au milieu de la cimaise. D'autres éléments complètent le décor. Ce sont notamment les consoles des statues, dont une fait intervenir des têtes de chérubin entre deux ailes, ce qui est l'unique motif à connotation religieuse de la façade. Le trumeau mérite une mention spéciale pour sa partie inférieure arrondie, avec trois chapiteaux de pilastre et un entablement, et pour son dais. Les autres niches sont effectivement dépourvues de dais, contrairement à l'intérieur de la nef, et à l'usage à la période flamboyante. Les niches du premier niveau se terminent en coquillage. Également sculptés sont les consoles qui supportent les linteaux des portes. Enfin, reste à évoquer le tympan du portail. Deux cartouches carrés, aux frontons suggérés par deux volutes en S, devaient initialement porter des inscriptions, et flanquent une attique constituée de trois niches à statues, dont celle du milieu est plus élevée que les deux autres. Un peu maladroitement, les entablements des niches de gauche et à droite se trouvent supportés par un unique pilastre, et l'entablement de la niche centrale se situe au même niveau que les demi-frontons des niches latérales. Au-dessus de la niche centrale, la place manque pour un fronton.

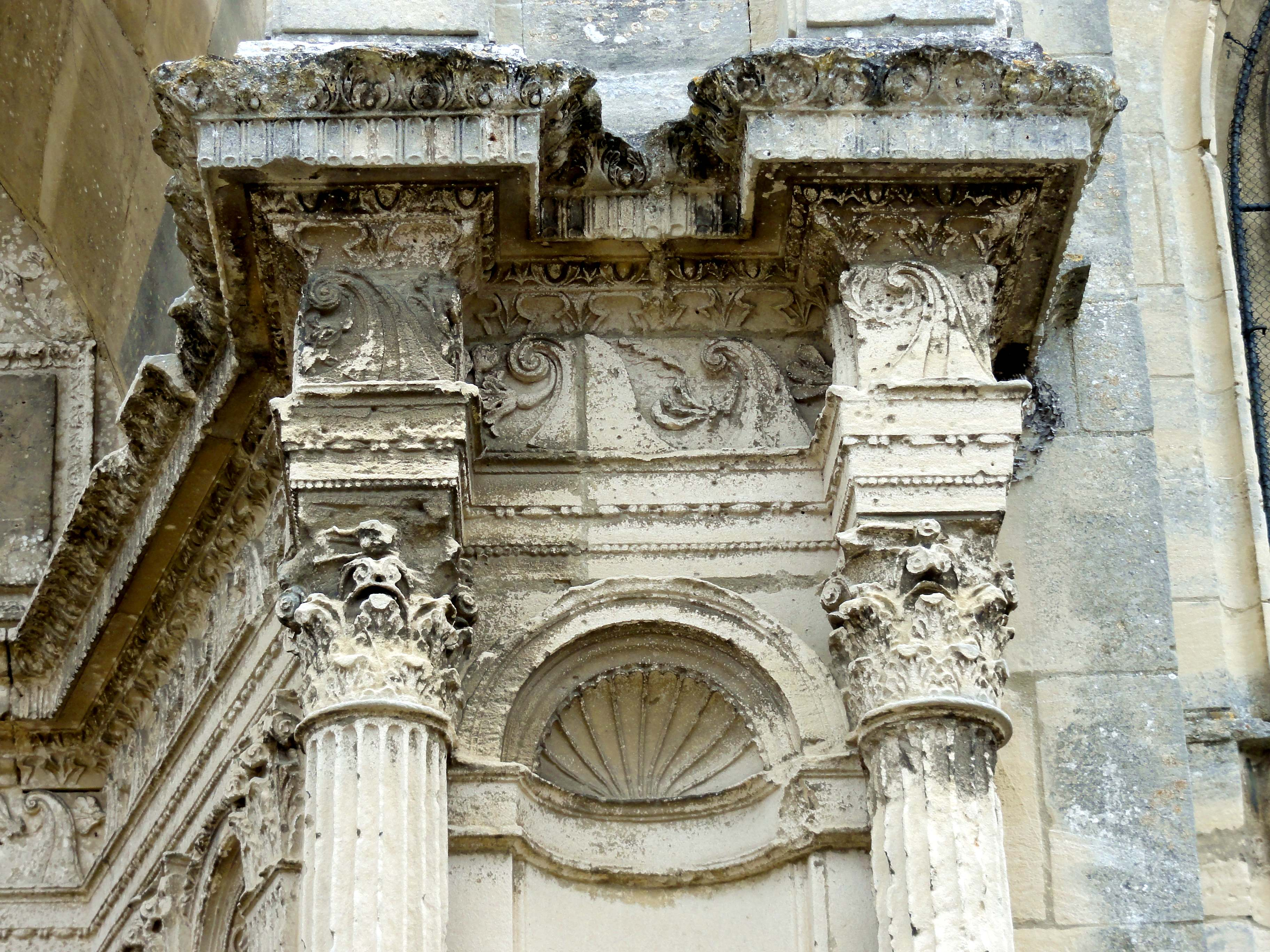
Entablement du 1er ordre.
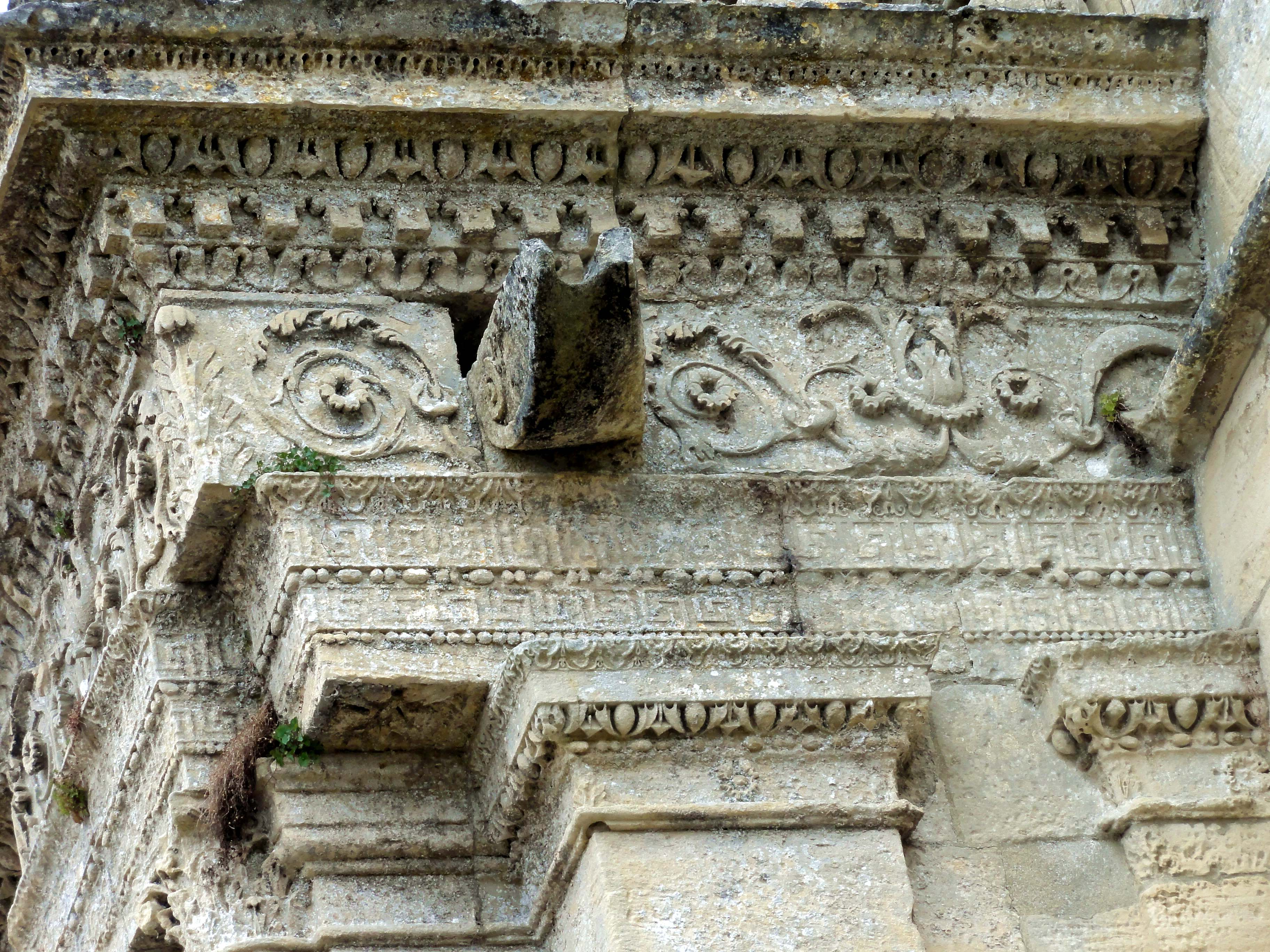
Entablement du 2e ordre.
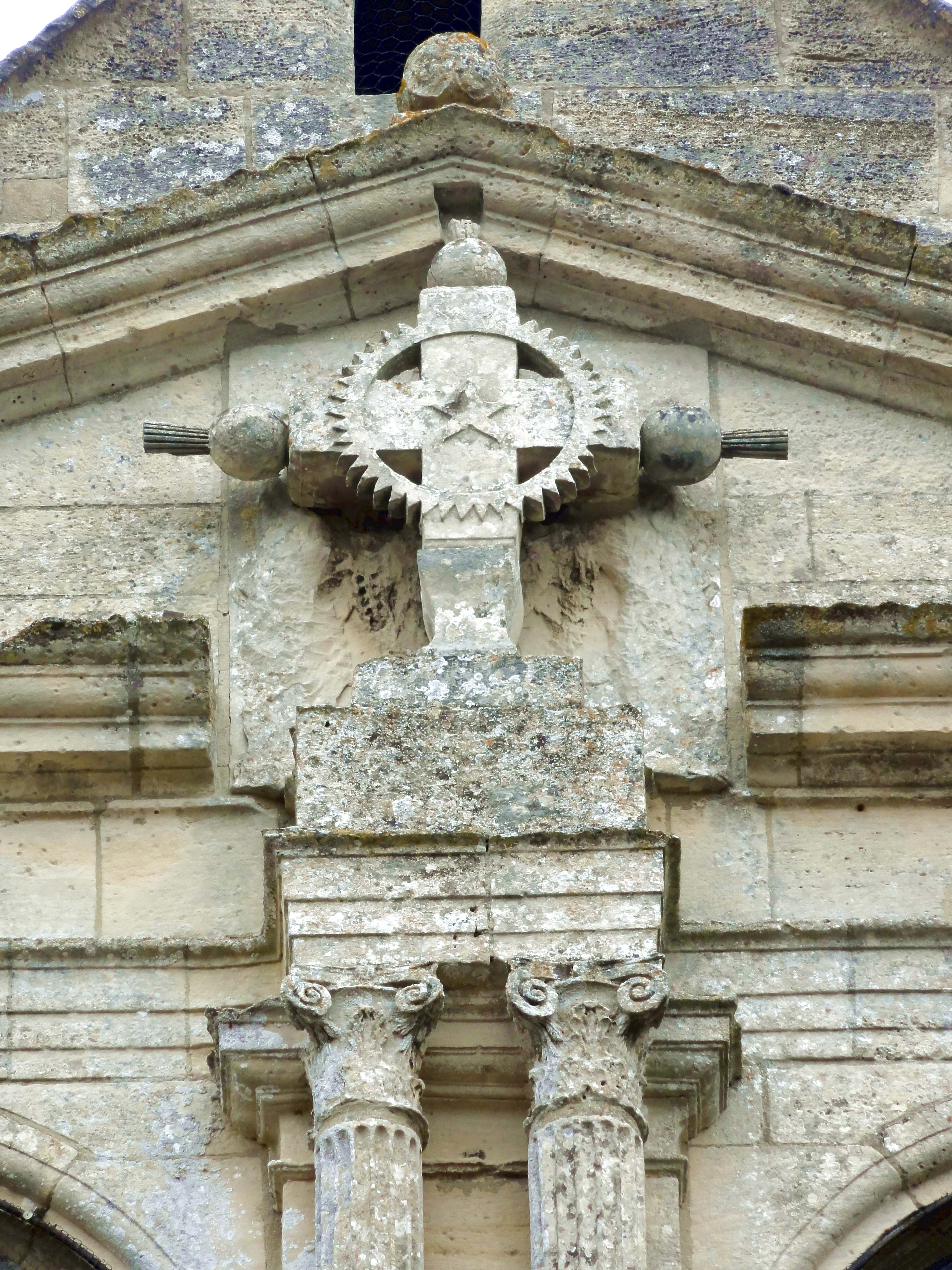
Antéfixe.
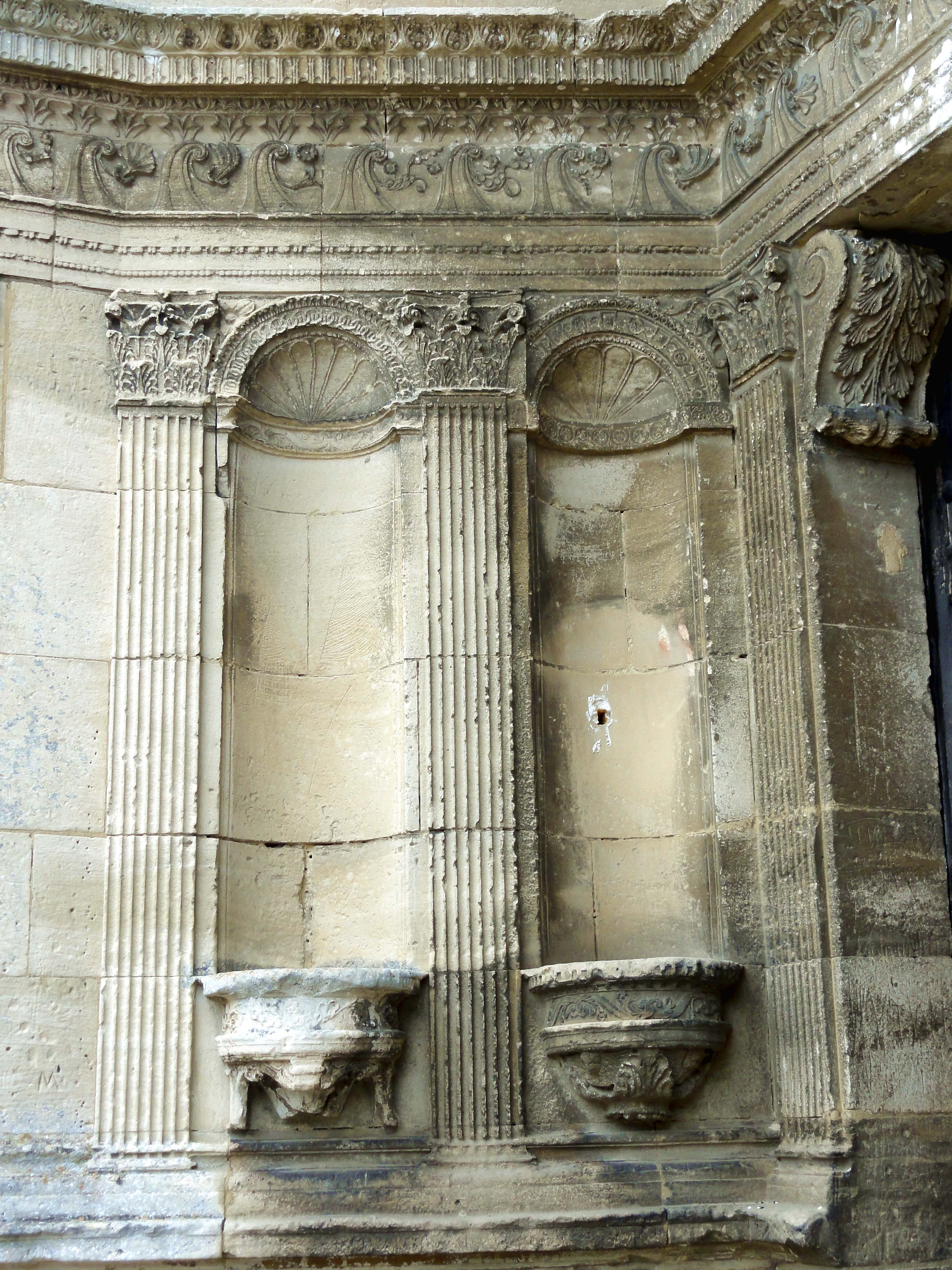
Niches du montant nord.
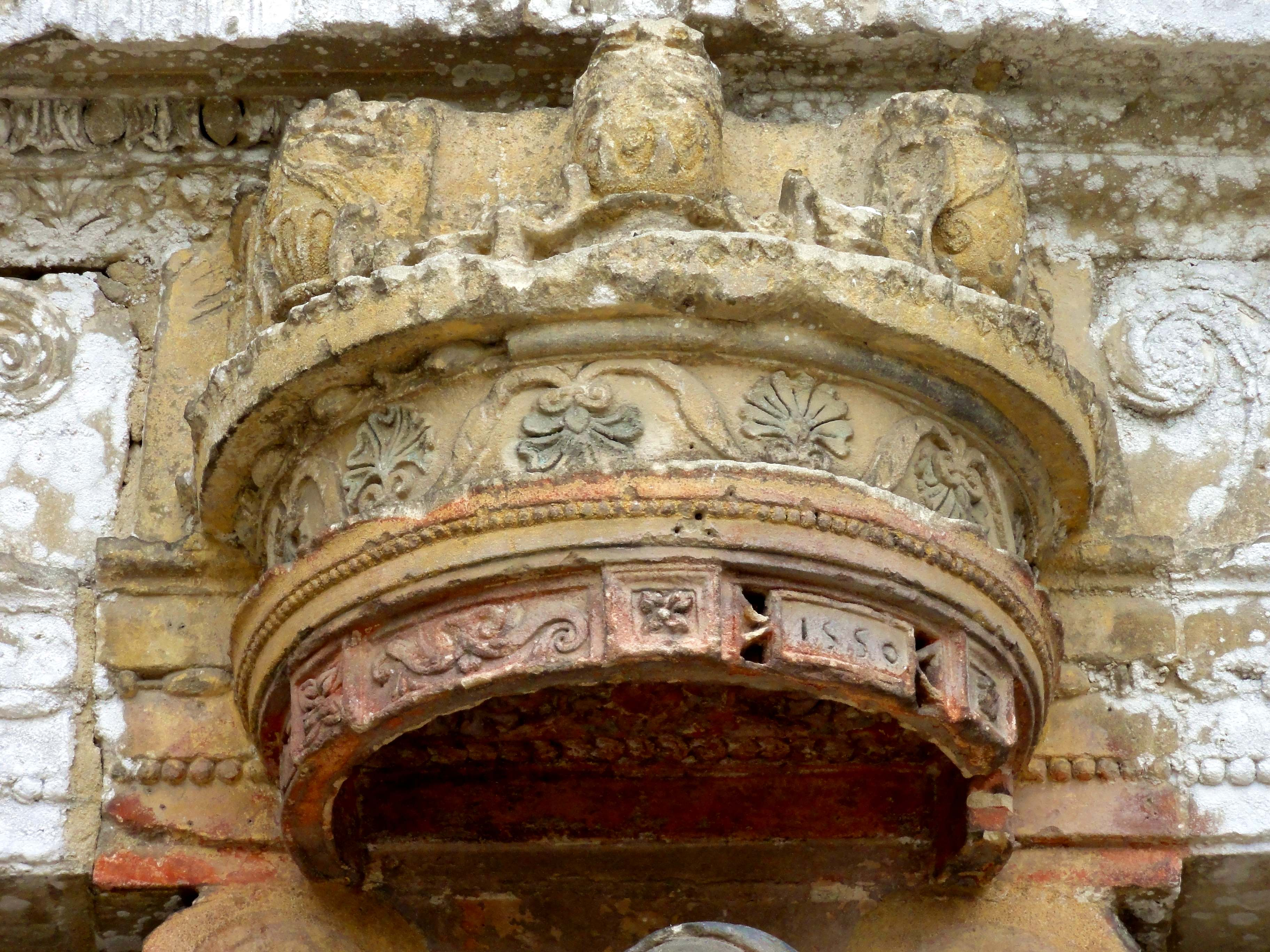
Dais du trumeau.
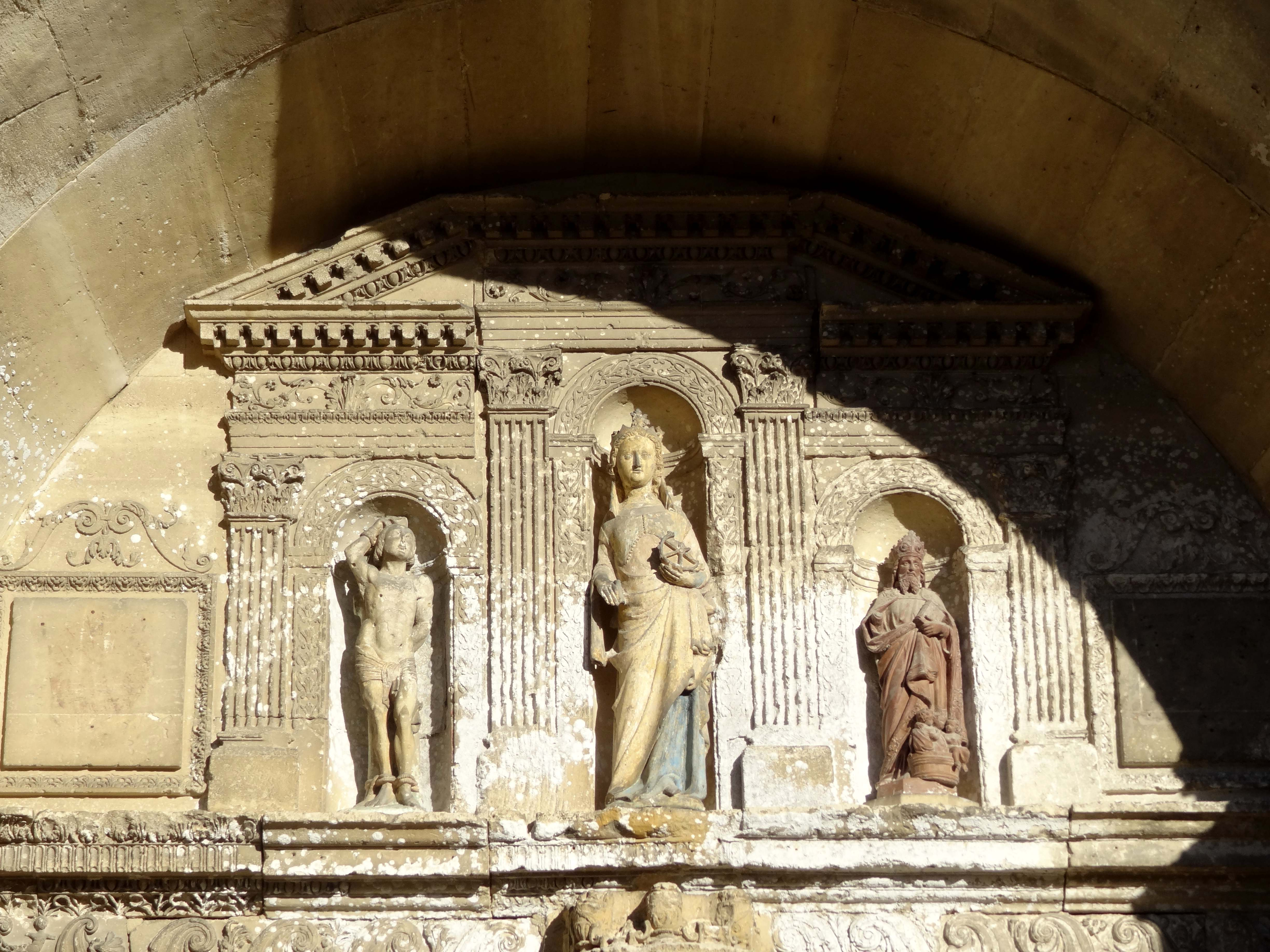
Niches du tympan.

#### Clocher

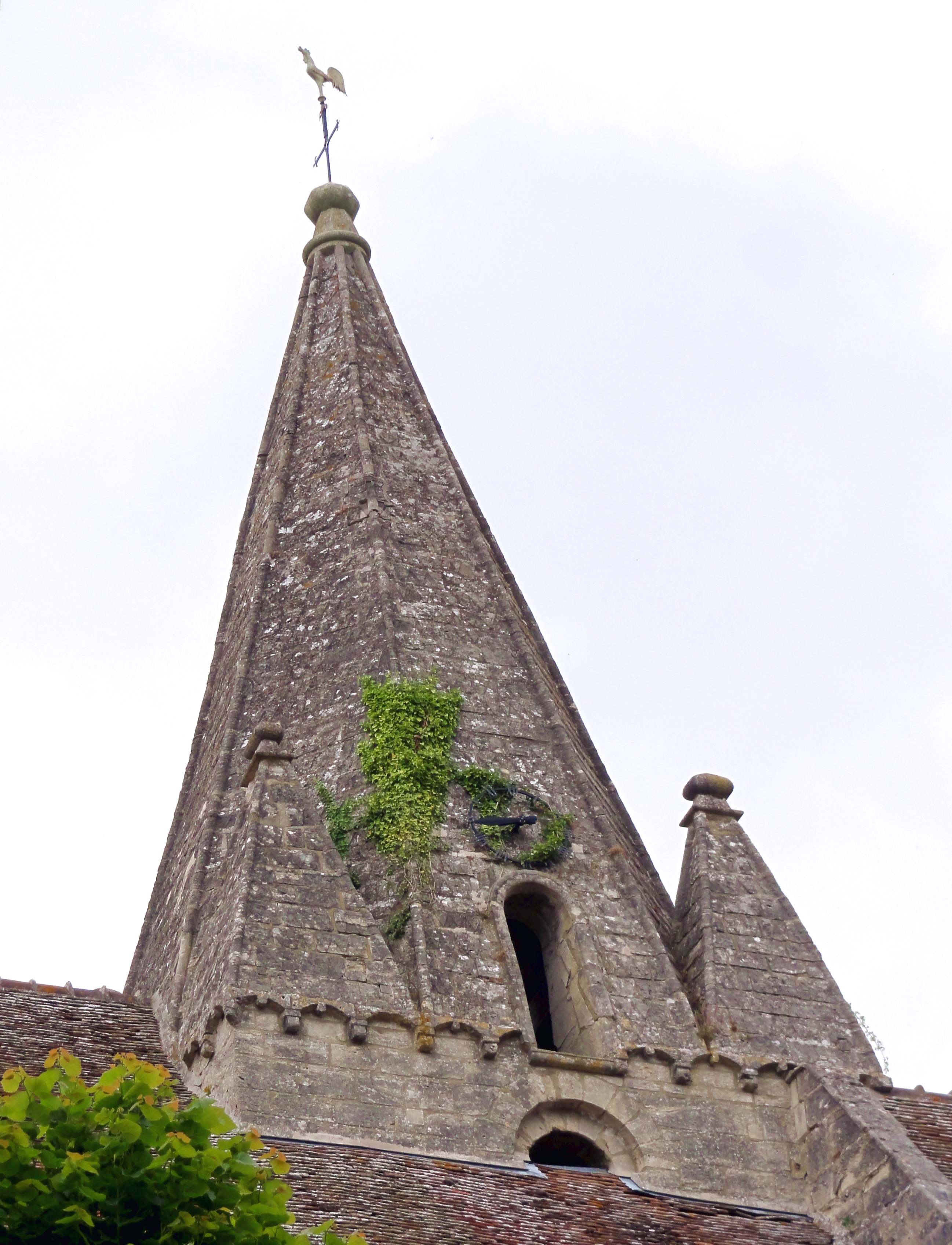
Clocher.

Le clocher est l'élément le plus intéressant de l'église après la façade occidentale. Pierre Coquelle le classe parmi les clochers carrés à pyramide en pierre (il y a aussi des clochers octogonaux, et des clochers en bâtière, ou avec un toit moderne). Les autres clochers de ce groupe de quatorze clochers sont Boubiers, Courcelles-sur-Viosne, Ennery, Gadancourt, Gaillon-sur-Montcient, Hardricourt, Jouy-le-Moutier, Limay, Nesles-la-Vallée, Reilly, Santeuil, Tessancourt et Vernouillet. Le clocher de Saint-Gervais est particulièrement rustique : son unique étage n'est pas pourvu de colonnettes d'angle, et ses baies ne le sont pas non plus. Elles sont entourées de deux rangs de claveaux. Avec Boubiers, le clocher de Saint-Gervais est le seul à ne présenter qu'une seule baie par face (sans compter les baies subdivisées en deux petites baies par une colonnette centrale). L'intérieur mesure 4,10 m sur 4,10 m. L'étage n'a pas de plafond, et l'intérieur de la pyramide est entièrement creux. À l'extérieur, elle prend appui sur une corniche d'arcatures en plein cintre retombant sur des modillons, et consolidées en leur milieu par un petit modillon supplémentaire. Ce type de corniche n'est pas courant. Au milieu de chaque face du clocher, la corniche se trouve interrompue par les montants d'une baie en plein cintre entourée d'un tore, qui est ménagée dans la pyramide. Les arêtes de la pyramide octogonale sont garnies de boudins, et c'est également le cas des quatre pyramidons sur plan carré qui occupent les angles.

#### Élévations latérales et chevet
Les murs sont appareillés en pierre de taille, sauf le croisillon nord. À gauche de la fenêtre, on voit une tourelle d'escalier cylindrique, de très faible diamètre, coiffée d'une poivrière, et flanquée de deux contreforts biais. À droite de la fenêtre, le contrefort droit, amorti par un glacis formant larmier, est à son tour épaulé par un contrefort regardant vers l'est, comme si la dernière travée du bas-côté de la nef avait remplacé une travée plus large. Les bas-côtés de la nef présentent la particularité que les contreforts sont surmontés de charges, qui évoquent des culées d'arcs-boutants. Il y a peut-être des arcs-boutants intérieurs ou des murs-boutants, mais les auteurs ne les mentionnent pas. Les contreforts des bas-côtés sont encore typiquement gothiques. Scandés par un larmier, ils s'amortissent par un glacis formant larmier. Comme à la période gothique, deux contreforts orthogonaux par angle flanquent les angles de la façade, mais le contrefort occidental du bas-côté sud comporte néanmoins une niche à statue avec une console et un dais Renaissance, sans grand intérêt. Les fenêtres sont entourées des mêmes moulures qu'à l'intérieur. Elles prennent appui sur un larmier, qui est situé à un niveau plus bas que les larmiers des contreforts. Les rampants des deux pignons du chevet sont garnis de boudins, ce qui est rare. Le mur-pignon commun au collatéral sud et au vaisseau central est symétrique, et subdivisé par un contrefort central, ce qui rappelle Genainville. Rien n'indique que le vaisseau central est antérieur aux collatéraux : l'appareil est parfaitement homogène et ne montre pas des traces de reprises, comme on peut en voir au croisillon nord.

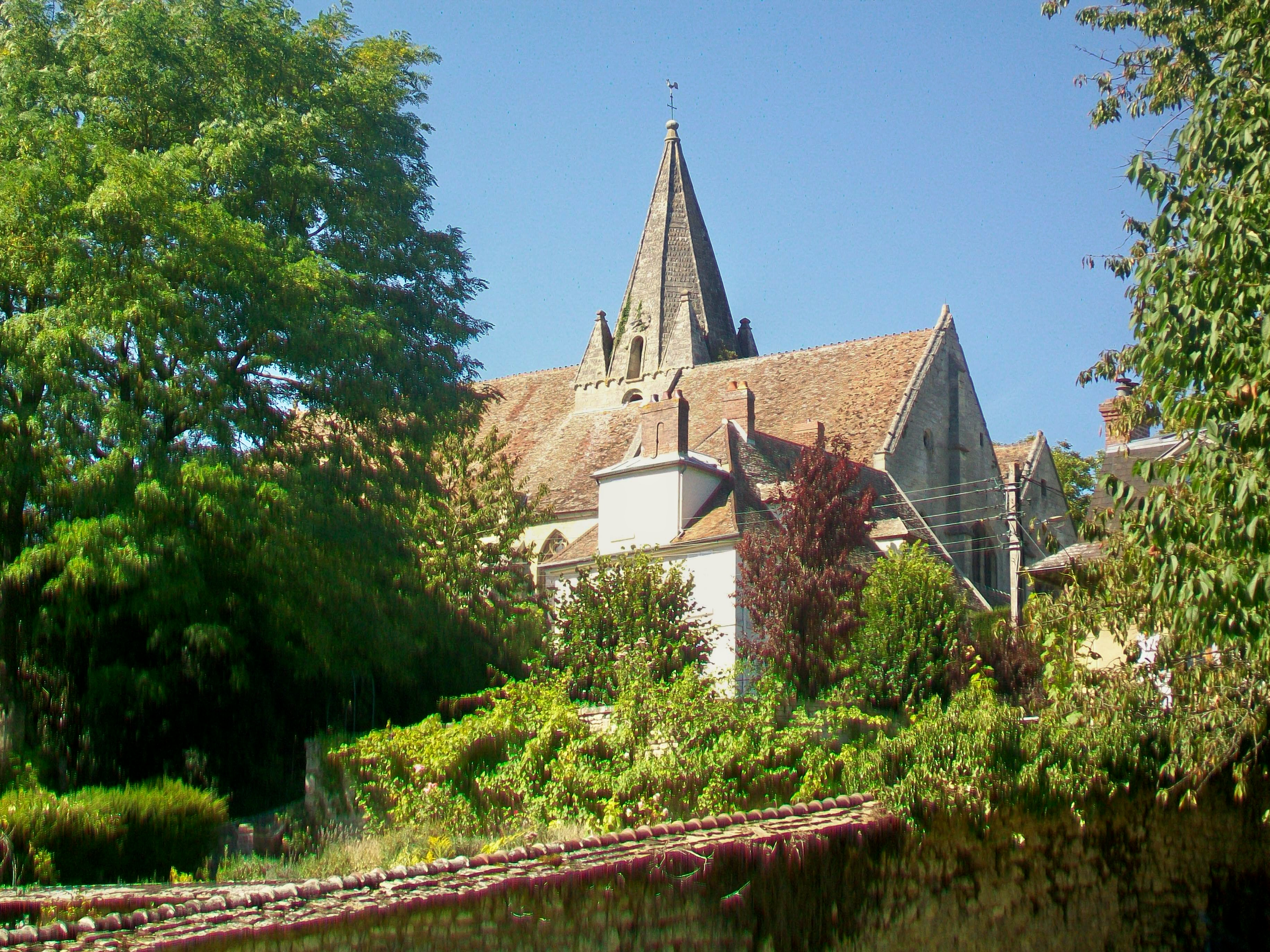
Vue depuis le sud-est.
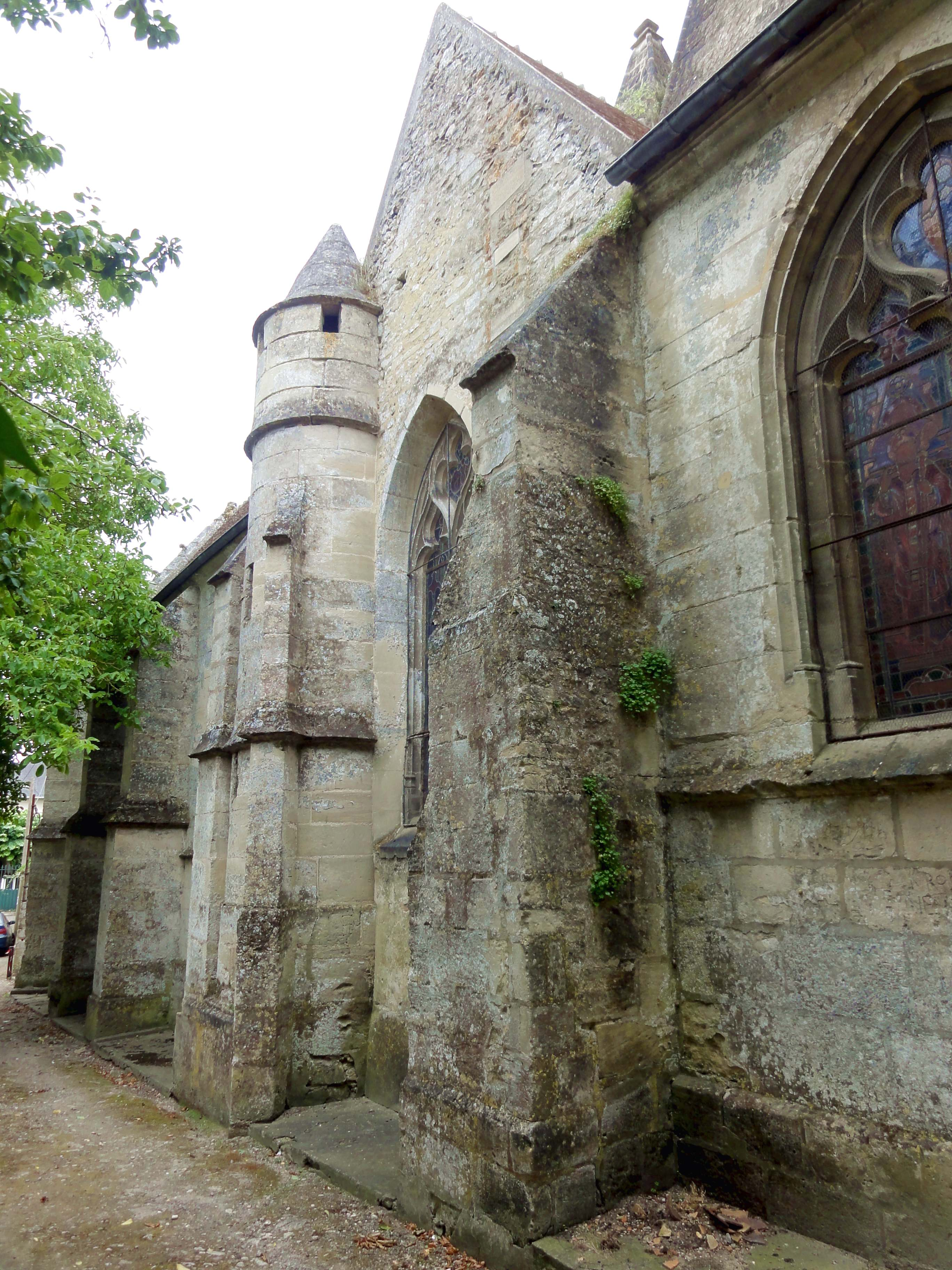
Croisillon nord.
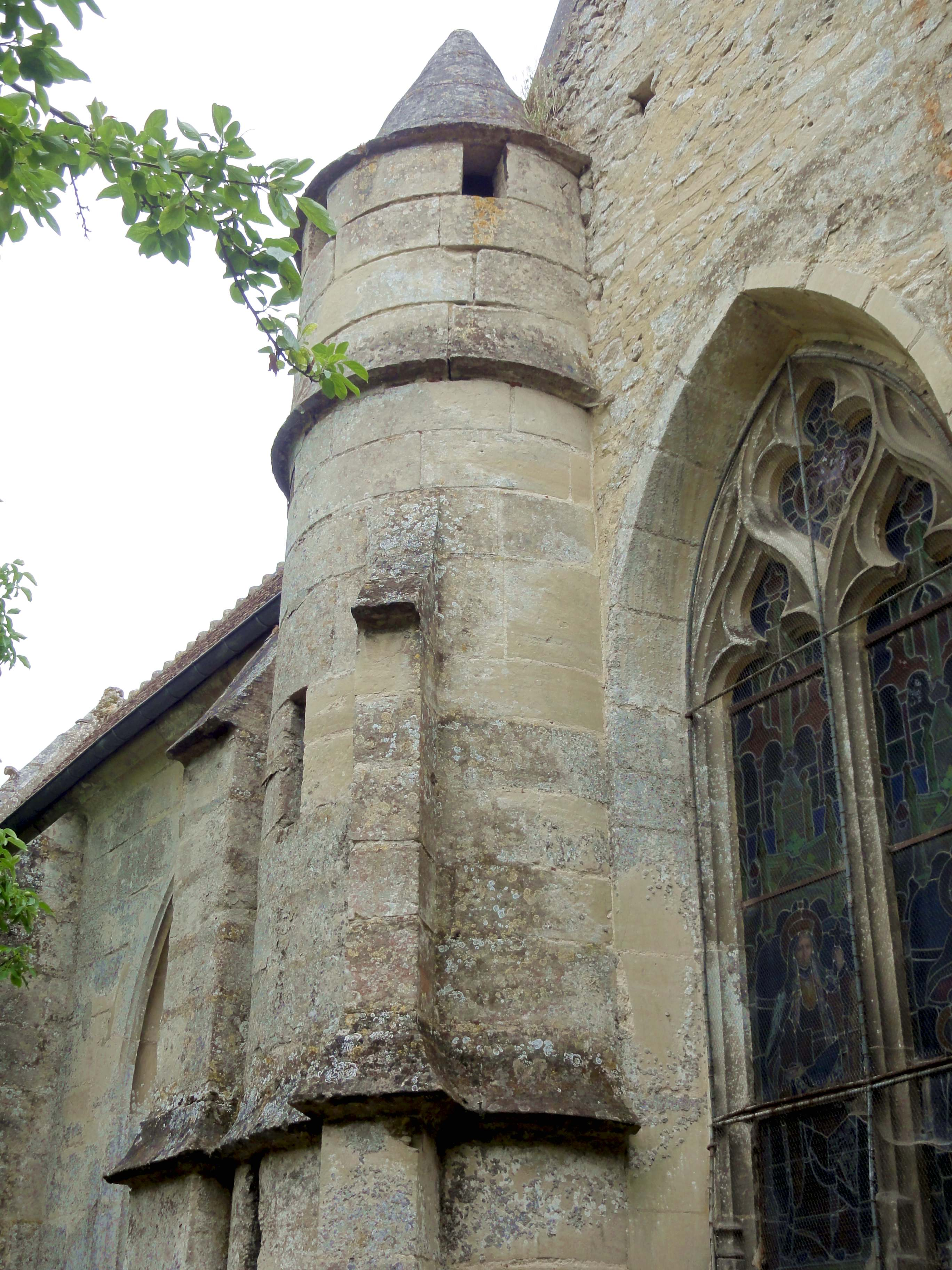
Tourelle d'escalier.
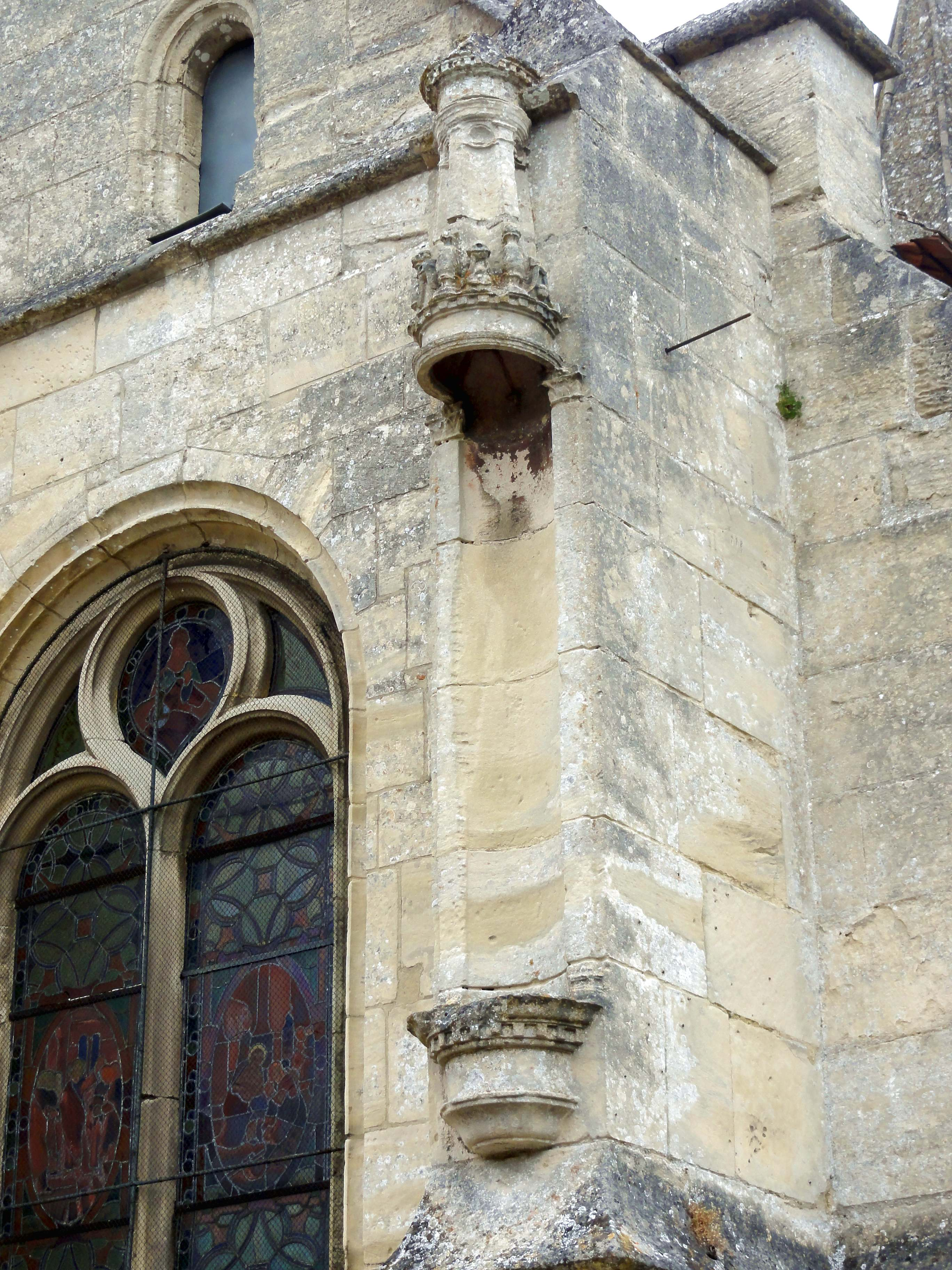
Contrefort ouest du bas-côté sud.
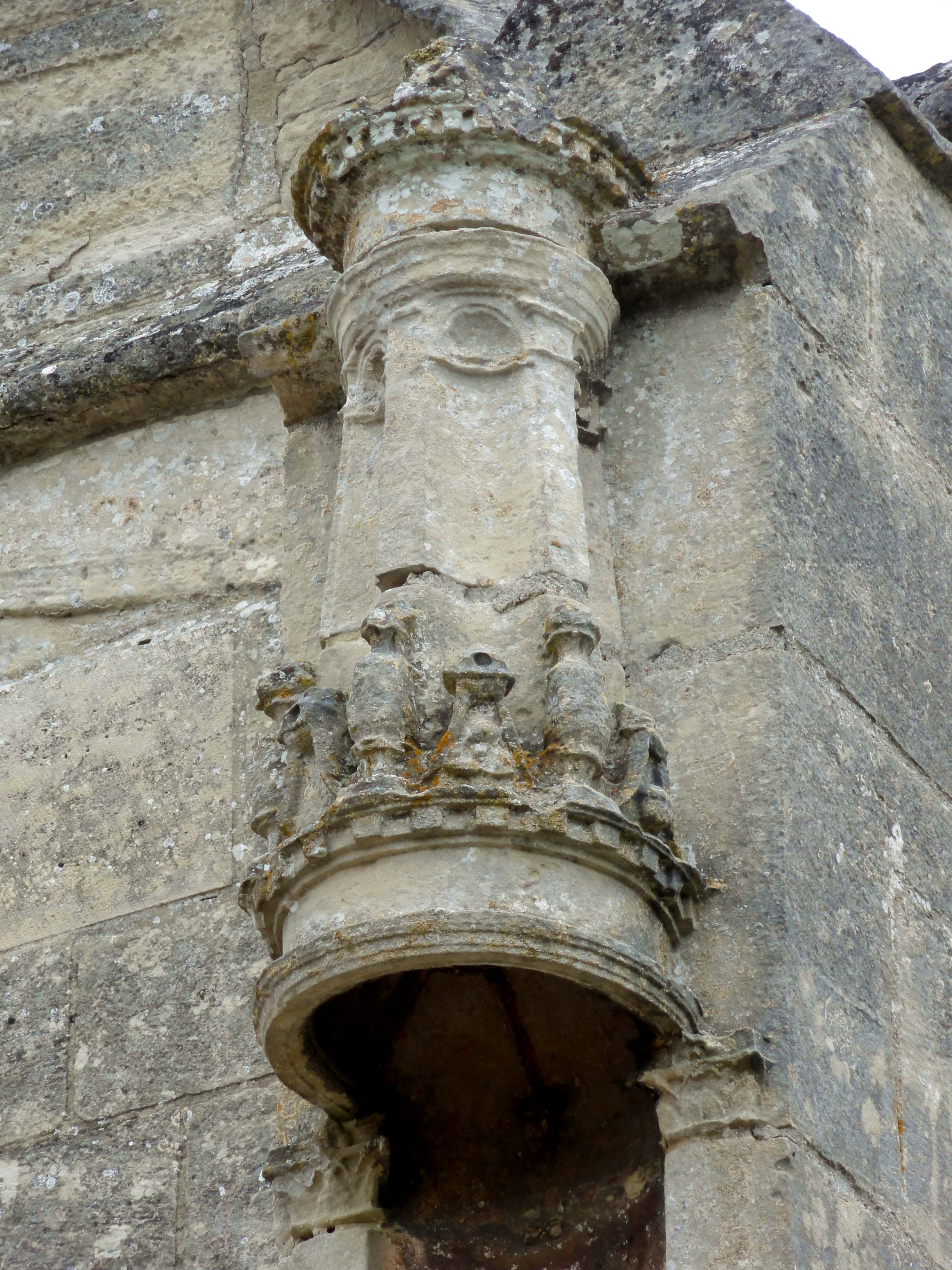
Dais Renaissance.
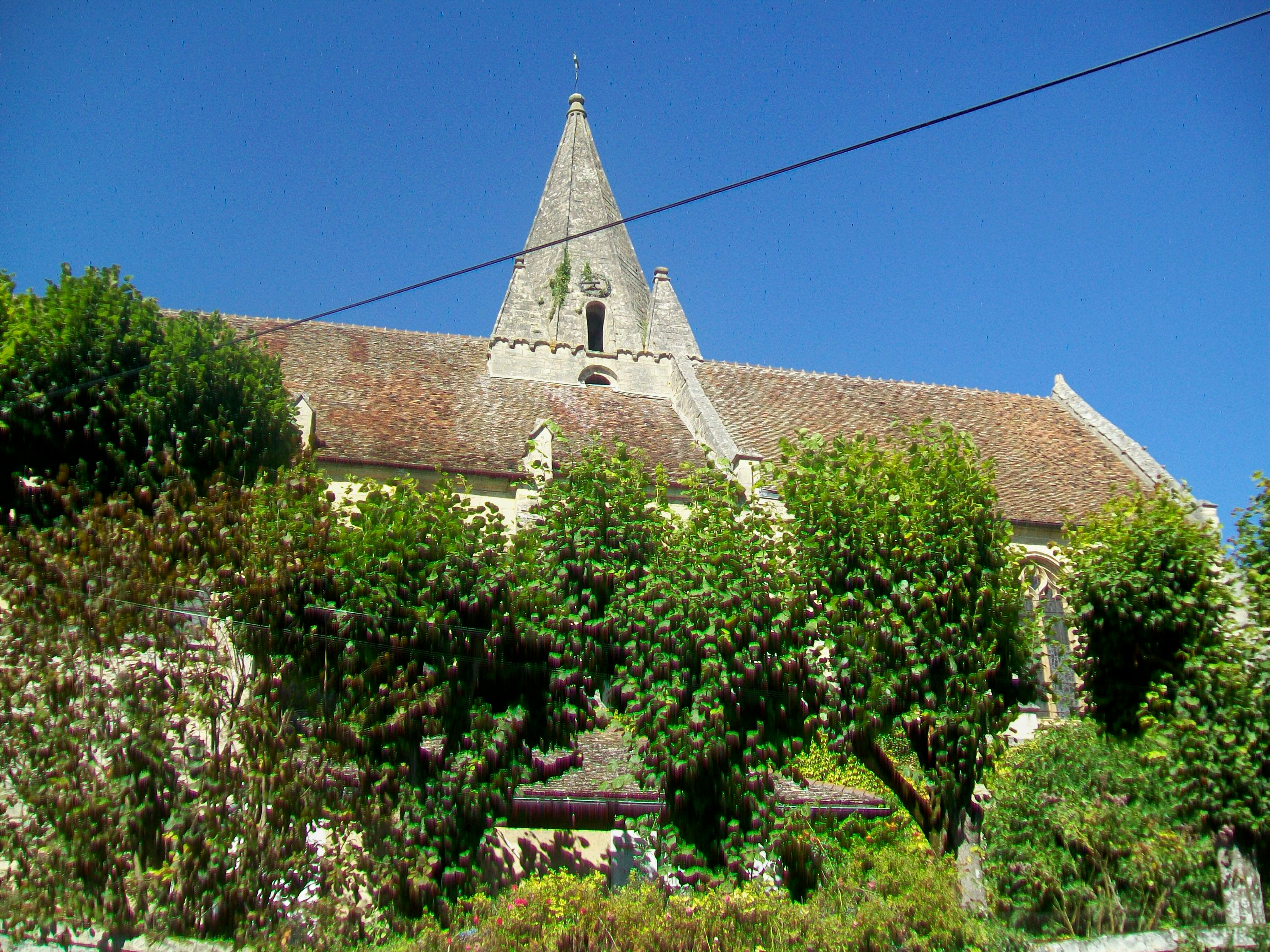
Vue depuis le sud.

## Mobilier

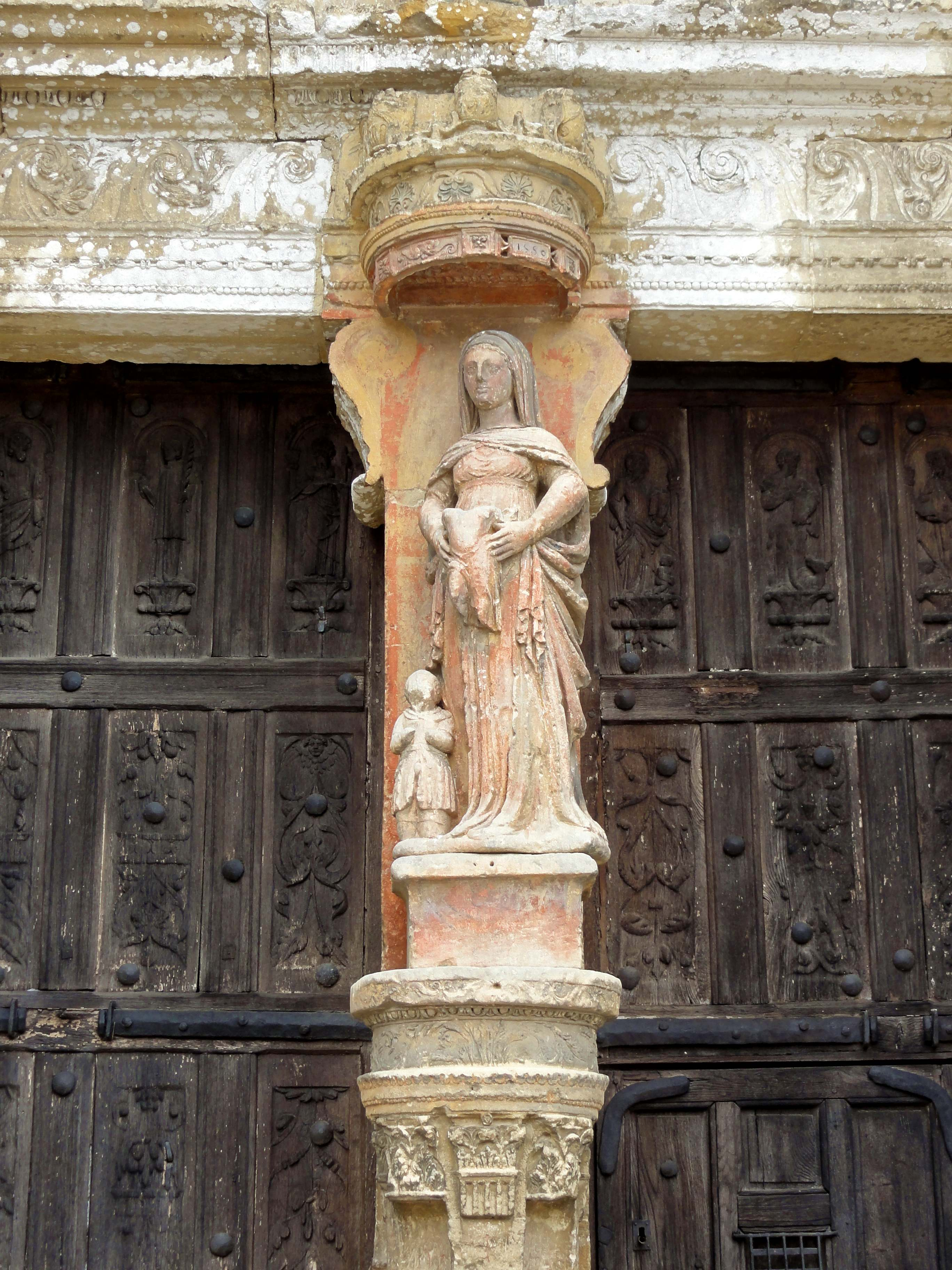
Vierge à l'Enfant au trumeau du portail.

Parmi le mobilier de l'église, quatorze éléments sont classés monument historique au titre objet. Parmi eux, dix correspondent à des statues ou groupes sculptés en pierre calcaire polychrome, dont quatre garnissent toujours une partie des neuf niches à côté et au-dessus du portail. La polychromie ne subsistent généralement que sous la forme de traces. Le groupe sculpté de l'Éducation de la Vierge, de la deuxième moitié du XVIe siècle, a été volé en 1998. Une Vierge à l'Enfant en bois du XVIe siècle, repeinte, avec l'Enfant tenant un oiseau, n'est plus présente dans l'église.
- La Vierge à l'Enfant au trumeau du portail date du milieu du XVIe siècle, et est donc aussi ancienne que celui-ci. La polychromie s'accorde par ailleurs avec celle du dais et de la console du trumeau. La statue mesure 140 cm de hauteur, et est accompagnée d'une petite figure de donateur agenouillée, mais regardant dans la même direction que la Vierge. Les mains du donateur manquent, et son visage est effacé. La tête et le bas des jambes de l'Enfant manquent également. Le classement au titre objet remonte à 1907[22].
- La statuette de saint Sébastien, dans la niche au-dessus du portail à gauche, date du premier quart du XVIe siècle, et mesure 94 cm de hauteur. C'est l'une des mieux conservées de l'église. Le martyr est lié à un tronc d'arbre par des cordes, la main droite à côté de la tête, et la main gauche derrière le corps, et vêtu seulement d'un périzonium. L'anatomie est réaliste. L'œuvre est classée depuis 1996 seulement[23].
- La statuette de sainte Catherine d'Alexandrie, dans la niche médiane du portail, date du dernier quart du XIVe siècle, et mesure environ 140 cm de hauteur (dimensions non prises). La sainte est couronnée, et sa physionomie, sa posture et ses habits évoquent la Vierge à l'Enfant de la même époque, qui se trouve dans la niche au-dessus du troisième pilier au nord de la nef. Comme autre particularité, la sainte tient la roue, instrument de son martyre, dans sa main gauche : de très petites dimensions, elle est cassée dans sa partie supérieure. Le classement remonte à 1907 également[24]. À droite de sainte Catherine, on trouve un saint Nicolas du XIXe siècle en terre cuite, œuvre qui n'est pas classée.
- Le groupe sculpté de saint Michel terrassant le démon, dans la niche à droite du portail, date de la première moitié du XVIe siècle, et mesure 135 cm de hauteur. Il rentre à peine dans la niche, et il est évident que son emplacement initial était ailleurs. L'œuvre serait arrivé à Saint-Gervais vers 1860, et proviendrait du prieuré de Bizy, à Vernon (Eure). Le bras droite et une partie du bouclier de saint Michel manquent, et le démon a presque entièrement disparu. Le sujet de l'œuvre n'est donc, à la première vue, plus évident. Son classement remonte à 1984[25].
- La statue de saint Gervais, à l'intérieur de l'église, à côté du portail, date de la fin du XVIe ou du début du XVIIe siècle, et mesure 155 cm de hauteur. Avec saint Michel, elle serait arrivée à Saint-Gervais vers 1860, et proviendrait également du prieuré du Bizy. Des épaufrures témoignent encore du long séjour à l'extérieur, dans une niche trop petite pour la statue. Le seul attribut du saint, loin d'être clair, est un livre, dont la moitié inférieure manque, ainsi que les doigts de la main droite qui tenait le livre. La sculpture est classée depuis 1984[26].
- Une statue de la Vierge à l'Enfant du XIVe siècle, au revers plat, est placée sur la console au-dessus du troisième pilier au nord de la nef, au-dessus de la chaire à prêcher. Elle mesure 95 cm de hauteur. La Vierge est couronnée. Le bras droit de l'Enfant manque. L'œuvre est classée depuis 1907[27].

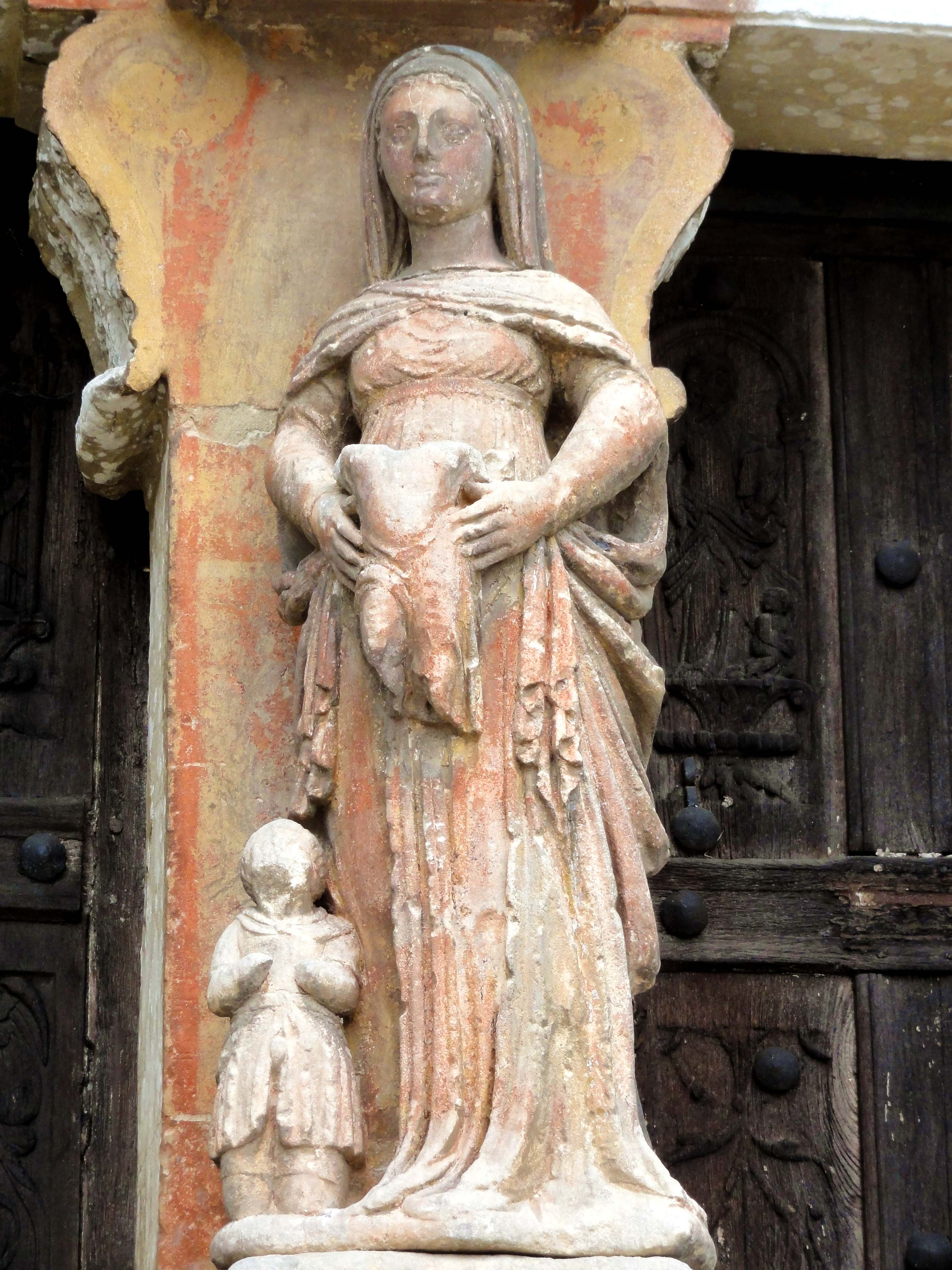
Vierge à l'Enfant.
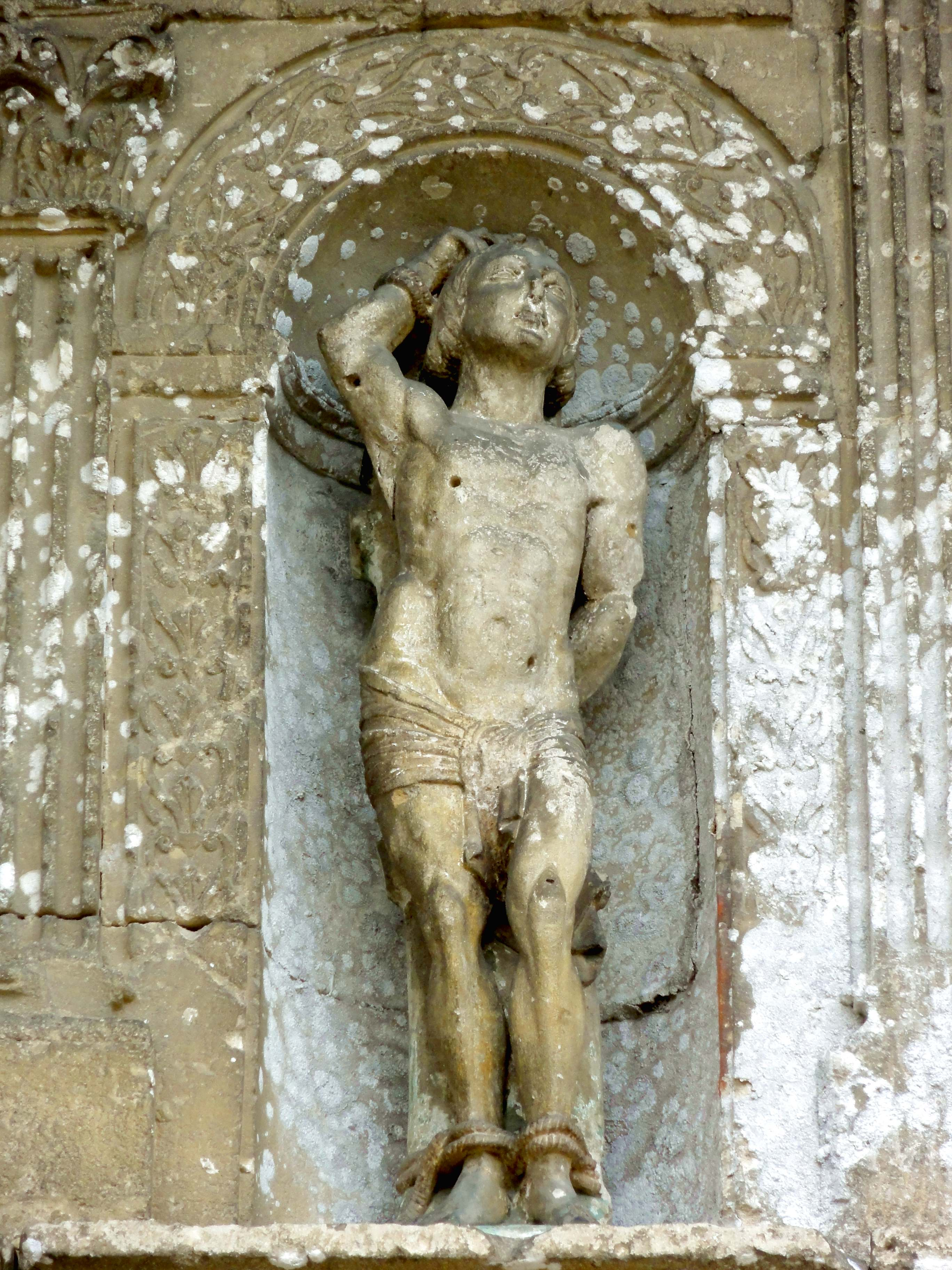
Saint Sébastien.
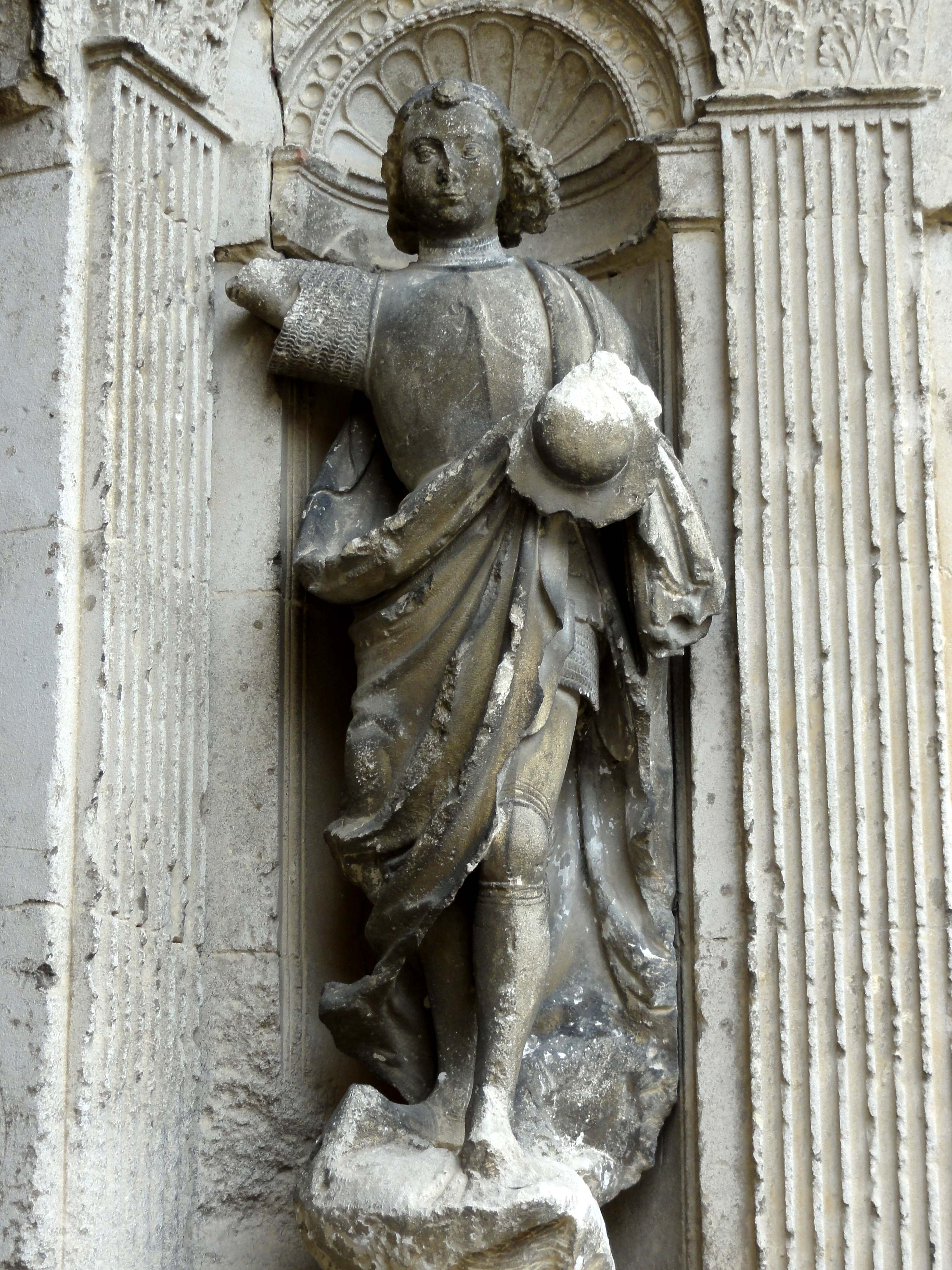
Saint Michel.
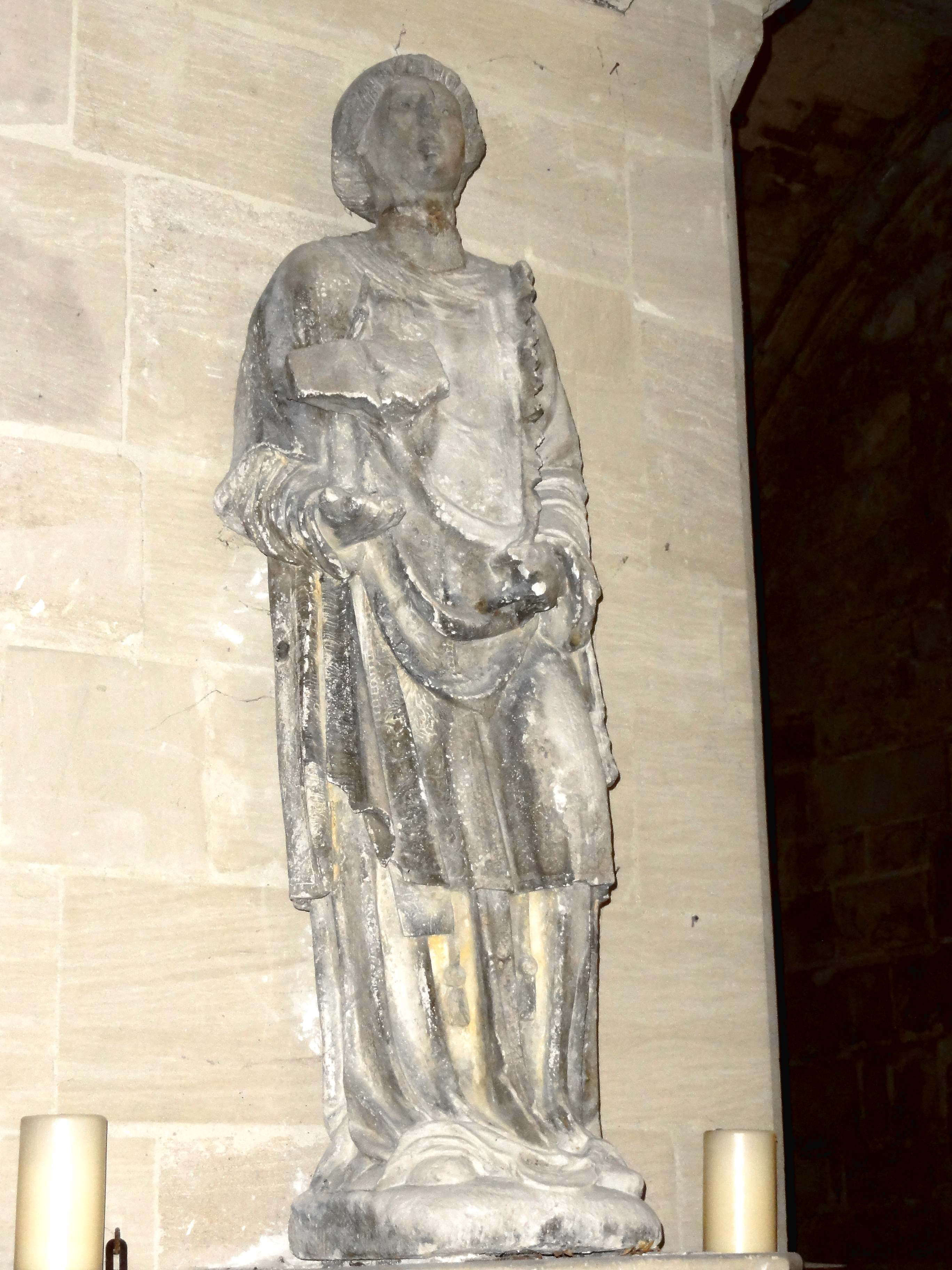
Saint Gervais.
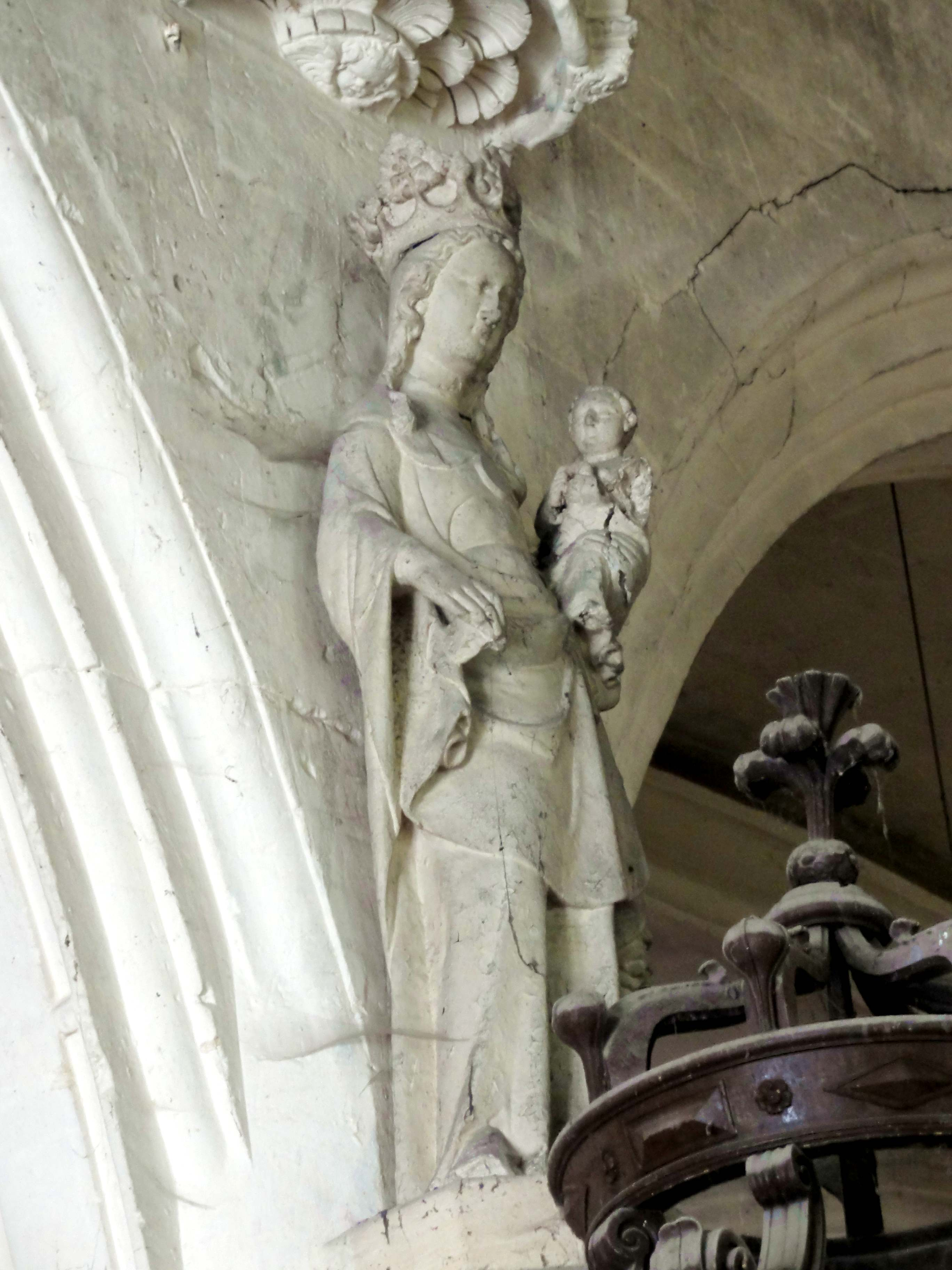
Vierge à l'Enfant.

- La statue de saint Louis, identifiable uniquement grâce à sa couronne, son visage jeune et imberbe et sa silhouette longiligne, date du premier quart du XVIe siècle, et mesure 125 cm de hauteur. Elle a elle aussi longtemps séjourné dans une niche à l'extérieur de l'église, mais son classement remonte déjà à 1912[28].
- Le Christ en croix au-dessus de l'arc triomphal ouvrant dans la croisée du transept date de la seconde moitié du XVe siècle, et non du XIVe siècle, comme on l'avait encore pensé lors du classement en 1908. Elle provient de l'ancienne poutre de gloire. L'œuvre est entièrement en bois, mais le badigeon qui recouvre le Christ, qui mesure environ 120 cm de hauteur, suggère une sculpture en pierre[29]. Victor Le Ronne signale dans ses notes, vers 1900, que les statues de la Vierge de douleur et de saint Jean, qui flanquaient le Christ sur la poutre de gloire, gisent dans les combles. En 1959, Alphonse Subtil retrouve seulement saint Jean, qui est tellement rongé par les insectes, qu'il est impossible de le réparer[9].
- Une deuxième statue de la Vierge à l'Enfant du XIVe siècle trône au-dessus de l'autel de la Vierge, au chevet du collatéral sud. Elle mesure 140 cm de hauteur, et est couverte d'un badigeon blanc. Quelques détails sont rehaussés par des dorures. L'œuvre est classée depuis 1907[30].
- L'aigle-lutrin en bois date du XVIIe siècle. Ses dimensions n'ont pas été prises. Le lutrin avait été démontée, et certains éléments se sont perdus, dont les symboles du Tétramorphe sur le nœud, et deux pieds à griffes sur trois. L'œuvre a été réparée par un bénévole de la paroisse, et couverte d'une épaisse couche de peinture. Son classement remonte à 1912[31].
- Le tableau à l'huile sur toile représentant saint Jérôme méditant, attribuable à Lorenzo Sabatini[32], et mesure 126 cm de hauteur pour 96 cm de largeur. Elle a été restaurée, et classée en 1984 avec son cadre du XIXe siècle[33].
- Les boiseries du chœur datent du XVIIIe siècle ont été démontées en 1874, puis installées dans la sacristie nouvellement construite. Composées de panneaux séparées par des pilastres ioniques supportant un entablement, elles sont peintes en faux-marbre, et sont classées depuis 1984[34] (sans illustration).

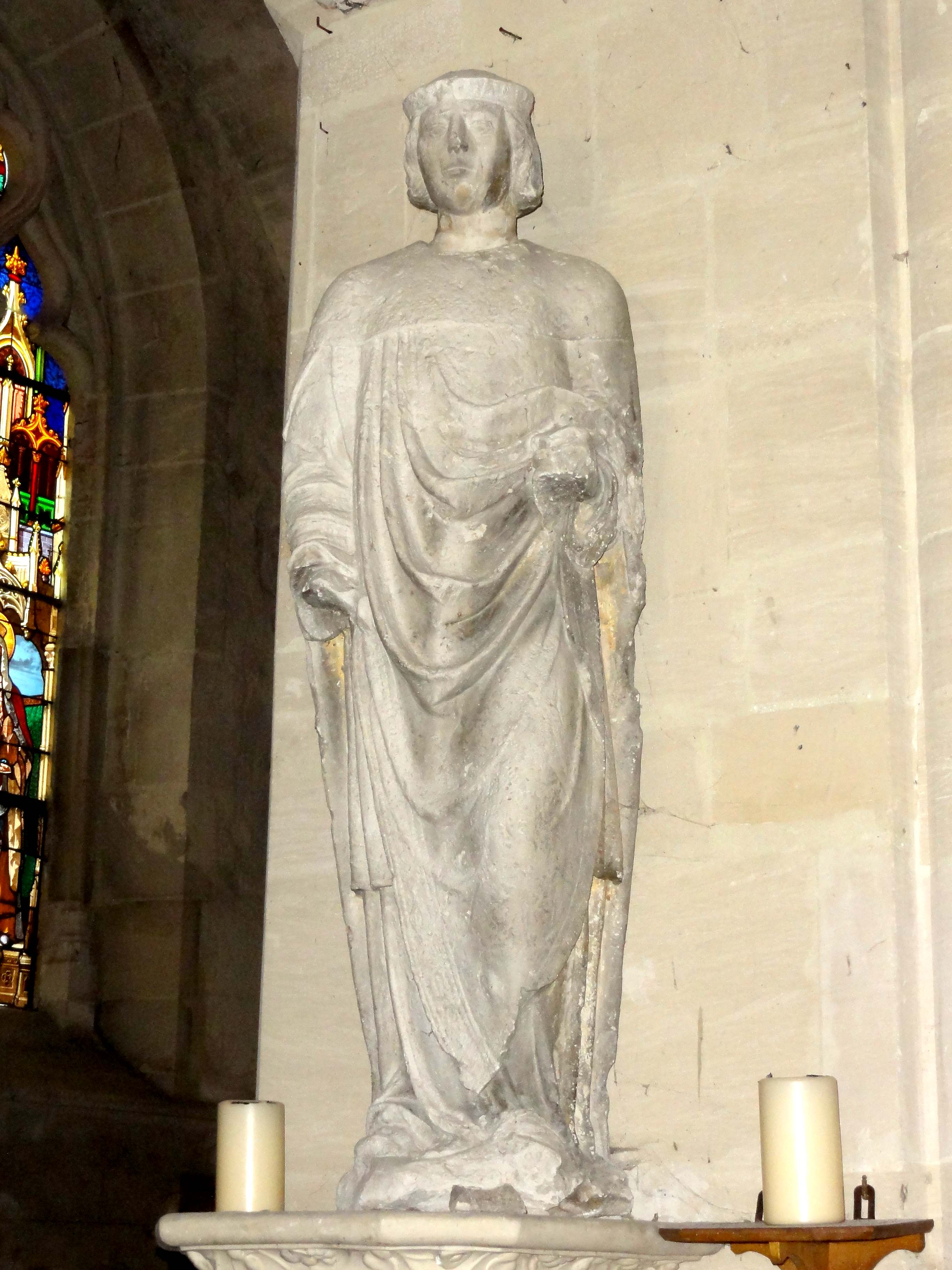
Saint Louis.
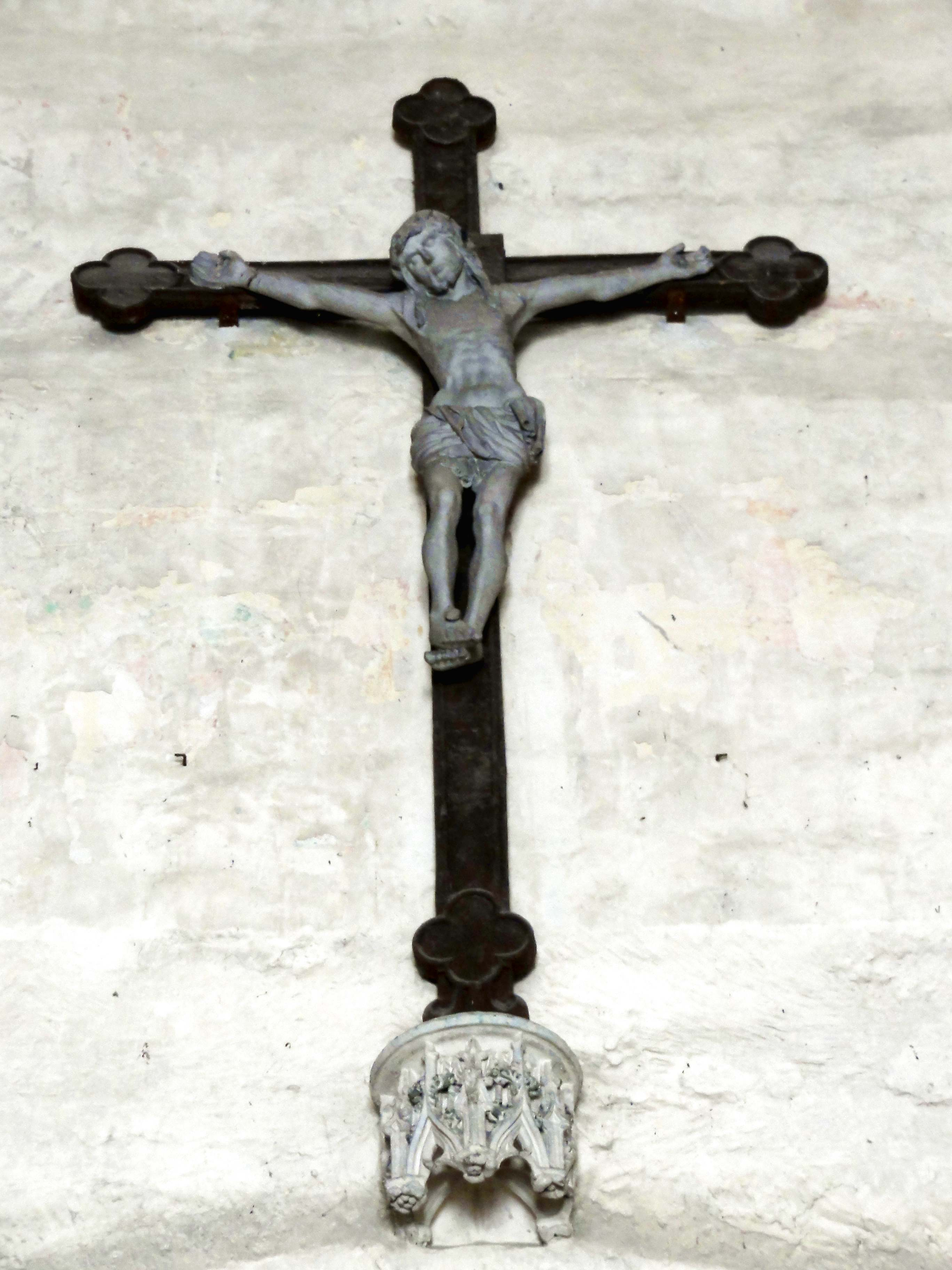
Christ en croix.
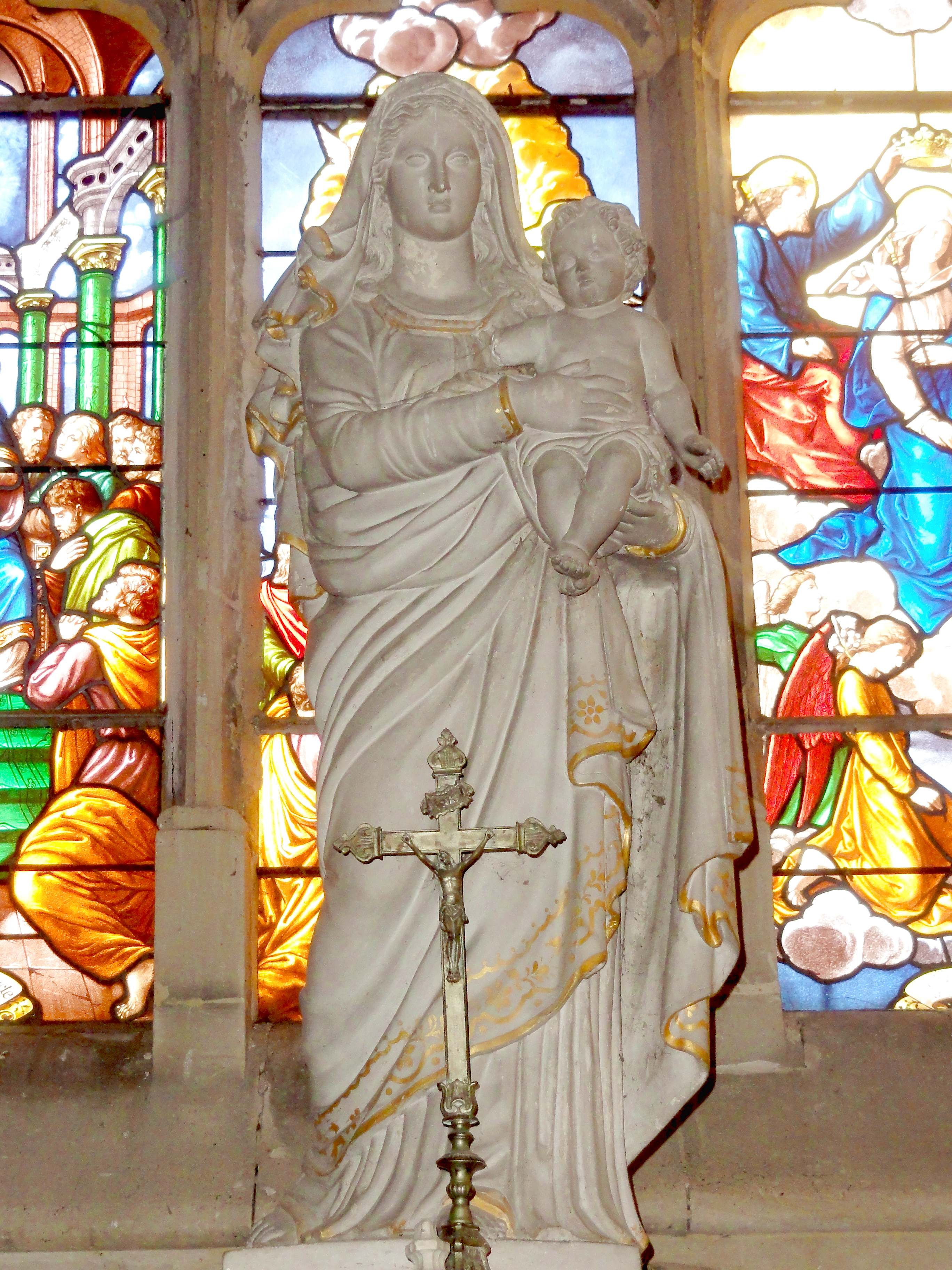
Vierge à l'Enfant.
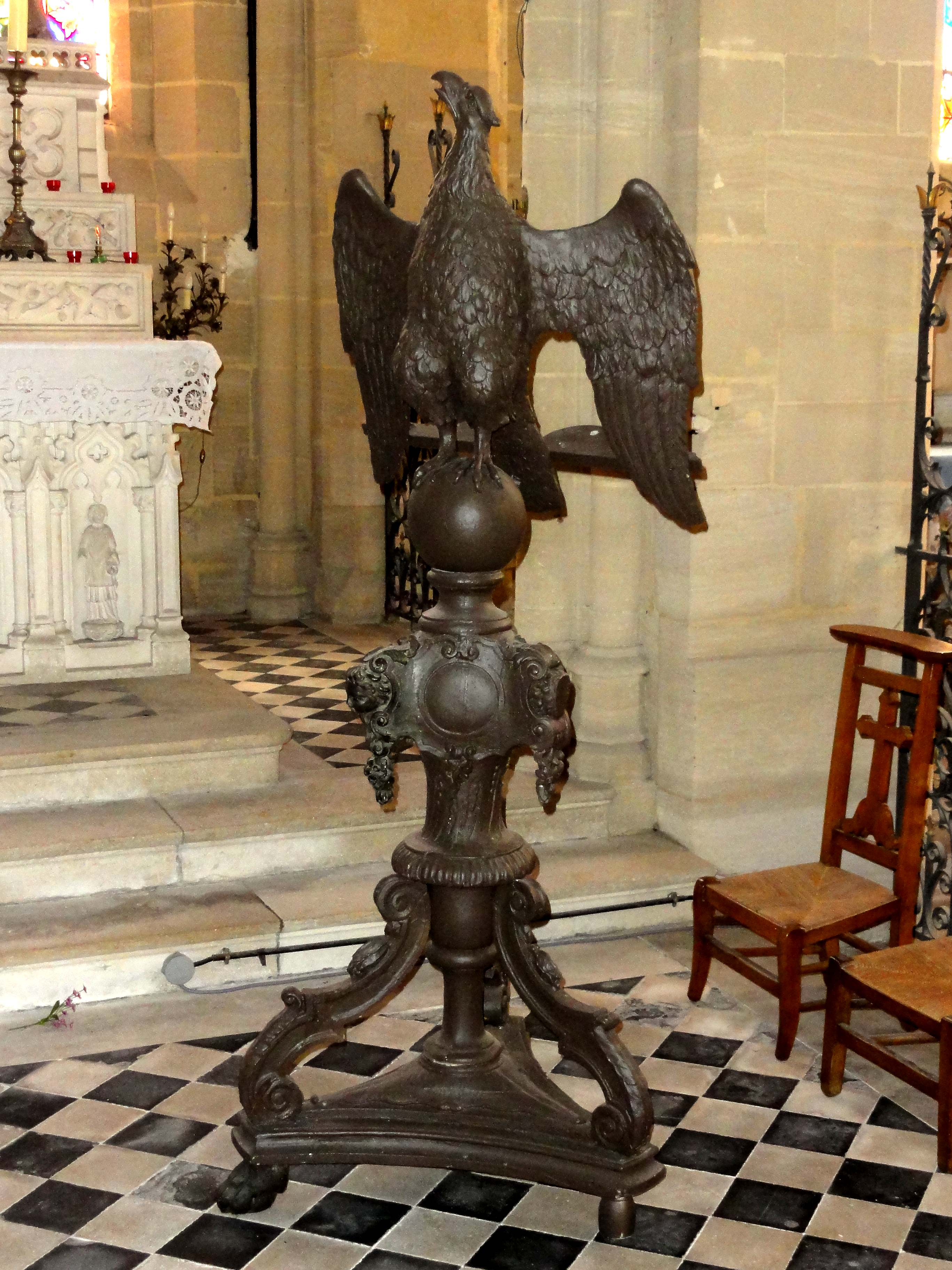
Aigle-lutrin.
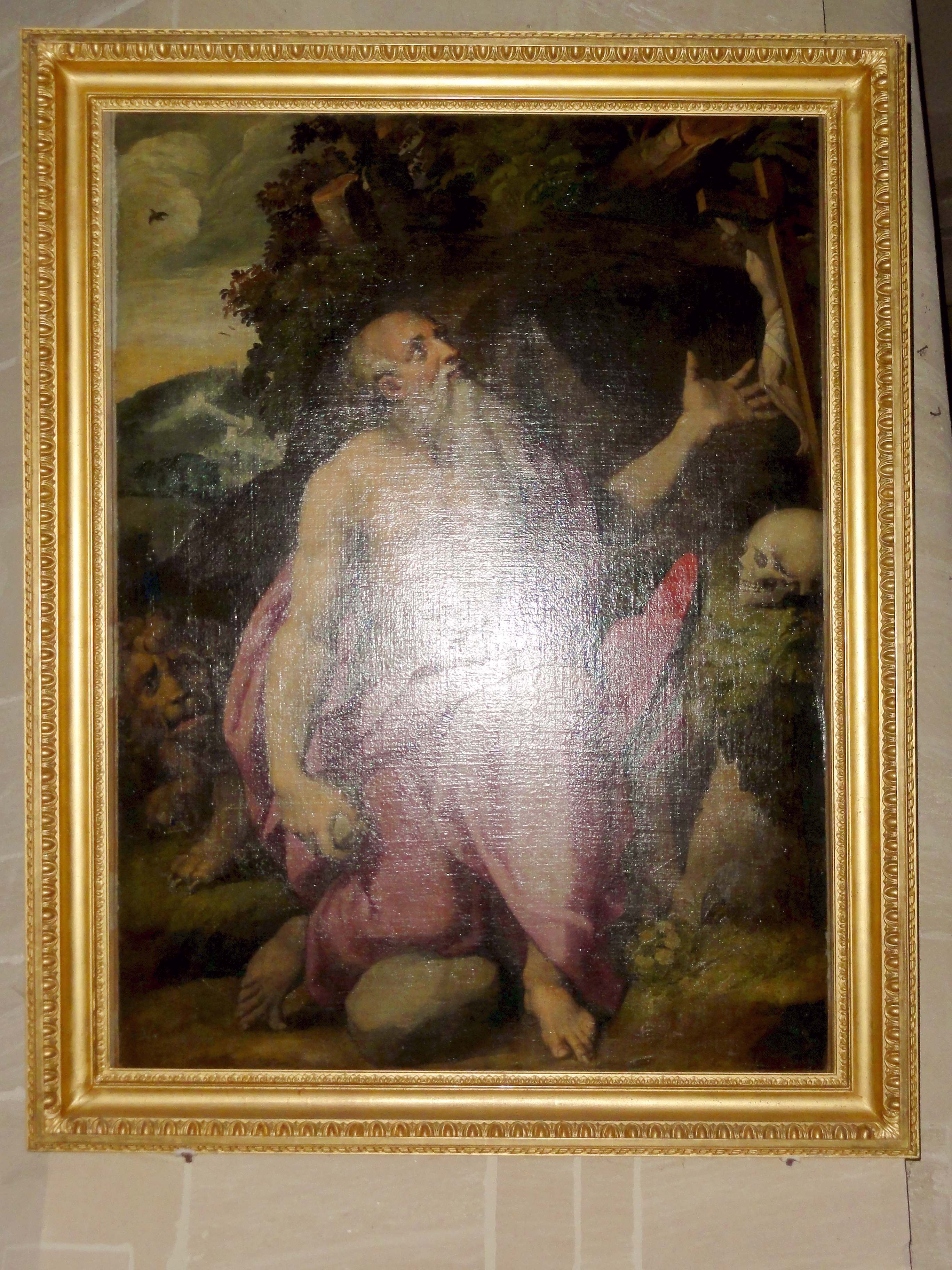
Saint Jérôme méditant.